# Texas
Vous lisez un « article de qualité » labellisé en 2009.
Pour les articles homonymes, voir Texas (homonymie).
Le Texas (prononcé : /tɛɡzɑ(s)/ ou /teksas/  ; en anglais : /ˈtɛksəs/  ; en espagnol : Texas ou Tejas /ˈtexas/ ) est un État du Sud des États-Unis, le deuxième plus vaste du pays (696 241 km2) après l'Alaska et deuxième plus peuplé après la Californie. Selon le décompte officiel du Bureau du recensement des États-Unis, en 2024 le Texas comptait 31 290 831 habitants. Sa capitale est Austin alors que Houston est sa plus grande ville et Dallas-Fort Worth son agglomération la plus peuplée. Les Texans sont à près de 80 % des citadins et presque la moitié d'entre eux vivent dans deux agglomérations : Dallas-Fort Worth ou Houston. Quatre aires urbaines du Texas comptent plus de deux millions d'habitants : Houston, Dallas-Fort Worth, San Antonio et Austin.
Aussi surnommé « The Lone Star State » (« l'État de l'étoile solitaire »), le Texas possède des paysages divers organisés selon un gradient est-ouest : ils évoluent des plaines du Sud profond aux déserts du Sud-Ouest américain. Les milieux naturels sont donc d'une grande variété : marais littoraux, forêts subtropicales, prairies, zones semi-arides et arides, montagnes se succédant sur plusieurs centaines de kilomètres d'est en ouest. Situé au nord du fleuve Rio Grande, le Texas a d'abord été une colonie espagnole avant de faire partie du Mexique. Après avoir connu une éphémère république indépendante, il fut rattaché aux États-Unis en 1845. État esclavagiste, le Texas participa aux côtés des États confédérés d'Amérique à la guerre de Sécession puis connut une expansion lors des années de course aux champs pétrolifères.
Aujourd'hui, il attire de nombreux immigrants latinos et fait partie des États conservateurs dominés par les républicains. Son économie dynamique repose sur l'élevage, les hydrocarbures, les industries pétrochimiques et de techniques de pointe (aérospatiale, biotechnologies), soutenues par un réseau dense d'universités. Avec un PIB estimé à 2 664 milliards de dollars en 2024, le Texas est le deuxième État le plus riche du pays après la Californie. La culture du Texas reflète des influences et des héritages multiples, amérindiens, afro-américains, européens et hispaniques. L'identité de l'État repose sur un folklore vivant (rodéo, western, country), associé à l'image mythique du cow-boy.

## Étymologie
Le nom « Texas » vient du caddo tejas, qui signifie « allié » ou « ami ».

## Histoire

### Époque précolombienne
En l'état actuel de la recherche, la présence humaine sur le territoire texan remonterait à environ 11 200 ans.

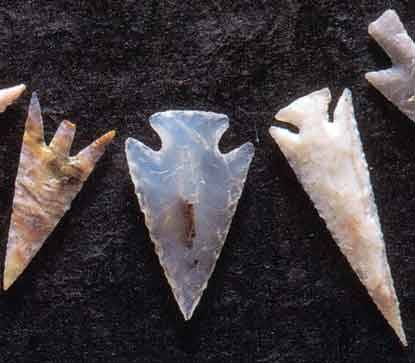
Flèches amérindiennes retrouvées au Monument National d'Alibates Flint.

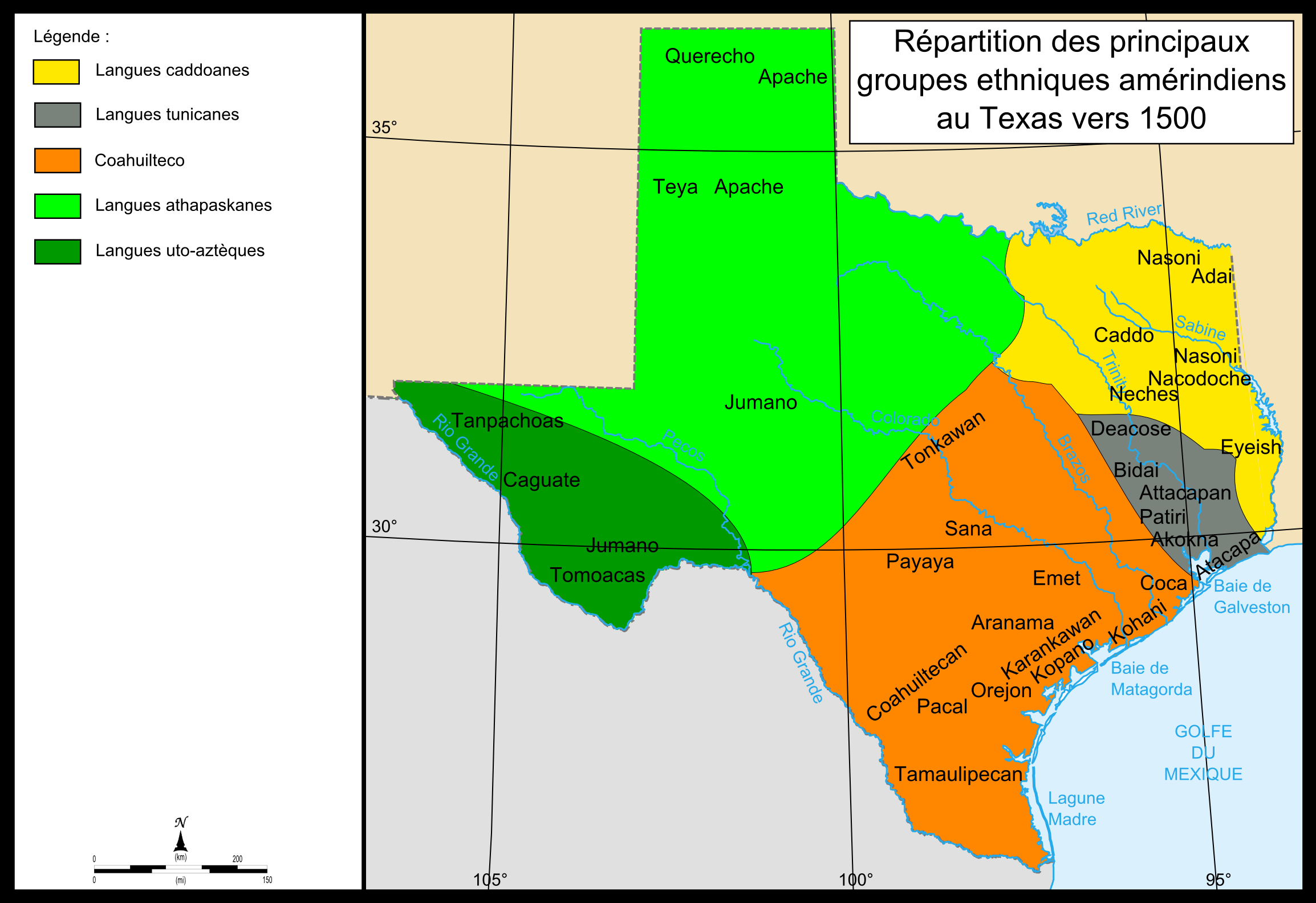
Principaux peuples amérindiens vers 1500.

Cependant, une équipe de chercheurs découvre près de 600 000 artefacts paléolithiques autour du site de Debra, pour la plupart vieux de 13 500 ans à 15 500 ans, indiquant une première implantation antérieure à l'âge de Clovis.
Les Paléoindiens qui vivaient à la fin du Pléistocène (vers 9300 – 6000 av. J.-C.) peuvent être rattachés aux cultures Clovis et Folsom : ces nomades chassaient les grands mammifères aujourd'hui disparus tels que les mammouths et les bisons à longues cornes au moyen de flèches et d'atlatls. Ils se fournissaient en silex sur le site d'Alibates Flint au nord du Texas. Le changement climatique qui marqua le début de la période archaïque (vers 6000 av. J.-C. – vers 700 apr. J.-C.), fut marqué par l'extinction des mammifères géants, par une relative croissance démographique à partir du IIIe millénaire av. J.-C. et par l'apparition des premiers échanges. De nombreux pictogrammes dessinés sur les parois des grottes ou sur des rochers sont visibles dans l'État, notamment à Hueco Tanks et à Seminole Canyon.
Certains groupes vivant à l’est du Texas commencèrent à se sédentariser dans les premiers siècles de l'ère chrétienne, à pratiquer l’agriculture et à ériger les premiers tertres funéraires. Cette phase montre l’influence des civilisations qui s’épanouirent dans le bassin du Mississippi comme les Mound Builders.
La nation caddo se constitua entre 500 et 800 alors que les populations du Trans-Pecos furent influencées par la culture mogollon. À partir du VIIIe siècle environ, l'arc et la flèche firent leur apparition dans la région, la fabrication de poteries se développa et les Amérindiens dépendirent de plus en plus du bison pour leur survie. Des objets en obsidienne retrouvés dans les divers sites texans témoignent des échanges avec le Mexique actuel et les montagnes Rocheuses. Avant l'arrivée des Européens, le Texas était occupé par plusieurs peuples amérindiens : Alabamas, Apaches, Aranamas, Atakapas, Caddos, Comanches, Coahuiltecans, Cherokees, Chactas, Coushattas, Hasinais, Jumanos, Karankawas, Kickapous, Kiowas et Wichitas.

### Exploration européenne (XVIeetXVIIesiècles)

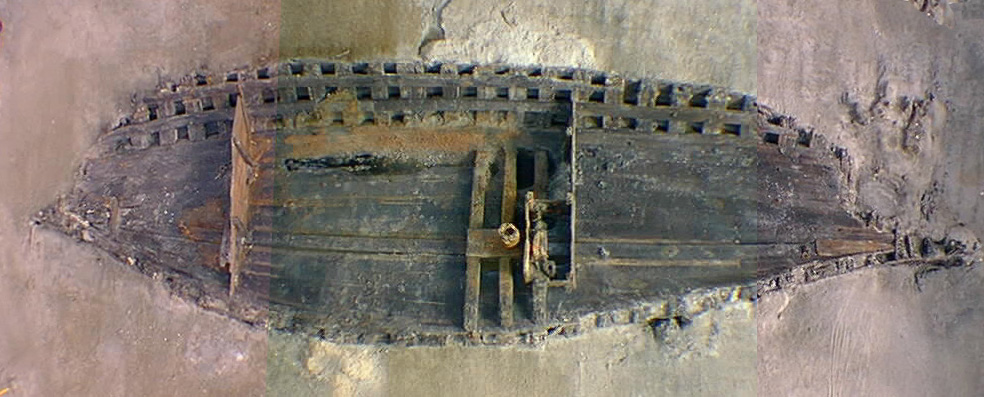
L'épave de La Belle, l'un des navires de l'expédition de La Salle.

L'exploration de l'actuel Texas par les Espagnols commence par la voie maritime et répond alors au besoin de trouver un passage vers l'océan Pacifique. En 1519, Alonso Álvarez de Pineda est le premier à longer les côtes du golfe du Mexique et à en dessiner le tracé sur une carte. En 1528, le conquistador Álvar Núñez Cabeza de Vaca, survivant de l'expédition de Pánfilo de Narváez, est le premier Européen à fouler le sol du futur Texas. Il est suivi par Francisco Vásquez de Coronado qui explore le nord en 1541 à la recherche d’or et de pierres précieuses, recherche qui se révèle infructueuse. L’année suivante, les survivants de l'expédition d’Hernando de Soto arrivent par l'est en 1542. D'autres voyages sont menés depuis le Mexique actuel dans les années 1580-années 1590, puis à partir du Nouveau-Mexique au XVIIe siècle notamment sous l'impulsion des franciscains.
En 1684, l'explorateur français René-Robert Cavelier de La Salle quitte la France avec pour mission d'établir une colonie en Louisiane à l'embouchure du Mississippi. En 1685, à la suite d'erreurs de navigation, il vogue trop au sud et débarque dans la baie de Matagorda. Il fait construire le fort Saint-Louis mais ne parvient pas à retrouver l'embouchure du Mississippi qu'il avait descendu quelques années plus tôt. Les Français avancent jusqu'au Río Grande et sur la rivière Trinity. L'expédition perd deux navires dans des tempêtes : l'un d'eux, baptisé La Belle, a été retrouvé et fouillé. La Salle part chercher du renfort au Canada en 1687 et est assassiné au cours d'une mutinerie sur les côtes du Texas en mars 1687. La petite colonie de Saint-Louis ne résiste pas longtemps aux épidémies et à l’hostilité des Amérindiens. Mais la France continue de revendiquer le Texas jusqu’au traité de Paris en 1763. Avertis de la présence française aux portes de la Nouvelle-Espagne, les Espagnols envoient une dizaine d’expéditions entre 1685 et 1689 afin de trouver l'établissement français. En 1689, Alonso de León retrouve fort Saint-Louis qui avait été abandonné ; il le détruit au cours d'un deuxième voyage l’année suivante.
Le Texas est intégré à la colonie de Nouvelle-Espagne jusqu’à l'indépendance du Mexique en 1821. À partir de 1716, son nom officiel devient Nouvelles-Philippines (Nuevas Filipinas) mais il restera moins usité que Texas. L'installation des Espagnols, qui commence réellement au XVIIIe siècle, répond à l'expansion de la colonie française de Louisiane à l'est et au souci de préserver les mines d'argent du Mexique. Elle se manifeste par l'installation de colons et la fondation de forts et de missions. Elle se heurte à l'hostilité des Amérindiens.

#### Premiers établissements

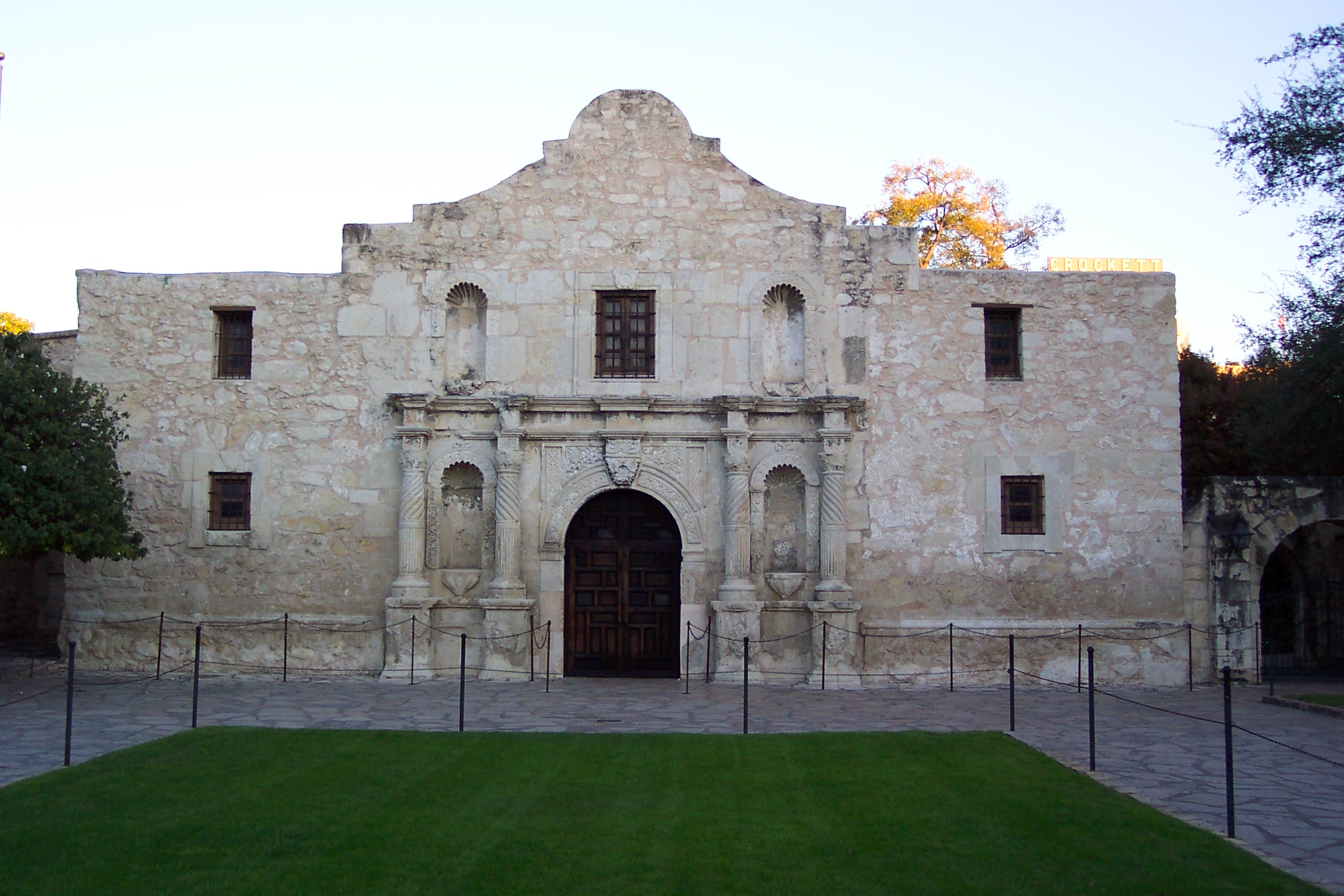
Mission San Antonio (Alamo).

Le plus ancien établissement européen du Texas fut fondé en octobre 1680 par des conquistadors, des frères franciscains et des Amérindiens tiguas : Ysleta dans l'Ouest du Texas actuel, sur le Rio Grande. En 1690 fut fondée la mission franciscaine de San Francisco de los Tejas dans l'Est du Texas à San Pedro Creek dans l'actuel comté de Houston, en territoire nabedache. Mais face à la menace indienne, les religieux durent quitter le site quelques années plus tard.
En 1700, un premier poste fut occupé à Juan Bautista, sur le cours inférieur du Río Grande. Un gouverneur fut installé et de nouveaux presidios furent construits plus à l'est (fort Taovaya, Los Adaes, San Augustin de Ahumada, San Luis de Amarillas…). En 1716 fut fondée la mission Concepcion. La mission de San Antonio de Valero fut inaugurée en 1718. Elle fut transformée à partir de 1803 en poste militaire qui prit le nom d'Alamo en raison de l'arrivée d'un détachement venu de la région d'El Alamo, dans l'État de Coahuila (Mexique). D'autres établissements religieux suivirent, comme la mission San Juan Capistrano (1731) ou la mission Nuestro Señora del Espíritu Santo de Zúñiga (1732). Sous l’impulsion de José de Escandón, plusieurs villages de colons furent fondés entre 1749 et 1755 dans la Nouvelle-Santander, qui correspondait au sud du Texas et au Tamaulipas mexicain. L'exploration du Texas se poursuivit tout au long du XVIIIe siècle : elle fut le fait des contrebandiers et de coureurs des bois qui nouaient des contacts avec les Amérindiens. L'Américain Zebulon Pike explora une partie du territoire texan en 1806-1807.

#### Relations

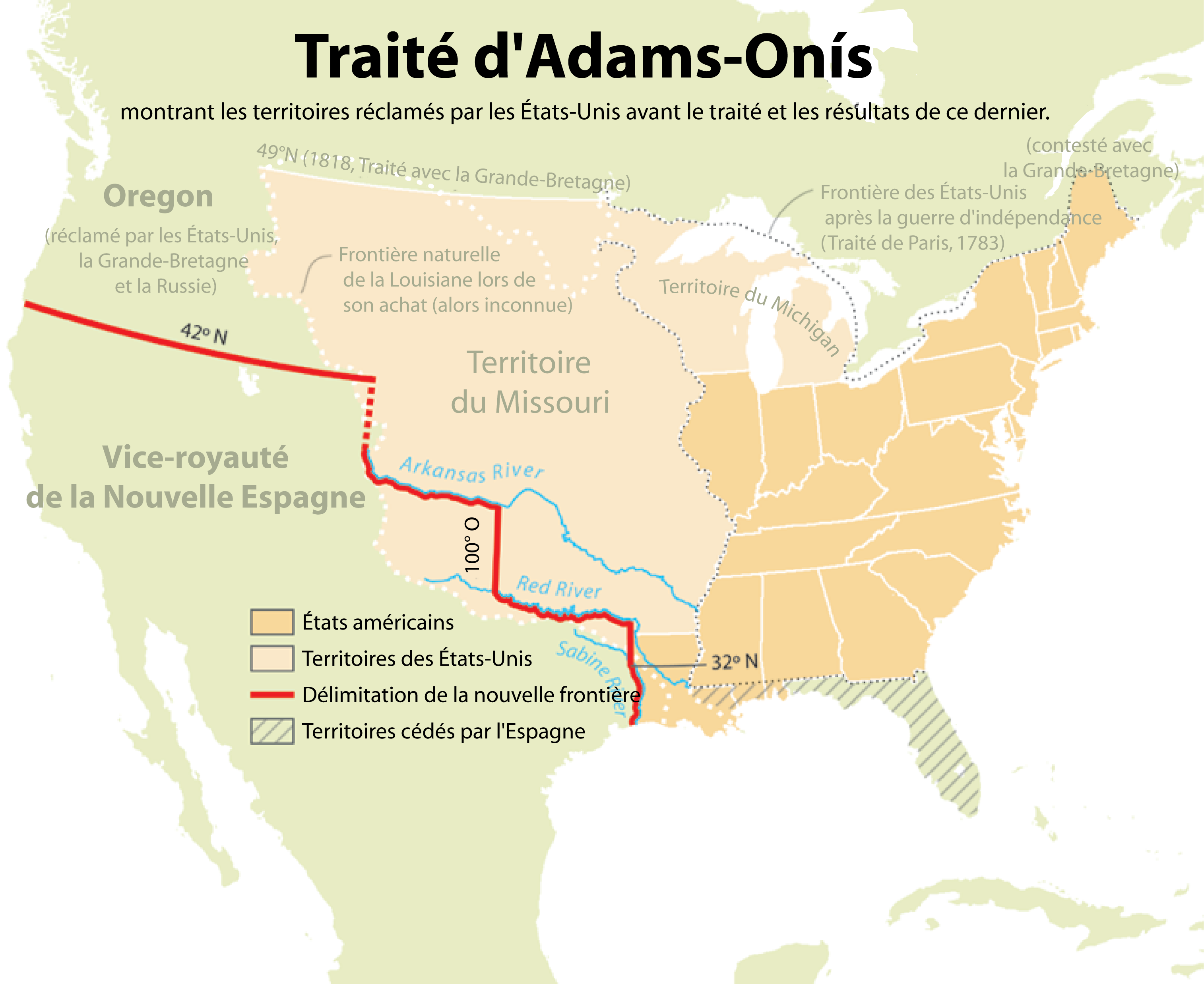
Modifications de frontières après le traité d'Adams-Onís de 1819.

Le traité de Paris (1763) qui mit un terme à la guerre de Sept Ans entre les puissances européennes, modifia considérablement la géopolitique de l'Amérique du Nord. La France perdit le Canada et la Louisiane : la rive occidentale du Mississippi fut remise à l'Espagne,, tandis que le reste de la Louisiane devint définitivement américain en 1803. La Nouvelle-Espagne n’eut dès lors plus à craindre la présence française. Les Espagnols cherchèrent à relier La Nouvelle-Orléans à Santa Fe à travers le Texas. Les missionnaires, les pionniers et les aventuriers espagnols introduisirent au Texas les premiers chevaux ainsi que des objets en métal et en verre qui transformèrent radicalement le mode de vie des Amérindiens. Le cheval renforça le nomadisme de plusieurs tribus et contribua à modifier leur répartition géographique. C’est aussi à cette époque que de nombreux villages subirent des épidémies ainsi que les attaques des Apaches et des Comanches.

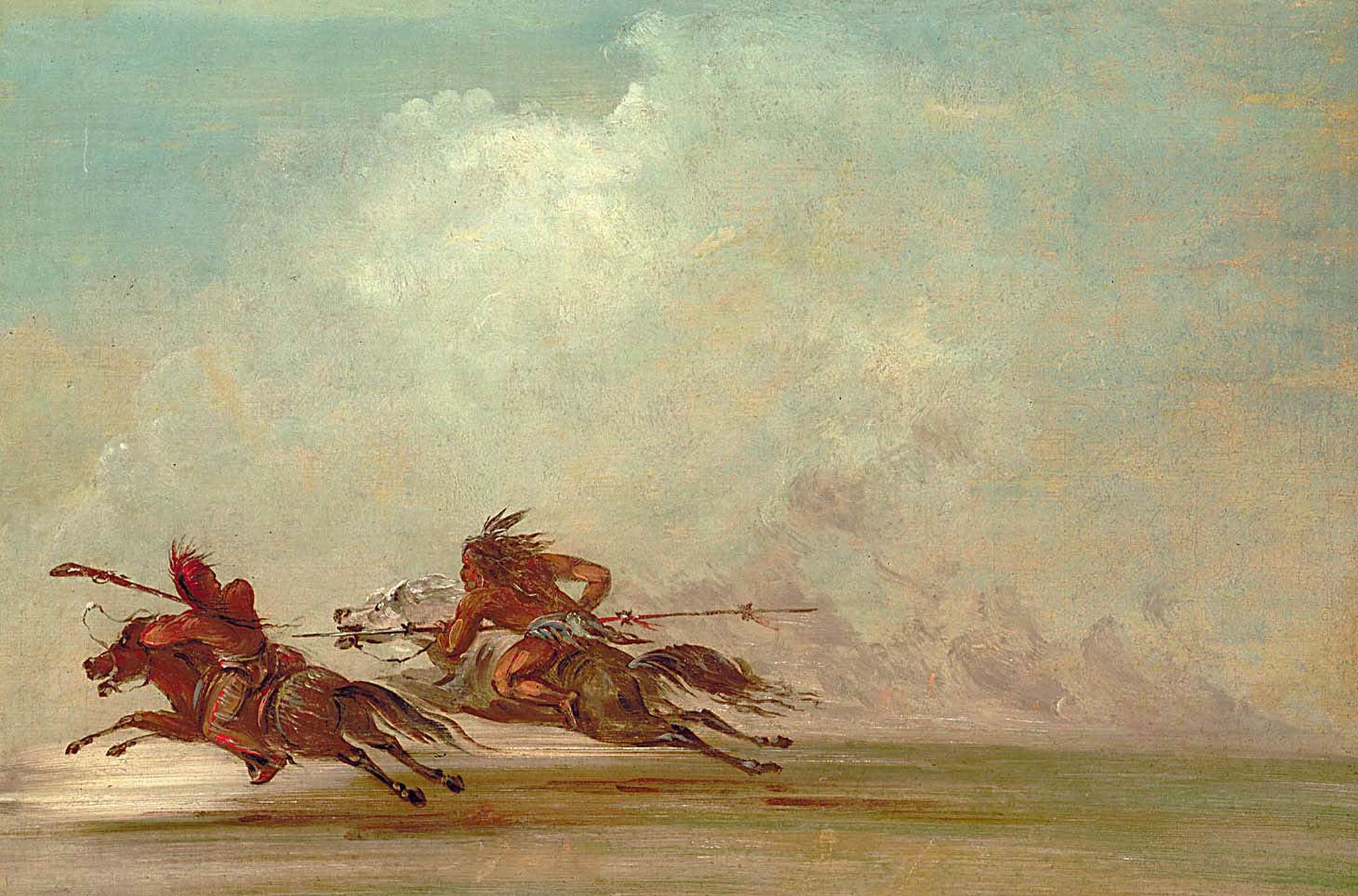
Comanches à l'attaque. George Catlin, 1834.

Les premiers contacts avec les Européens furent souvent pacifiques comme en témoigne l'étymologie du mot Texas : ce dernier vient en effet du caddo « tejas » qui signifie « allié » ou « ami,,, ». Mais très vite, les troupes et les colons espagnols durent affronter les Apaches et les Comanches tout au long du XVIIIe siècle. Après leur indépendance en 1783, les États-Unis s'agrandirent vers l'ouest ; en 1795, la navigation commerciale sur le Mississippi fut ouverte aux Américains. La vente de la Louisiane en 1803 consacra l'accroissement du territoire américain vers l'ouest. L'influence américaine se traduisit également par l’arrivée d’aventuriers comme Philip Nolan (1771-1801), de marchands, de scientifiques comme William Dunbar ou Peter Custis. Le traité d'Adams-Onís de 1819 fixa la frontière entre les territoires américain et espagnol.

#### Mise en valeur

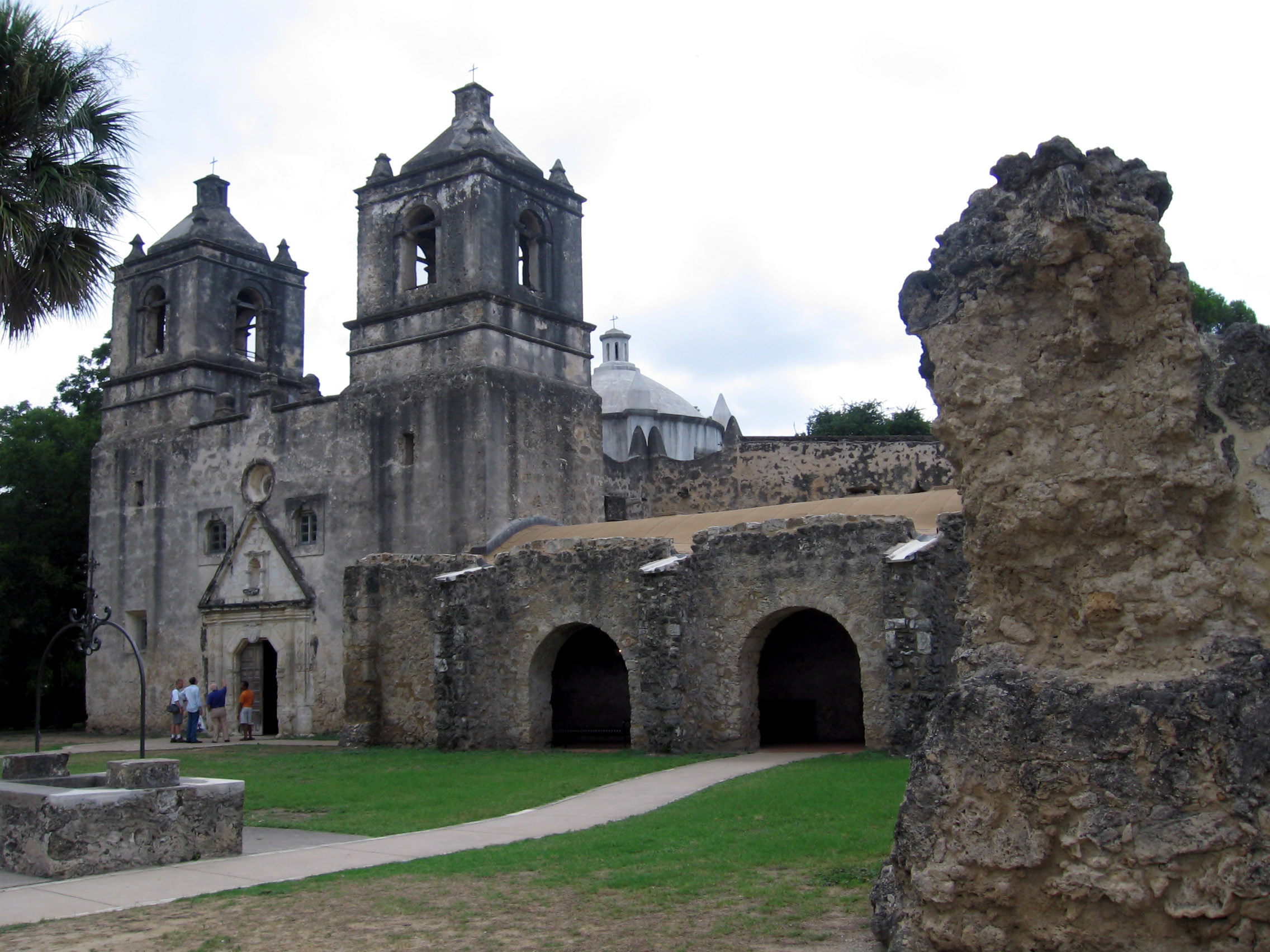
Mission Concepcion.

Au XVIIIe siècle, la colonie du Texas souffrait de sous-peuplement : il y avait 500 Tejanos en 1731, à peine 1 000 en 1760. La métropole encouragea pourtant l'installation de nouveaux colons en leur offrant le titre d'hidalgo ou des avantages financiers. Elle permit à des Anglo-Saxons de s'installer au Texas : ils étaient recrutés par des agents appelés empresarios, tels que Haden Edwards ou Moses Austin. L'essor économique peina à venir à cause de l'isolement et du monopole du commerce avec l'Espagne : les colons échangeaient des marchandises avec les Français ou les Amérindiens. Les mines étaient exploitées par des esclaves amérindiens. Les Espagnols réalisèrent des travaux d’irrigation le long du Rio Grande. Ils fondèrent des ranchos (ranchs) et imposèrent le système des haciendas : ces grandes exploitations autarciques possédaient plusieurs bâtiments regroupés autour d’une place. Les missions étaient aussi des centres de production agricole et artisanale qui utilisaient la main d'œuvre amérindienne.
La tradition de l'élevage extensif au Texas remonte à la colonisation espagnole. Les bêtes étaient gardées par des vaqueros, les ancêtres des cow-boy, qui maîtrisaient déjà la technique du rodeo pour capturer les bovins sauvages au moyen d'un lazo (lasso). L'élevage produisait essentiellement des peaux et du suif.

### Texas mexicain (1821-1836)

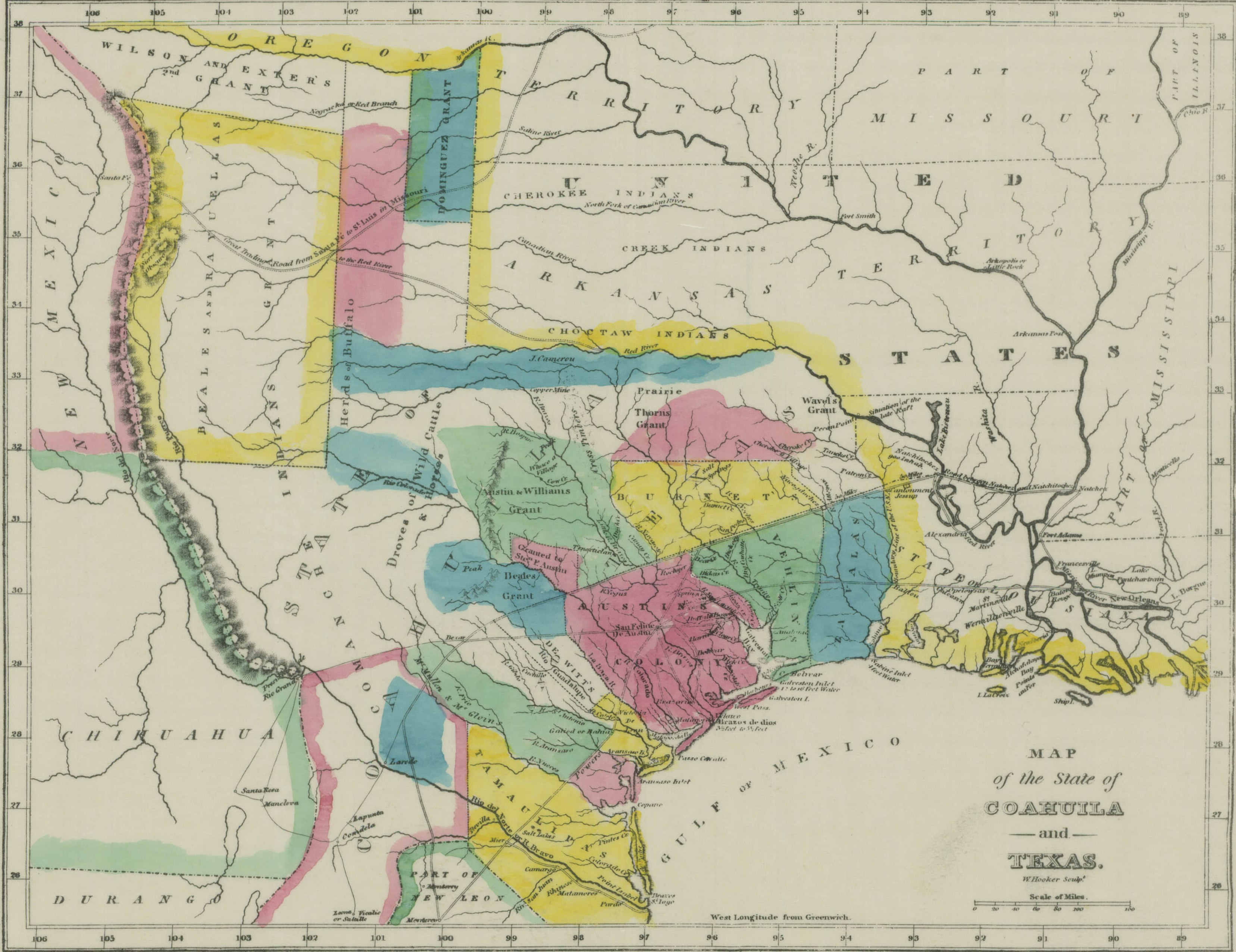
Province de Coahuila y Tejas en 1833.

En 1821, craignant que la révolution libérale péninsulaire ne s'étende au Mexique, le militaire conservateur Agustín de Iturbide pactise avec le révolutionnaire Vicente Guerrero pour proclamer l'indépendance du Mexique et en offrir le trône à un monarque européen. Devant le refus de Ferdinand VII, il se proclame Empereur de ce nouveau territoire comprenant le Mexique et la Capitainerie générale du Guatemala. Mais les bases de ce nouvel empire sont fragiles et quand Santa Anna se prononce contre Iturbide, celui-ci est contraint de quitter le pouvoir. Une Assemblée constitutionnelle est alors convoquée pour rédiger une nouvelle constitution. Le Mexique devint alors une république fédérale, avec le catholicisme comme religion d’État. Le Texas fut regroupé avec le Coahuila pour des raisons démographiques dans l'État de Coahuila y Texas, avec pour capitale Saltillo. En 1821-1822, Moses Austin puis son fils Stephen Fuller Austin firent venir 300 familles anglo-saxonnes au Texas,, les Old Three Hundred. La colonie avait pour chef-lieu San Felipe de Austin, lorsque Stephen Austin mit en place une justice et une milice, ancêtre des fameux Texas Rangers. Au total 24 empresarios participèrent à l’accroissement démographique de la région, à sa mise en valeur et à sa défense contre les Amérindiens. Beaucoup de ces immigrants anglo-américains possédaient des esclaves. Le gouvernement mexicain se rendit compte que les anglo-américains refusaient de devenir citoyens, cherchaient à vivre séparément et ne respectaient pas les lois relatives à l'esclavage, officiellement aboli en 1829. Le président mexicain Anastasio Bustamante menaça le Texas d’une intervention militaire, prit des mesures pour décourager la colonisation anglo-américaine et finit par interdire l'installation d'Américains au Texas. Afin d’empêcher l’immigration américaine, des forts furent construits le long de la frontière avec les États-Unis. Pourtant, ces mesures n’empêchèrent pas l’afflux d’Américains au Texas : De 7 000 vers 1830 leur nombre passa à 30 000 vers 1834 contre seulement 7 800 Mexicains.

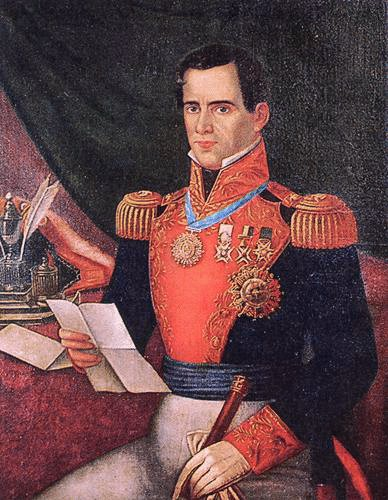
Antonio López de Santa Anna.

Le Texas devint par ailleurs un enjeu géopolitique pour les États-Unis : les spéculateurs américains convoitaient les immenses terres du Texas et le gouvernement voyait dans son annexion un moyen de maintenir l'équilibre entre États esclavagistes et abolitionnistes. En 1827 et 1829, les présidents américains John Quincy Adams et Andrew Jackson tentèrent d'acheter la région au gouvernement mexicain, sans résultat. En 1832, des rebelles texans attaquèrent la garnison d’Anahuac et le 26 juin, ils perdirent la bataille de Velasco. En octobre, 55 délégués du Texas formèrent la convention de 1832 à San Felipe et rédigèrent des pétitions adressées au congrès du Mexique. Ils réclamaient l'abrogation des lois de colonisation et la reconnaissance du Texas comme État à part entière. Une seconde convention se tint l'année suivante en vue d'écrire une constitution pour le Texas. Elle fut apportée au président Antonio López de Santa Anna à Mexico par Austin qui fut arrêté le 21 novembre 1833 pour trahison.
Le gouvernement mexicain fit des concessions aux Texans : l'article 11 des lois de colonisation fut abrogé, ce qui permit aux immigrants américains de s’installer sur le territoire. Le Texas fut divisé en trois départements : San Antonio-Bexar, Brazos et Nacogdoches. L'anglais fut accepté comme deuxième langue. La capitale de l'État fut transférée de Saltillo à Monclova en mars 1833. Mais lorsque le gouvernement mexicain désira supprimer le système fédéraliste pour instaurer une centralisation administrative, la guerre civile se ralluma.

### Révolution texane et indépendance

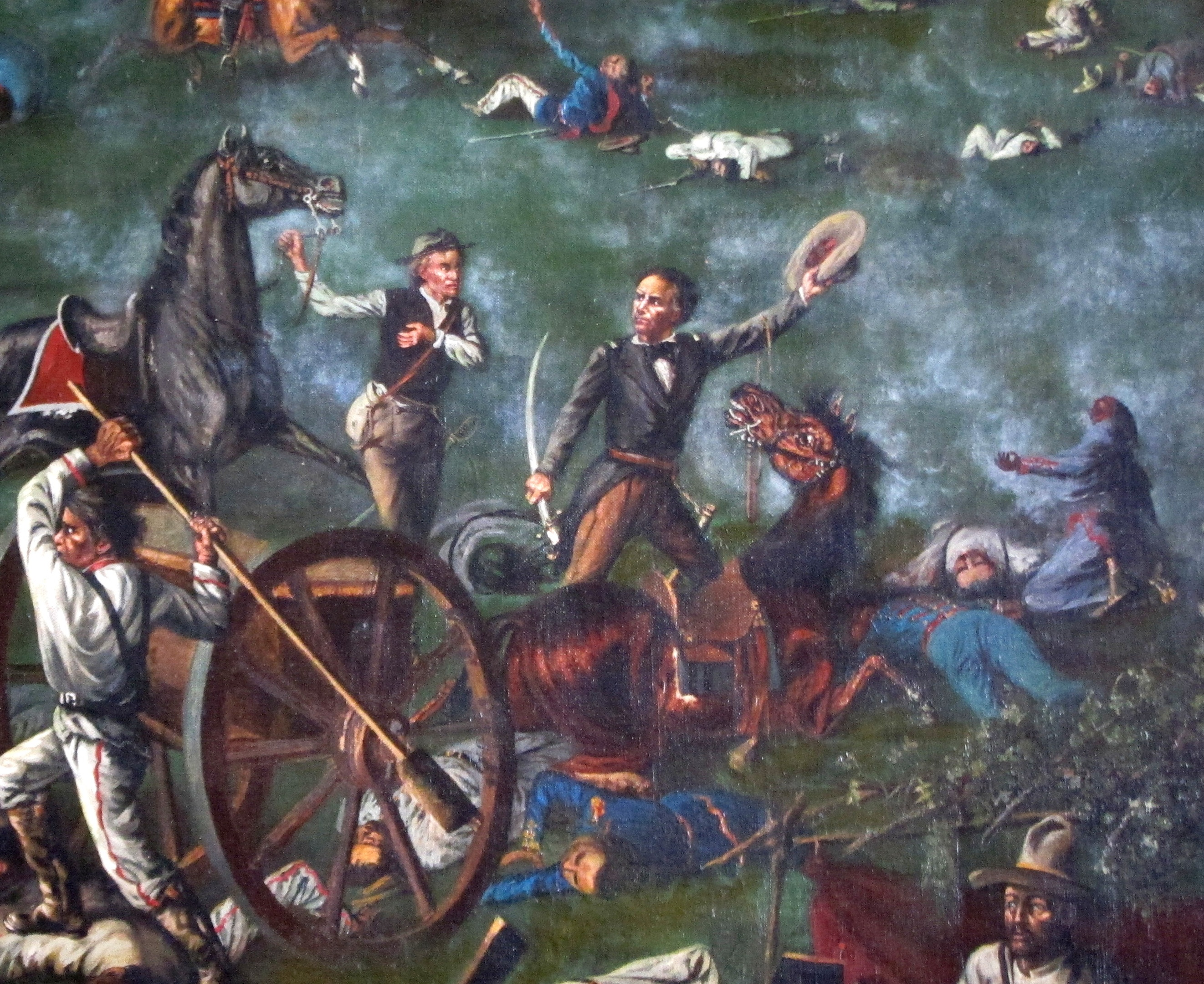
Sam Houston à la bataille de San Jacinto.

La révolution texane commença en octobre 1835 lors de la bataille de Gonzales qui opposa les troupes anglo-américaines aux troupes mexicaines. L'automne fut marqué par plusieurs escarmouches et affrontements. Le 7 novembre 1835, les représentants des diverses colonies texanes se réunirent à San Felipe et déclarèrent vouloir défendre la Constitution mexicaine de 1824. Ils mirent en place un gouvernement provisoire et élurent un parlement. En 1835-1836, Samuel Houston fut nommé à la tête de l'armée texane pour mener la guerre d'indépendance. Le général mexicain Santa Anna décida de mener une expédition punitive destinée à anéantir la rébellion texane. Du 26 février au 6 mars, il mena le siège de Fort Alamo, une ancienne mission de San Antonio (espagnole) occupée par les rebelles. Les 5 000 soldats mexicains finirent par venir à bout des insurgés et entrèrent dans le fort. La bataille fit environ 200 morts du côté des Texans, dont le célèbre Davy Crockett. Les survivants furent capturés et exécutés sur ordre de Santa Anna. La répression s'abattit et l'armée mexicaine se livra à des pillages qui ne firent que souder les colons américains. Les hommes tombés à Fort Alamo devinrent rapidement des héros pour les Texans qui souhaitaient ardemment prendre leur revanche. Pendant ce temps, le 2 mars à Washington-on-the-Brazos, les 59 délégués texans de la Convention de 1836 signèrent une déclaration d'indépendance vis-à-vis du Mexique,.
L'affrontement final eut lieu le 21 avril 1836, à la bataille de San Jacinto : Sam Houston conduisit l'armée du Texas (environ 900 hommes) à la victoire contre une partie de l'armée mexicaine du général Santa Anna qui fut capturé peu après la bataille. Celui-ci dut signer les traités de Velasco le 14 mai 1836 établissant l’indépendance du Texas. Samuel Houston devint le premier président de la république du Texas, qui fut officiellement reconnue par le gouvernement fédéral des États-Unis en mars 1837, mais pas par celui du Mexique.

### République du Texas (1836-1845)

La république du Texas (1836-1845) : en vert, les territoires texans contestés par les Mexicains.

drapeau de la république du Texas (1836–1839)

En 1837, Samuel Houston installa la capitale de la république du Texas dans une ville nouvelle qui porta son nom, avant qu'elle ne soit transférée à Austin en 1839. Le Texas eut sa propre ambassade à Londres entre 1836 et 1845. Le jeune État eut du mal à assurer ses frontières et demanda donc son rattachement aux États-Unis. Le Texas devint un État des États-Unis en 1845.
La plupart des Texans étaient favorables à l'union de leur République à celle des États-Unis. L'urgence du rattachement au puissant voisin se fit sentir lorsque les troupes mexicaines prirent San Antonio le 11 septembre 1842. Une milice dirigée par Mathew Caldwell délivra finalement la ville. Cependant, les abolitionnistes américains voyaient d'un mauvais œil l'entrée du Texas, un État esclavagiste, dans l'Union. Ces réticences furent levées lorsque James K. Polk devint président des États-Unis en 1844. Le 29 décembre 1845, le Congrès des États-Unis vota l'admission du Texas comme État des États-Unis. Washington ne cacha pas ses intentions de fixer la frontière du Texas sur le Rio Grande (et non sur la rivière Nueces) et d'annexer la Californie mexicaine. D'autre part, les Américains réclamaient au gouvernement mexicain des indemnités en compensation des pertes qui eurent lieu au cours des révolutions mexicaines. Ces facteurs, ajoutés à la perte du Texas par le Mexique, déclenchèrent la guerre américano-mexicaine de 1846-1848.

### Temps des guerres (1846-1870)
Le 8 mai 1846, les forces du général américain Zachary Taylor se dirigèrent vers le Rio Grande en réaction à la prise de Fort Brown par le Mexicain Mariano Arista ; elles remportèrent la bataille de Palo Alto près de l'actuelle Brownsville. Les Américains finirent par envahir le Mexique et par prendre la capitale le 14 septembre 1847. Le traité de Guadalupe Hidalgo, signé le 2 février 1848, cédait les territoires de Haute-Californie et de Santa Fe du Nouveau-Mexique (constituant pour une grande part la Cession mexicaine), ainsi que le Texas aux États-Unis. Le Mexique obtenait 15 millions de dollars de compensation. Ce dernier récupéra ainsi provisoirement les terres de l'Alta California et de Santa Fe de Nuevo Mexico que les Texans revendiquaient depuis l'indépendance, à savoir ceux situés sur la rive gauche du Rio Grande et à l'est du 107e méridien (au nord de la source du fleuve). Parmi les cinq mesures que prévoyait le compromis de 1850, l'une définissait les frontières actuelles du Texas et octroyait à cet État une indemnité de dix millions de dollars en compensation des terres cédés aux territoires voisins (Utah, Nouveau-Mexique et de l'ancien Territoire du Missouri). Seul le panhandle de l'Oklahoma resta un territoire en litige jusqu'à la création du Territoire de l'Oklahoma en 1890. Après 1848, le nombre d'immigrants augmenta rapidement en relation avec le développement de la culture du coton.
État esclavagiste, le Texas entra dans les États confédérés d'Amérique le 1er mars 1861. Pendant la guerre de Sécession (1861-1865), le Texas eut un rôle important dans l'approvisionnement en marchandises des États du Sud. Il fournit surtout des cavaliers comme remplaçants pour les confédérés tombés au front. Au milieu de l'année 1863, les nordistes s'emparèrent du Mississippi ce qui eut pour effet de couper le Texas des armées situées à l'est du fleuve. La dernière bataille de la guerre civile eut lieu à Palmito Ranch le 13 mai 1865. Peu touché par les ravages de la guerre, l'État capitula en 1865 et réintégra l'Union le 30 mars 1870. Comme dans le reste du Sud des États-Unis, la période de la Reconstruction fut marquée par la ségrégation raciale et les violences contre les Noirs, ainsi que par une profonde crise agricole.

### Depuis 1870

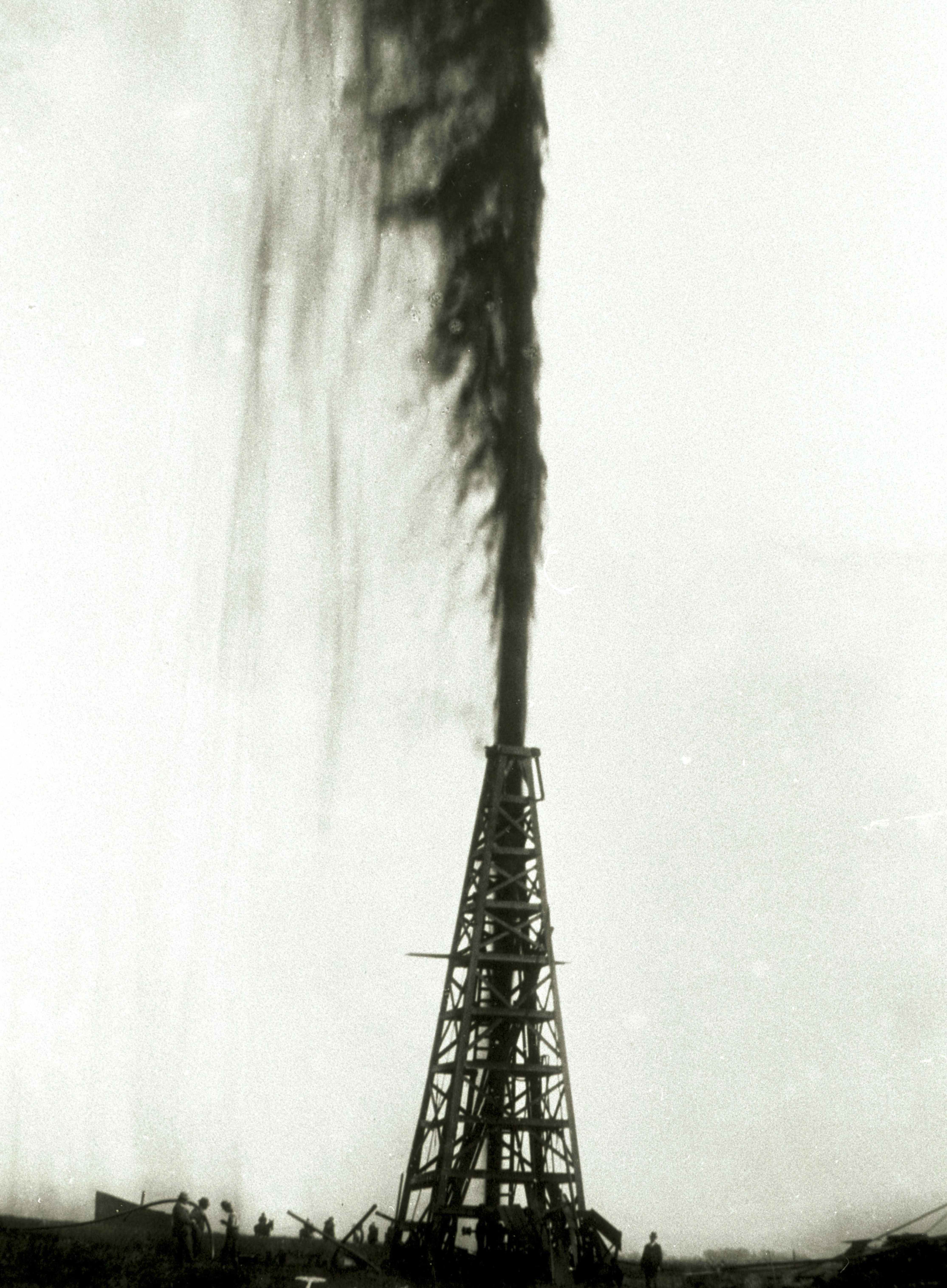
Le Spindletop.

Après la guerre de Sécession, les grands propriétaires fonciers s'emparèrent graduellement de la plupart des terres au détriment des petits colons. Entre 1880 et 1884, les grands propriétaires, organisés en véritables trusts basés principalement à Boston et à New York, prennent possession de près de 50 millions d'acres. Ils organisèrent des groupes de voleurs de bétail afin de harceler et ruiner les petits éleveurs ; près de trois millions de têtes de bétail sont volées aux Indiens dans les années 1860. Ils obtinrent par ailleurs la collaboration du Parlement, qu'ils contrôlaient au Texas et au Kansas.
Le 10 janvier 1901, le Texas entra dans une période de développement économique avec la découverte du premier puits de pétrole important, le Spindletop, situé au sud de Beaumont. D'autres gisements furent trouvés par la suite dans l'est et l'ouest de l'État, et sous les eaux du golfe du Mexique. À son apogée, la production moyenne était de trois millions de barils par jour en 1972. L'argent du pétrole servit entre autres choses à financer un fonds public pour développer les universités de l'État. Cependant, la Grande Dépression dans les années 1930 eut des effets négatifs sur l'économie et la société texanes, et fit augmenter le chômage. De nombreux paysans abandonnèrent les régions du Dust Bowl, les plaines rendues impropres à la culture par l'érosion éolienne et la sécheresse. C'est également à cette époque que les Afro-Américains du Sud des États-Unis partirent travailler dans la Manufacturing Belt, afin d'échapper à la ségrégation. La part des Noirs dans la population texane passa de 20,4 % en 1900 à 12,4 % en 1960.
Après la Seconde Guerre mondiale, le Texas se dota d'un réseau moderne d'universités et de colleges, notamment sous l'impulsion du gouverneur John Bowden Connally. L'État fédéral leur octroya des fonds pour la recherche sous les présidences de Kennedy et de Johnson.
En décembre 2023, le Gouverneur républicain du Texas, Greg Abbott, signé une loi, ce qui a créé une "infraction pénale d'entrée illégale au Texas à partir d'un pays étranger", passible de six mois de prison, voire jusqu'à 20 ans en cas de récidive. Et, ils ont ordonné aux autorités d'État d'arrêter les migrants et de les expulser vers le Mexique, il est notamment contesté par le ministère de la Justice et les ONG. Cependant, la loi a été suspendue le 19 mars 2024 par un tribunal fédéral.

## Géographie

### Généralités

Carte topographique du Texas.

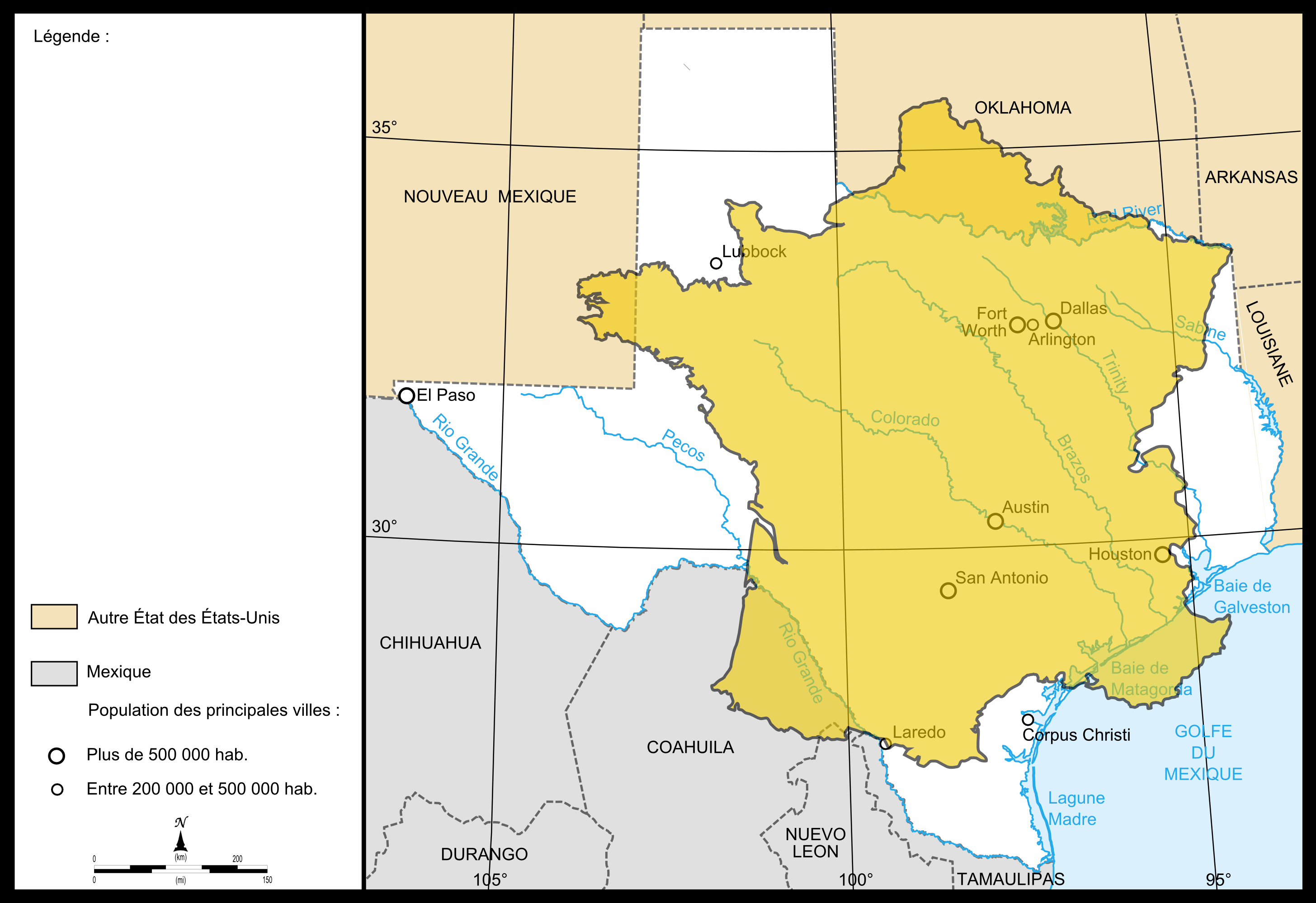
Comparaison de la superficie du Texas 678 mille km2 et de la France métropolitaine (543 mille km2 selon INSEE, 551 mille km2 selon IGN).

Le Texas, qui s’étend entre 25°50’ et 36°30’ de latitude nord, et entre 93°31’ et 106°9’ de longitude ouest, offre des paysages variés. L’extrémité septentrionale du Texas se trouve à peu près à la même latitude que la ville de Tunis, alors que le sud est à la même latitude que Louxor en Égypte. La ville la plus à l'ouest est El Paso. Avec 696 241 km2, le Texas est le deuxième État le plus vaste des États-Unis derrière l'Alaska, ce qui explique la variété de ses paysages. Il est plus grand que la France métropolitaine. Il s’étend sur environ 1 300 km du nord au sud et sur 1 400 km d’est en ouest. La longueur totale de ses côtes atteint plus de 1 000 km. La plus grande partie du Texas se trouve dans le fuseau horaire des États du centre (UTC−06:00) ; seule la région la plus occidentale (comtés d’El Paso et d’Hudspeth) appartient au fuseau horaire des montagnes (UTC−07:00). L'État possède une frontière commune avec le Mexique. Cette région est une zone d'échanges humains et économiques. Les États américains qui bordent le Texas sont la Louisiane et l'Arkansas à l'est, l'Oklahoma au nord, et le Nouveau-Mexique à l'ouest.
Les frontières du Texas ont longtemps été disputées entre les puissances coloniales européennes, le Mexique et les États-Unis. Aujourd’hui, plusieurs cours d’eau marquent les limites de l’État : le río Grande au sud, la rivière Rouge au nord et la Sabine à l’est, ce qui n'empêche pas le Texas de construire un mur à sa frontière avec le Mexique.
Le Texas est en processus de fabrication de son propre mur à la frontière avec le Mexique. Le Texas appartient à plusieurs ensembles régionaux : à la Sun Belt pour son climat et son dynamisme économique ; au Far West par ses paysages et son folklore ; mais aussi au Sud des États-Unis pour son histoire et sa culture. Il s'ouvre sur le golfe du Mexique et sur la Mexamerica à cause de son passé et de ses relations avec le pays voisin.

### Relief

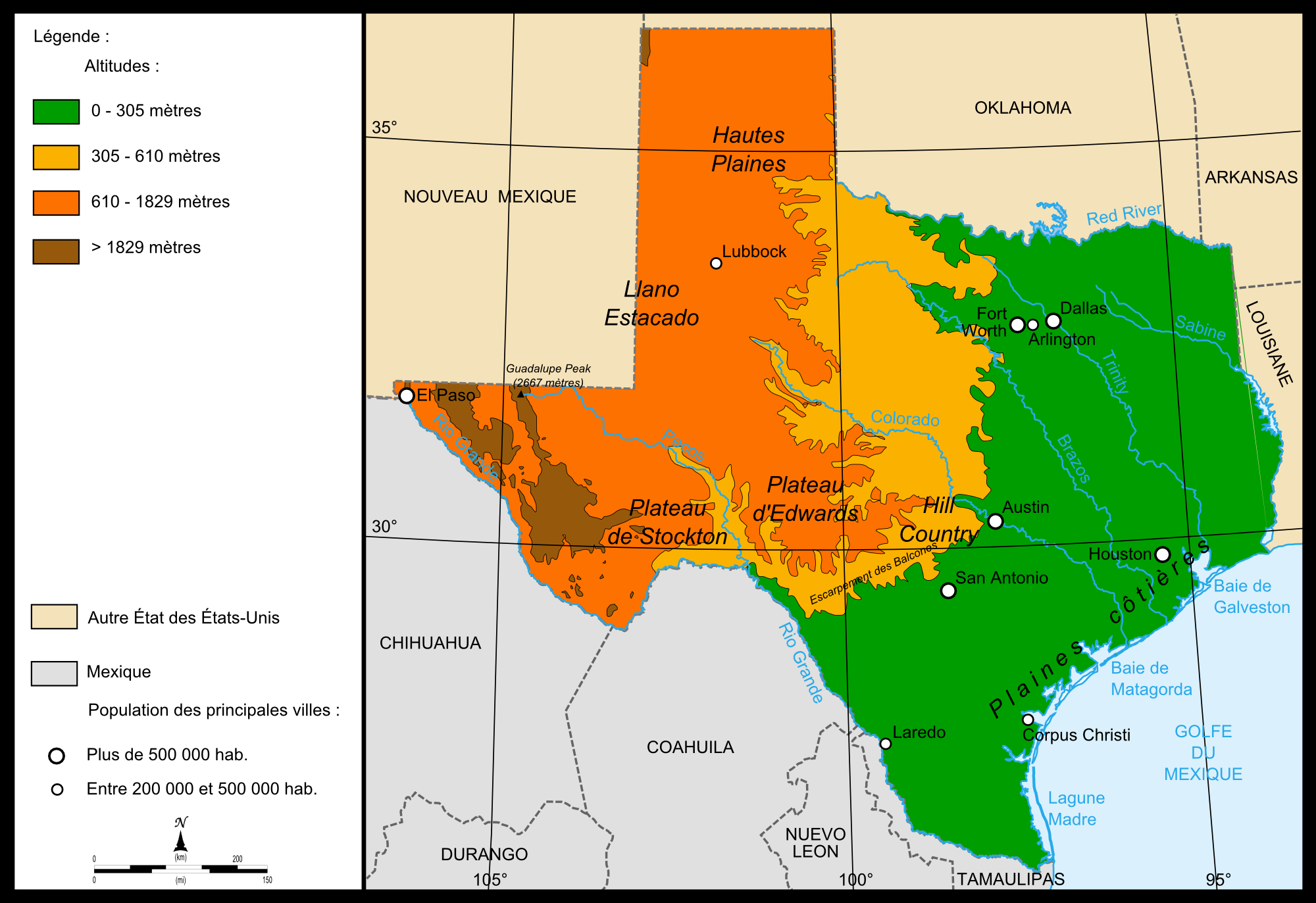
Carte simplifiée du relief du Texas.

Le Texas constitue une zone de transition entre les plaines de l'Est des États-Unis et les montagnes de l'Ouest américain. Le relief s'organise en paliers d'orientation longitudinale, les plus hautes altitudes se trouvant à l'ouest : c’est là que se situe le point culminant du Texas, le pic Guadalupe (2 667 m). Cependant, les plaines, les collines et les plateaux sont les reliefs dominants : l'altitude moyenne de l'État est de 520 m. Le Texas peut être divisé en trois grands ensembles naturels : les plaines littorales et orientales, les plateaux du centre, et les montagnes de l’Ouest. Les côtes du golfe du Mexique sont basses et découpées par des baies et des estuaires. Elles sont bordées par plusieurs grandes îles, dont la plus étendue est l'île Padre (542 km2).

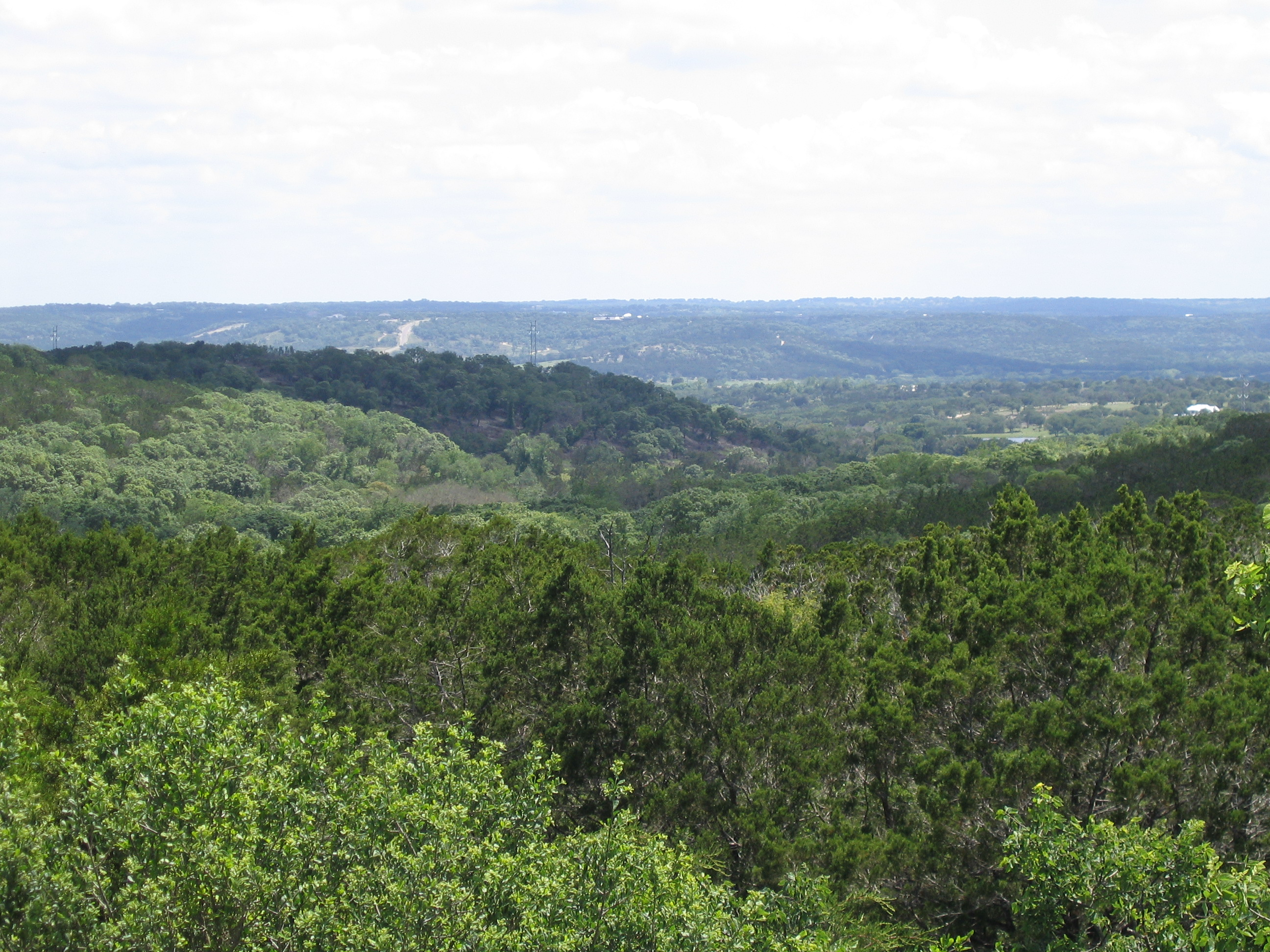
Hill Country.

Le Sud du Texas est occupé par une partie de la plaine côtière qui se prolonge jusqu’en Floride. Avec une grande moitié est, il se caractérise par de faibles altitudes (moins de 300 mètres) et un relief relativement plat ou légèrement vallonné, favorable aux activités humaines.
Le centre du Texas est constitué de plateaux et de hautes plaines, bordés par des escarpements (escarpement de Balcones, escarpement du Caprock) ; il représente une zone de transition entre les Grandes Plaines et les plaines côtières. Le plateau d'Edwards offre un relief karstique et se rattache aux Grandes Plaines. Plus au nord se succèdent la Llano Estacado, considérée comme l'une des plus grandes mesas d'Amérique du Nord et le panhandle, formé de hautes plaines et de plateaux disséqués par des gorges. Ici, le canyon de Palo Duro, le deuxième des États-Unis par ses dimensions, après celui du Colorado.
Enfin, le Trans-Pecos à l’extrémité ouest désigne un ensemble complexe de chaînes de montagnes, de plateaux et de fossés d’effondrement arides ou semi-arides. Les montagnes Guadalupe sont les plus hautes.

### Hydrographie

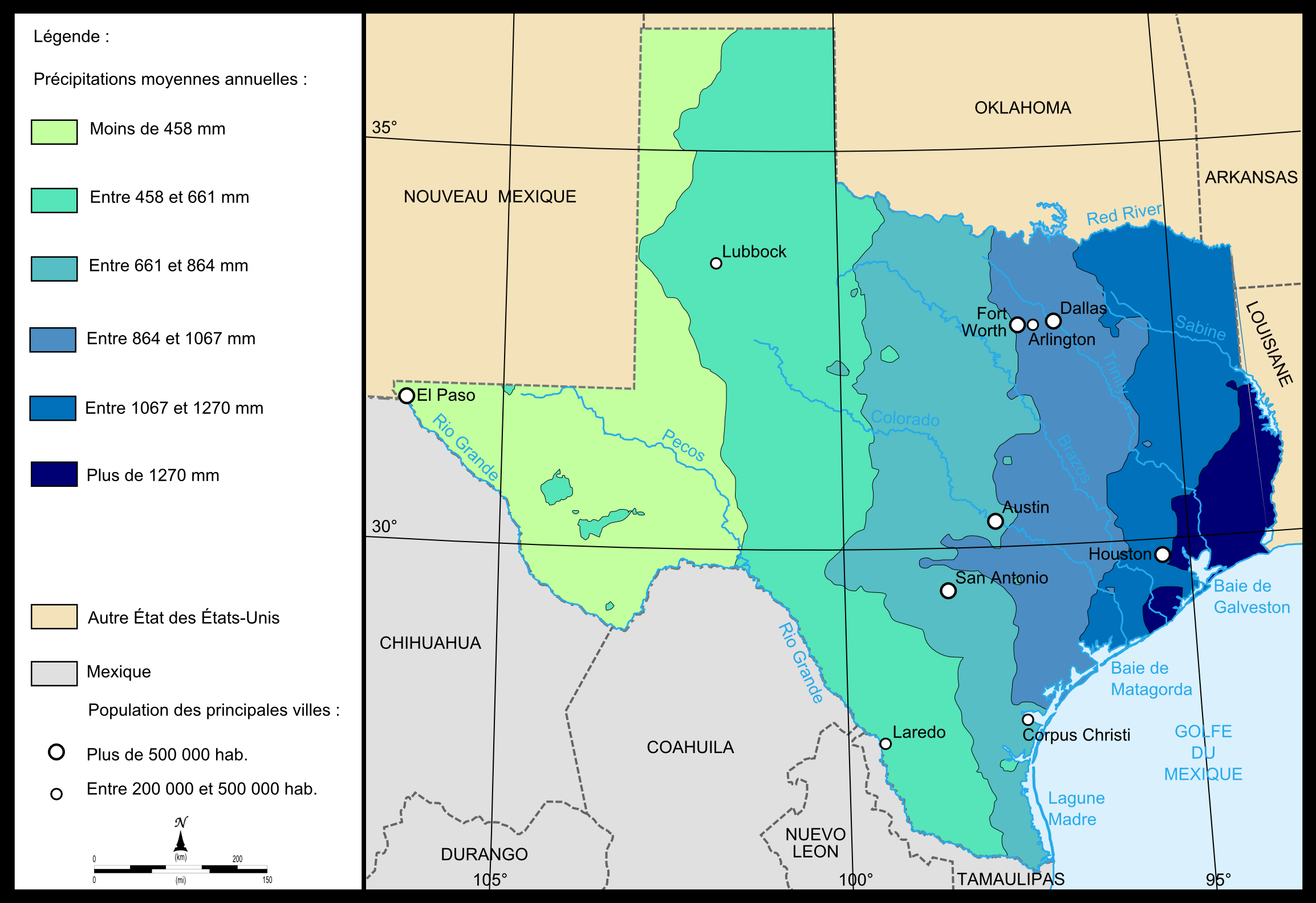
Carte des précipitations annuelles.
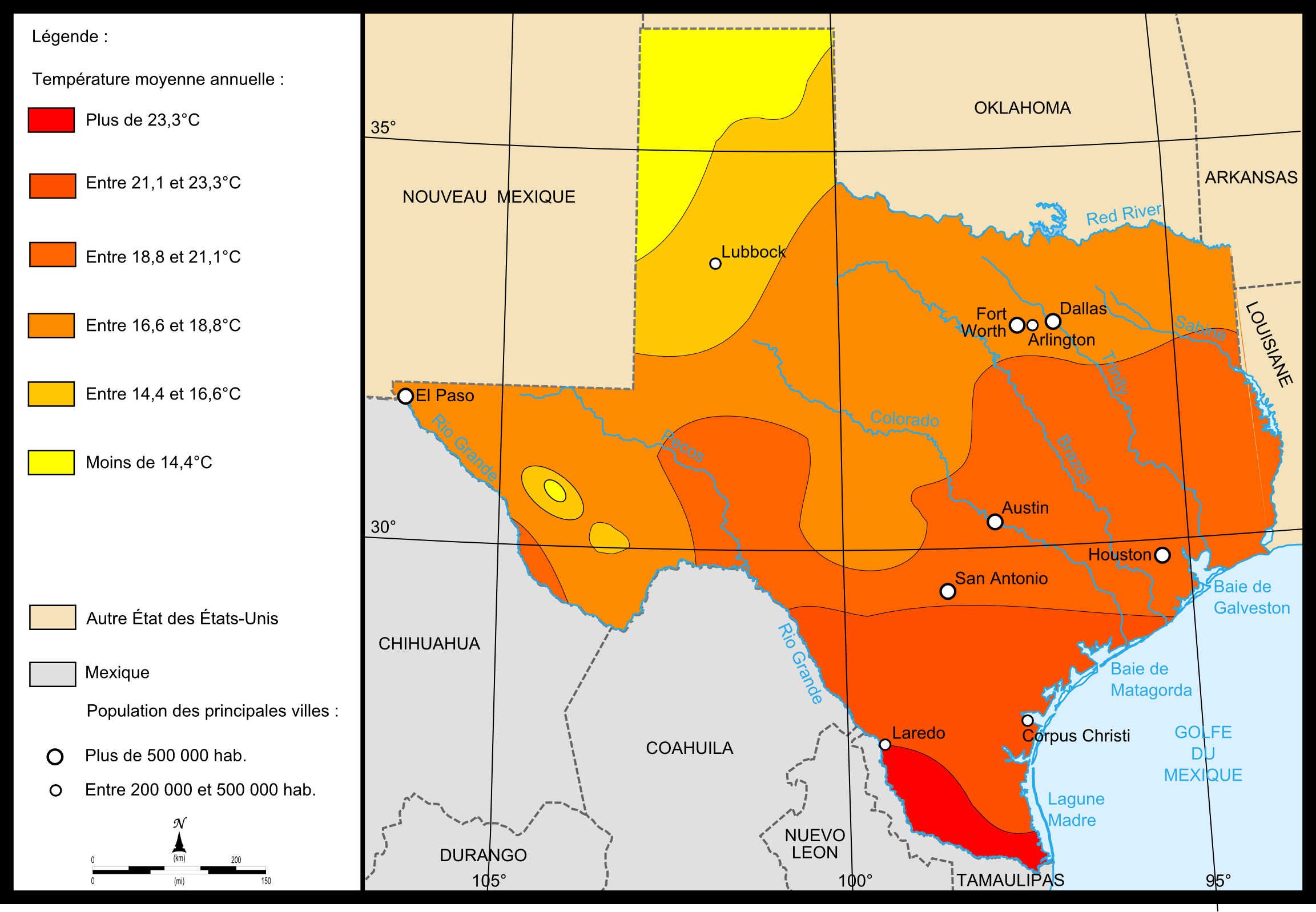
Carte des températures moyennes annuelles.

Quelques 3 700 cours d'eau et 15 systèmes fluviaux représentant une longueur cumulée de 307 385 km irriguent le Texas. La plupart des fleuves ont une orientation nord-ouest/sud-est. Le río Grande revêt une importance économique et démographique de premier ordre. Il prend naissance dans les montagnes Rocheuses dans l’État du Colorado et coule sur 3 034 km dont 2 018 km correspondent à la frontière entre les États-Unis et le Mexique. Son débit moyen est de 160 m3/s. Au Texas, son principal affluent est le Pecos (1 490 km au total depuis le Nouveau-Mexique). Avec 607 000 km2, le bassin versant du río Grande est l’un des plus vastes de l’Ouest américain et déborde sur le Nord du Mexique. Il forme un petit delta sablonneux à son embouchure dans le golfe du Mexique.
Le Brazos est le plus grand fleuve du Texas : il mesure 2 060 km ce qui en fait le onzième des États-Unis. Son bassin hydrographique couvre quelque 116 000 km2. Le Colorado prend sa source près de Lamesa, traverse la ville d’Austin et parcourt quelque 1 380 km. D’autres fleuves arrosent le Texas : la Sabine (893 km), la Trinity (885 km), la Neches (669 km) et le rio Nueces (507 km), qui se jettent tous dans le golfe du Mexique. L’État est également parcouru par plusieurs affluents du Mississippi : la rivière Rouge forme la frontière nord du Texas. Elle mesure 2 190 km de long dont 1 030 km forment la frontière du Texas. La Canadian River se jette dans l’Arkansas, un affluent du Mississippi, et coule dans le panhandle du Texas. Enfin, dans les régions arides du l’Ouest, certains cours d’eau sont temporaires.
Le lac Caddo est le plus grand du Texas : il se trouve à l'est et mesure 103 km2. Plusieurs lacs de barrage sont présents sur le Colorado comme le lac Buchanan (90,4 km2) ou le lac Travis (77 km2). Au total, on recense plus de 180 lacs artificiels et réservoirs, qui sont principalement situés à l’est. Le réservoir Sam Rayburn est l'un des plus importants : il mesure 5,9 km de long pour une superficie de 463 km2. Les infiltrations d’eau dans les terrains calcaires du Texas ont engendré la formation de grottes et de cavernes dans plusieurs régions notamment dans le relief karstique du plateau d'Edwards (Inner Space Cavern, Natural Bridge Cavern, Wonder Cave). L'aquifère d'Edwards s'étend sur environ 10 300 km2 et fournit de l’eau à plus de deux millions de personnes. L’eau réapparaît au pied du plateau sous forme de résurgences qui ont permis l’implantation de nombreuses villes. Il existe par ailleurs une nappe phréatique fossile sur le rebord de la Llano Estacado, exploitée par les agriculteurs.

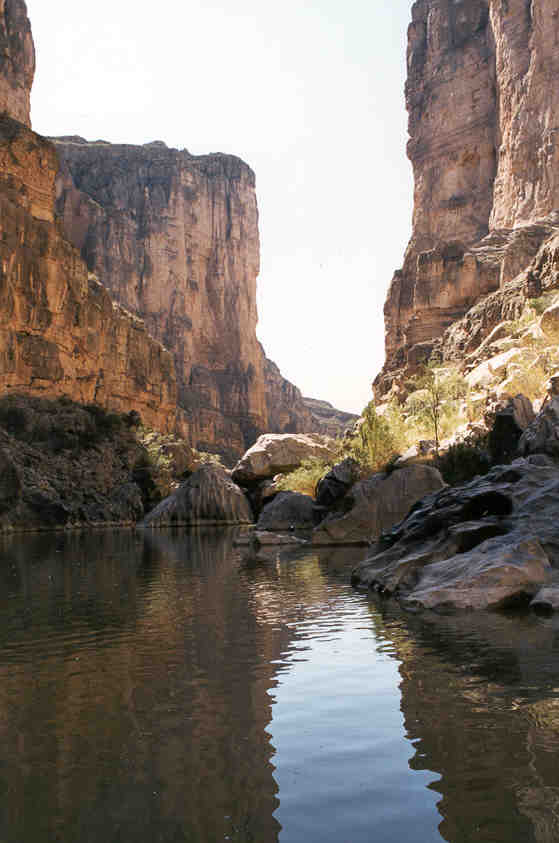
Rio Grande, Big Bend National Park, Texas.
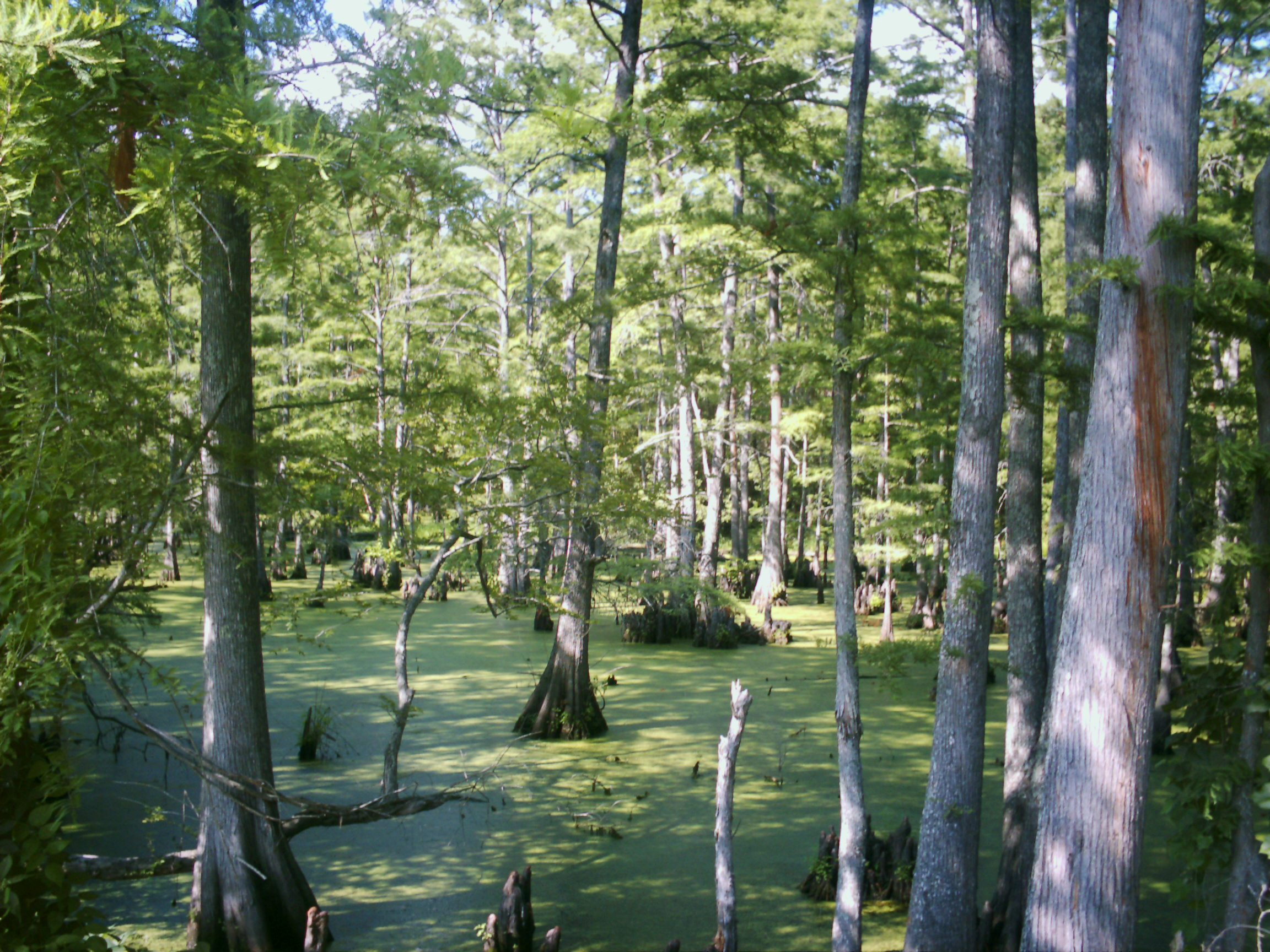
Bayou dans le Sud-Est du Texas.
Le lac Whitney avec le barrage sur le Brazos dans les comtés de Bosque et de Hill.
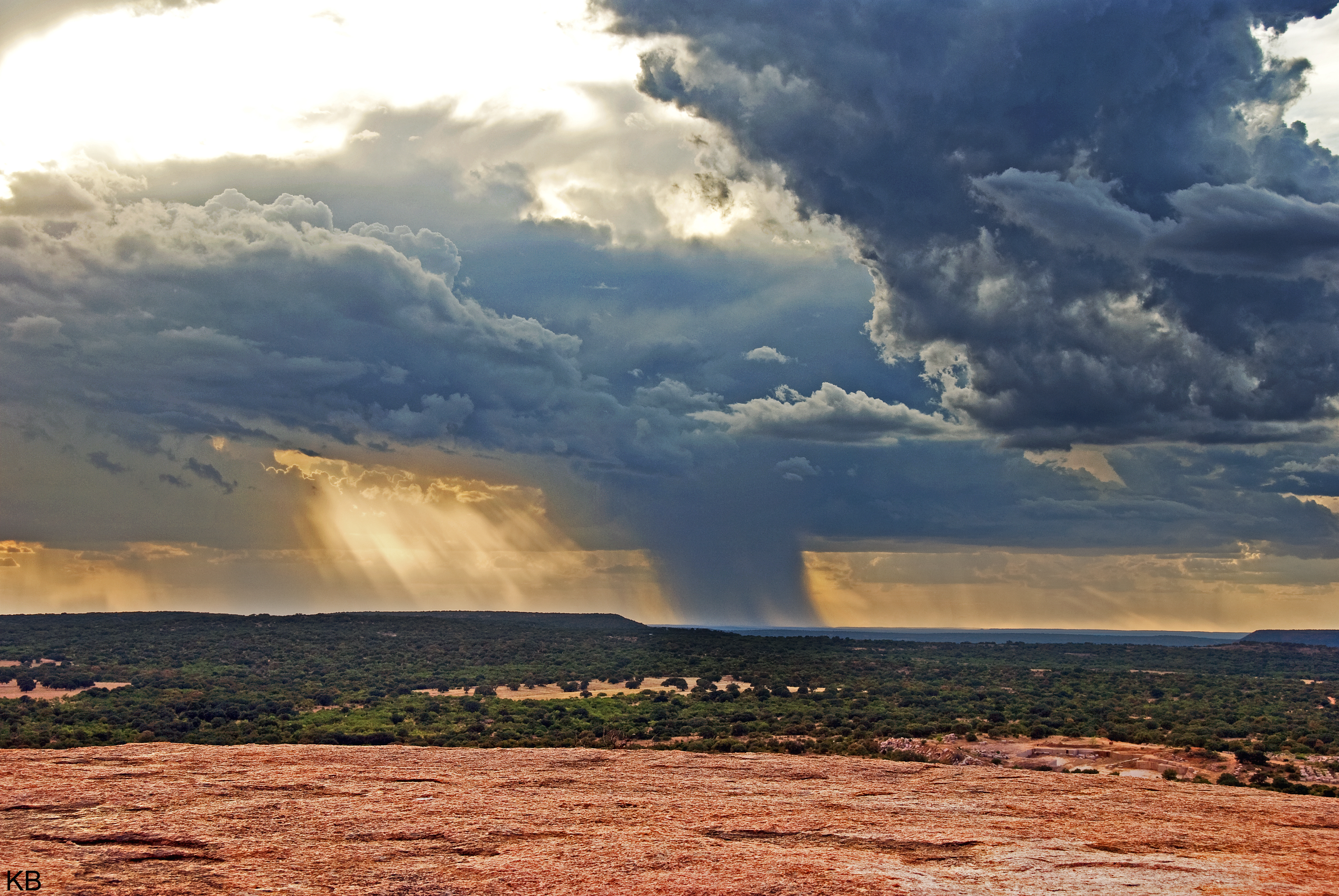
Orage sur Enchanted Rock.

### Climat
À cause de sa superficie, le Texas se caractérise par des climats variés dont les précipitations et les températures varient selon la latitude et l'altitude. Les précipitations annuelles sont comprises entre 1 538,5 mm dans le comté de Jasper à l'est, et 239,5 mm à El Paso à l'ouest. Les températures les plus chaudes connues furent de 49 °C relevés à Seymour le 12 août 1936 et à Monahans le 28 juin 1994. Le record de froid connu (−31 °C) a été mesuré à Tulia le 12 février 1899 et à Seminole le 8 février 1933.
Le Sud-Est du Texas se trouve en climat subtropical humide (Cfa dans la classification de Köppen, station de Houston ci-dessous), et possède une végétation proche de celle de la Louisiane voisine. Les précipitations dépassent 1 000 mm par an et sont réparties de manière assez régulière sur l'année, avec un maximum en été sur la côte. La température moyenne annuelle est supérieure à 15 °C. Les étés sont chauds et humides avec des températures qui peuvent dépasser les 40 °C plusieurs jours d'affilée (souvent lourds avec un indice humidex élevé), les hivers frais. L'amplitude thermique annuelle est donc relativement importante surtout à l'intérieur des terres. Entre mai et septembre, ces régions sont touchées par des tempêtes et des ouragans qui provoquent d'importants dégâts.
L'Ouest est davantage aride (voir la station d'El Paso ci-dessous). La chaleur est modérée par l'altitude. L'irrigation est nécessaire à l'agriculture, la végétation est adaptée à la sécheresse. La plus grande partie de l'État appartient à l'ensemble naturel des Grandes Plaines. Le climat du Nord (panhandle du Texas) est continental. La région connaît une forte amplitude thermique. La neige (environ 58 cm par an) recouvre le sol tout l'hiver. Le blizzard peut paralyser les réseaux de transport en hiver. En janvier et février, les vagues de froid (coldwave) peuvent faire chuter brutalement les températures. Les tornades sont des phénomènes violents et ponctuels qui concernent cette partie de la « Tornado Alley ». Elles naissent de la rencontre de l'air tropical avec l'air plus froid venant du nord. Les averses soudaines et brutales provoquent la crue des fleuves. En été, les vents brûlants provoquent des sécheresses et favorisent l'érosion des sols comme dans le Dust Bowl durant les années 1930. Les orages peuvent provoquer des incendies.
Fin août 2017, l'ouragan Harvey touche de plein fouet une grande partie du Texas et de la Louisiane voisine. D'abord classé niveau quatre (sur cinq) en raison de ses fortes rafales de vent, il est rétrogradé en niveau un (tempête tropicale). Cependant, l'ouragan stagnera pendant plusieurs jours sur l'État américain, causant un niveau de précipitations sans précédent : il y tombera l'équivalent de deux années de précipitations en six jours, soit environ 1,27 m de pluie. Le 28 août 2017, l'état d'urgence est déclaré par le président Donald Trump en Louisiane. Près de 200 hélicoptères et plus de 15 000 hommes sont déployés dans les deux États pour venir en aide aux populations.

Graphique climatique de Houston.
Graphique climatique de Dallas.
Graphique climatique d'El Paso.

### Milieux naturels et environnement

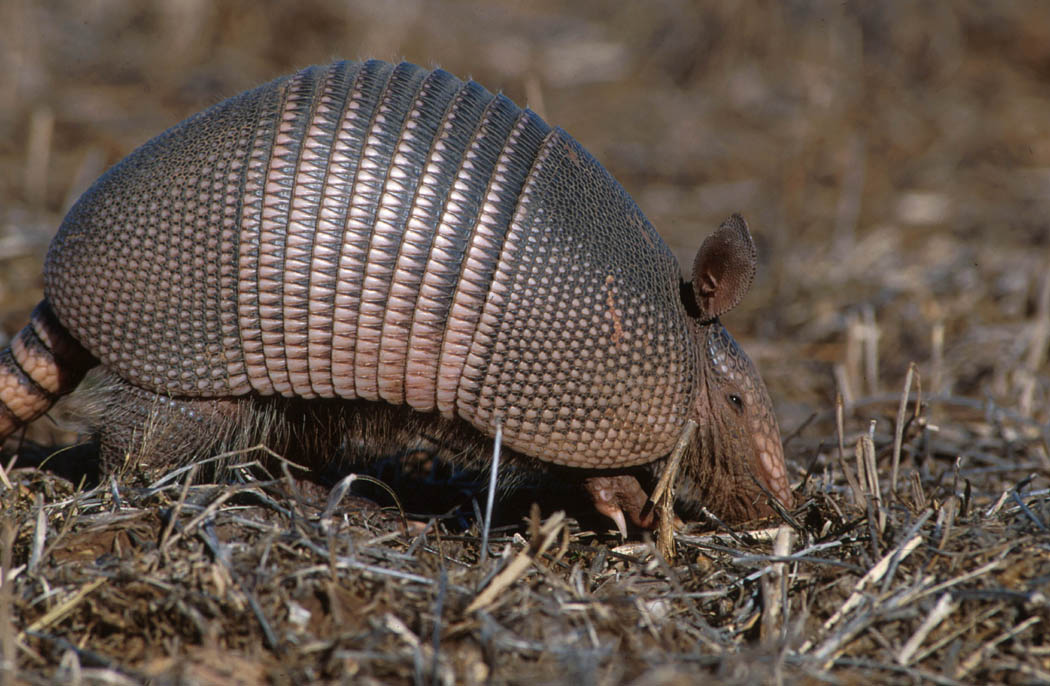
Le tatou est l'un des animaux symboles du Texas.

Les principaux milieux naturels du Texas sont les marais et les lagunes sur le littoral, les forêts à l’est et au centre, la prairie au nord, les déserts et les montagnes à l’ouest. Certains secteurs sont préservés par des parcs naturels : le parc national de Big Bend, le parc national des Guadalupe Mountains, le canyon de Palo Duro en sont quelques exemples.
La faune et la flore du Texas sont très variées : une centaine d’espèces de mammifères sont originaires du Texas, de même qu’une centaine d’espèces de serpents, dont les plus dangereux sont le crotale et le mocassin d'eau. Quelque 550 espèces d’oiseaux ont été repérées au Texas, soit près des 3/4 des espèces que l’on peut observer aux États-Unis. Les symboles de l’État révèlent également la biodiversité du Texas : moqueur polyglotte (passereau), tatou (mammifère), molosse du Brésil (chauve-souris), monarque, crapaud cornu (lézard), Buccinum (coquillage), piment jalapeño, Opuntia (cactus), pacanier (arbre). Plusieurs espèces sont protégées par le gouvernement comme le bison, le puma, le pronghorn et le loup rouge. Cependant, l’environnement du Texas est fragilisé par le changement climatique et les activités humaines : la fréquence des tempêtes et des ouragans érodent le littoral, qui est par ailleurs soumis à la pression foncière. La pollution industrielle menace les cours d’eau, les baies et les nappes phréatiques. Houston est la ville la plus polluée du pays. L’irrigation intensive et le surpâturage menacent le Nord et l’Ouest de l’État.

### Villes, urbanisme et architecture

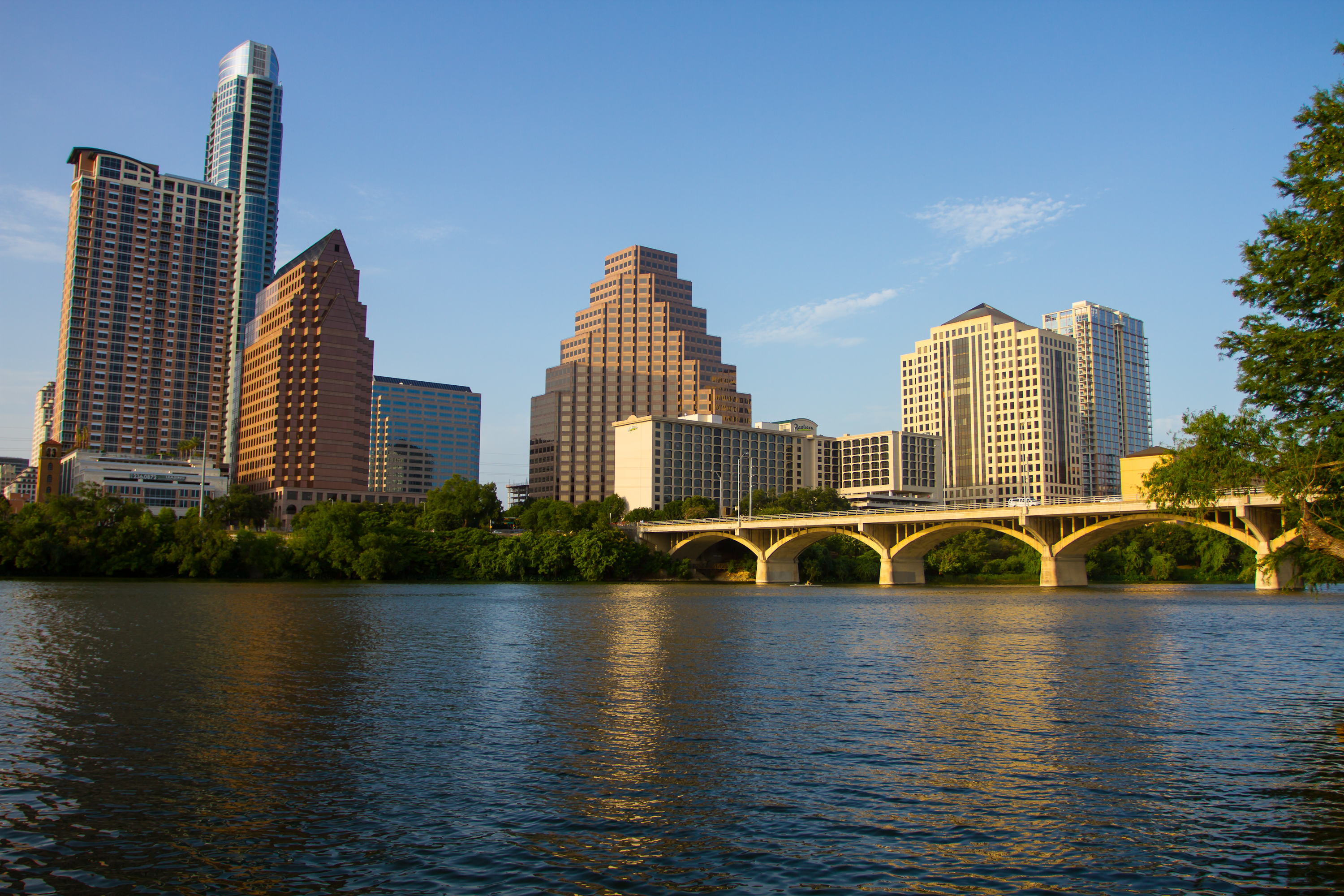
La capitale du Texas, Austin.

Les villes du Texas se sont développées après la Seconde Guerre mondiale comme dans d'autres régions de la Sun Belt. Si le Texas a longtemps été un État rural, plus de 80 % des habitants résident aujourd'hui dans une ville, ce qui en fait l'un des taux d'urbanisation les plus élevés des États-Unis. Les aires métropolitaines de la Sun Belt se caractérisent par une forte croissance démographique : entre juillet 2006 et juillet 2007, la population de Dallas-Fort Worth a augmenté de 162 000 habitants, ce qui représente le record du pays. Houston arrive à la quatrième place de ce classement, Austin à la huitième place et San Antonio à la dixième. Le réseau urbain du Texas est dominé par trois métropoles de plus d'un million d'habitants (Houston, Dallas et San Antonio qui forment un triangle urbain), une capitale d'État (Austin) et des centres secondaires comme Fort Worth et El Paso.
| Rang au Texas | Rang aux États-Unis | Ville          | Population de la commune | Superficie (km2) |
| ------------- | ------------------- | -------------- | ------------------------ | ---------------- |
| 1             | 4                   | Houston        | 2 144 491                | 1 558            |
| 2             | 7                   | San Antonio    | 1 256 509                | 1 067            |
| 3             | 9                   | Dallas         | 1 213 825                | 997              |
| 4             | 16                  | Austin         | 709 893                  | 669              |
| 5             | 19                  | Fort Worth     | 624 067                  | 774              |
| 6             | 21                  | El Paso        | 609 415                  | 649              |
| 7             | 50                  | Arlington      | 362 805                  | 257              |
| 8             | 64                  | Corpus Christi | 283 474                  | 1 192            |
| 9             | 70                  | Plano          | 250 096                  | 186              |
| 10            | 86                  | Garland        | 216 346                  | 148              |

La dissociation entre lieu de travail et lieu de résidence, conséquence de l'exurbanisation et de l'étalement urbain, pousse les Texans à se déplacer en voiture, ce qui provoque des embouteillages aux heures de pointe. Houston est la ville la plus polluée du pays : une agence de contrôle de la pollution a été créée dès les années 1950. Le canal de Houston reste l'une des voies d'eau les plus polluées du monde, malgré l'installation d'usines de retraitement des eaux dans les années 1980. La faune de la baie de Galveston est menacée par les rejets industriels. La gestion des ordures des grandes villes pose également des problèmes. Houston est la ville des États-Unis qui recycle le moins ses déchets avec seulement 2,6 % des déchets recyclés contre 69 % à San Francisco et 34 % à New York.
Abandonnés par les classes moyennes après la Seconde Guerre mondiale, les centres des villes texanes connaissent depuis les années 1990 un certain renouveau. La ville d'Austin a densifié son centre-ville, créé des espaces piétonniers sur le modèle de Vancouver et aménagé des pistes cyclables, notamment autour du lac Lady Bird. La création d'arts district, ces quartiers centraux revitalisés par une politique qui vise à attirer les artistes et les institutions culturelles, porte ses fruits à Houston (Houston Theater District) et à Fort Worth (autour du Bass Performance Hall). À Dallas, le Deep Ellum, un quartier qui subissait autrefois de graves problèmes sociaux et d’insécurité, est en cours de gentrification et de renouvellement urbain.

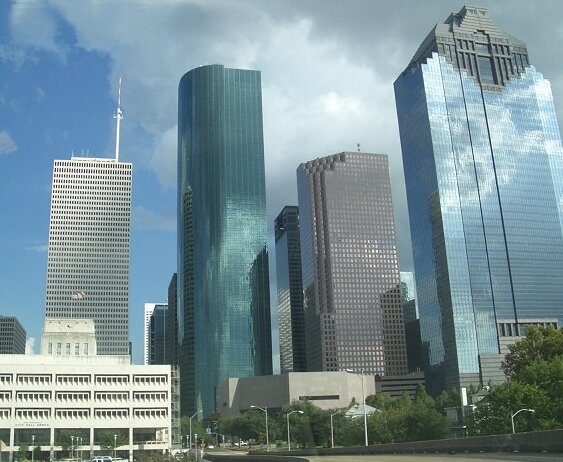
Houston, la première métropole du Texas.
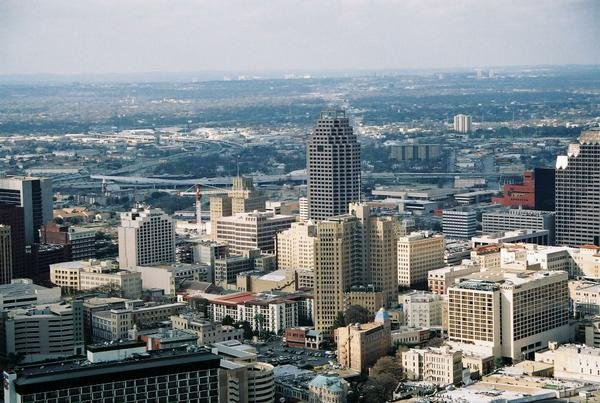
San Antonio, la deuxième ville du Texas.
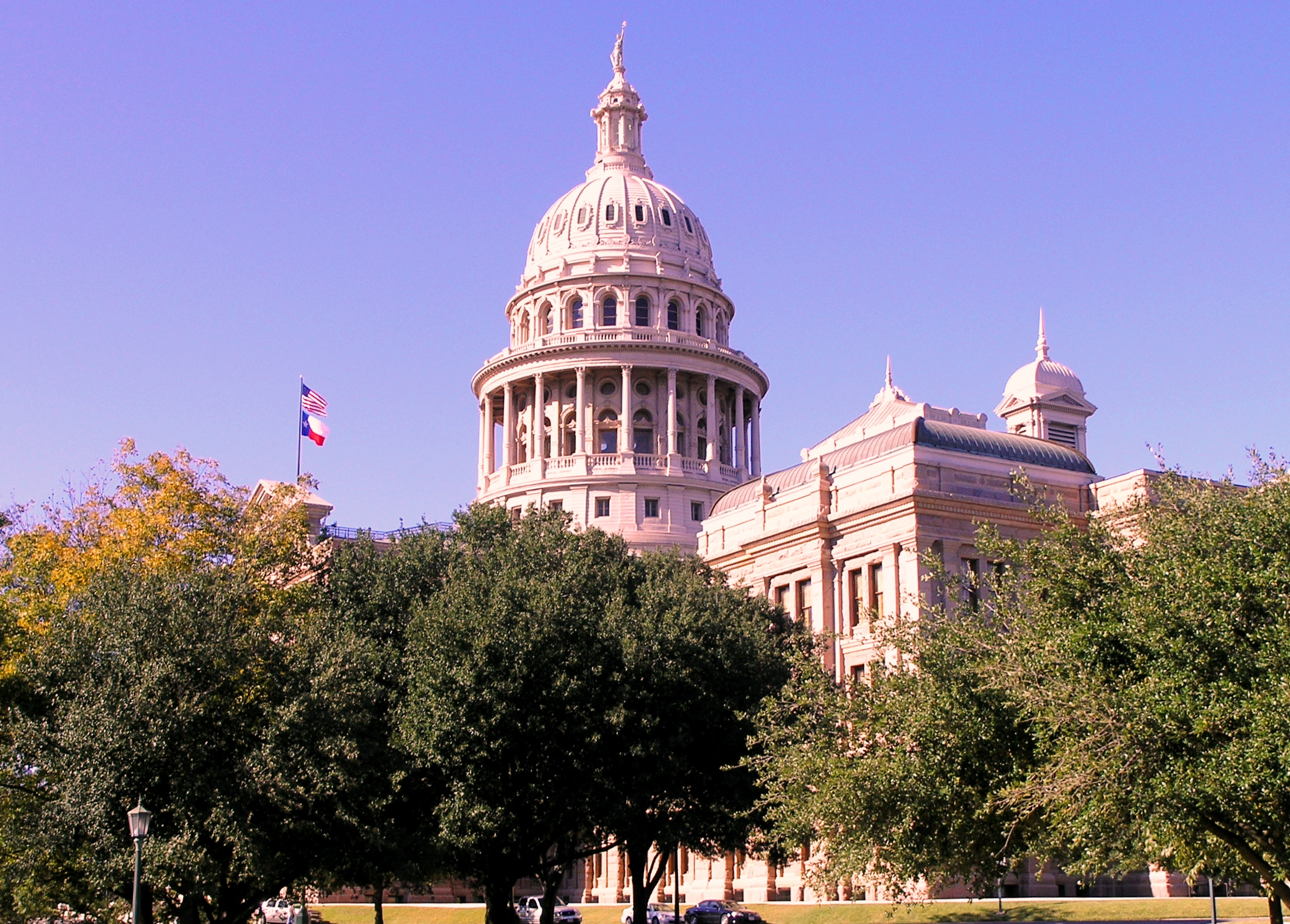
Le capitole d'Austin.

À l'époque coloniale, les Espagnols ont construit un réseau de missions catholiques, dont l'architecture témoigne de leurs fonctions à la fois économiques et religieuses. Le bâtiment le plus célèbre de cette époque est la mission Alamo, qui fut le théâtre du siège de Fort Alamo. L'emprise coloniale se manifesta également par l'édification de forts destinés à défendre une région qui fut âprement convoitée. Les villes hispaniques suivaient un modèle importé de la métropole, selon lequel les principaux bâtiments publics s'organisaient autour d'une place, comme à San Antonio, fondée au début du XVIIIe siècle. L'architecture de plantation caractérise l'est du Texas, une région voisine de la Louisiane. Aujourd'hui, l'architecture civile du Texas est riche de ces différents apports qui s'illustrent dans les maisons d'un étage à la manière des ranchs, et de celles qui comportent deux étages, dans le style géorgien. Avec le rattachement du Texas aux États-Unis en 1845, chaque chef-lieu de comté se dota d'une cour de justice qui fut le plus souvent surmontée d'un dôme. Plusieurs de ces cours ont été classées comme monuments historiques. Le capitole de l'État du Texas (1882-1888) à Austin comporte lui aussi une coupole, pour imiter celui de Washington, D.C. Reconnu National Historic Landmark en 1986, il s'agit du plus grand capitole du pays, derrière celui de Washington, D.C.
La croissance économique du Texas dans la deuxième moitié du XXe siècle a permis le développement d'une architecture moderne variée et de qualité. Aussi, de nombreux architectes renommés ont travaillé pour le Texas : Frank Lloyd Wright, Tadao Andō, Louis Kahn, Ieoh Ming Pei, Philip Johnson, Renzo Piano, Steven Holl, Robert A. M. Stern, Richard Meier et César Pelli ont dessiné les plans de musées ou d'édifices publics. Les métropoles texanes possèdent de nombreux gratte-ciel qui forment les skylines caractérisant le centre des villes aux États-Unis. Houston possède 29 gratte-ciel de plus de 152 mètres et Dallas 19. La tour la plus haute est la JPMorgan Chase Tower (Houston) (305 m), construite en 1982 et qui est la 12e des États-Unis. Elle est suivie par la Wells Fargo Plaza (Houston, 302 m, 1983) et la Bank of America Plaza (Dallas, 281 m, 1985). Ces gratte-ciel témoignent de la puissance économique du Texas.

### Régions

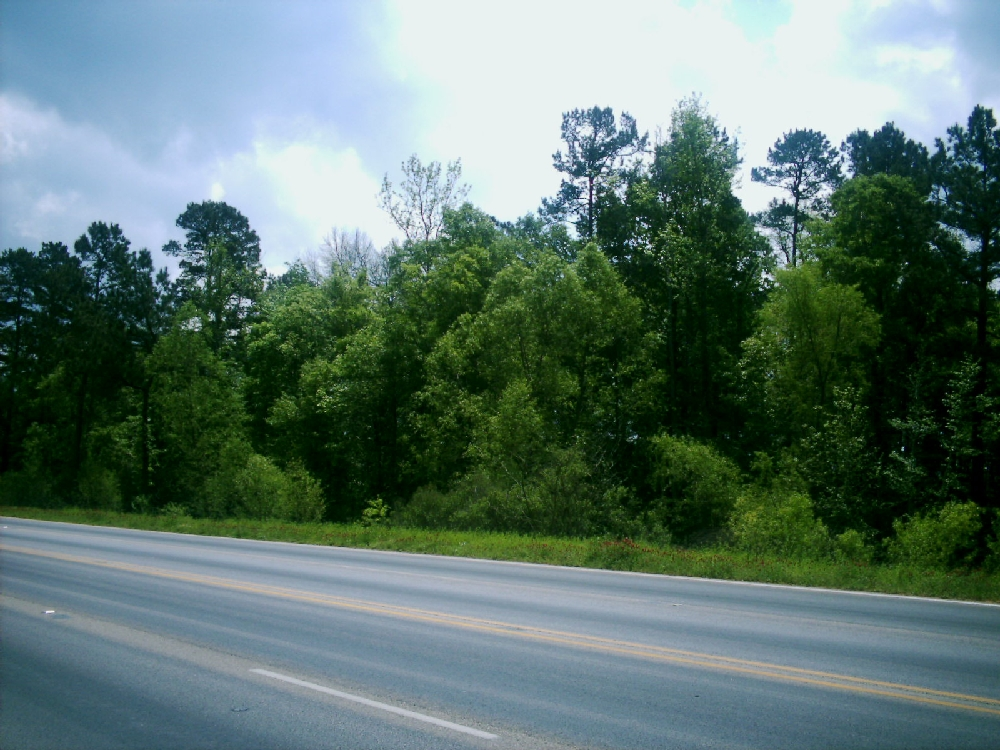
La région des Piney Woods au Texas.

Le Texas peut être divisé en plusieurs régions géographiques, parmi lesquelles :
- Big Bend (Texas) (en) ;
- le Gulf Coast ;
- le Texas Hill Country ;
- les Panhandle Plains Wildlife Trail (en) ;
- les Piney Woods (en) ;
- les Prairies and Lakes[88] ;
- et les South Plains (en).

## Parcs nationaux

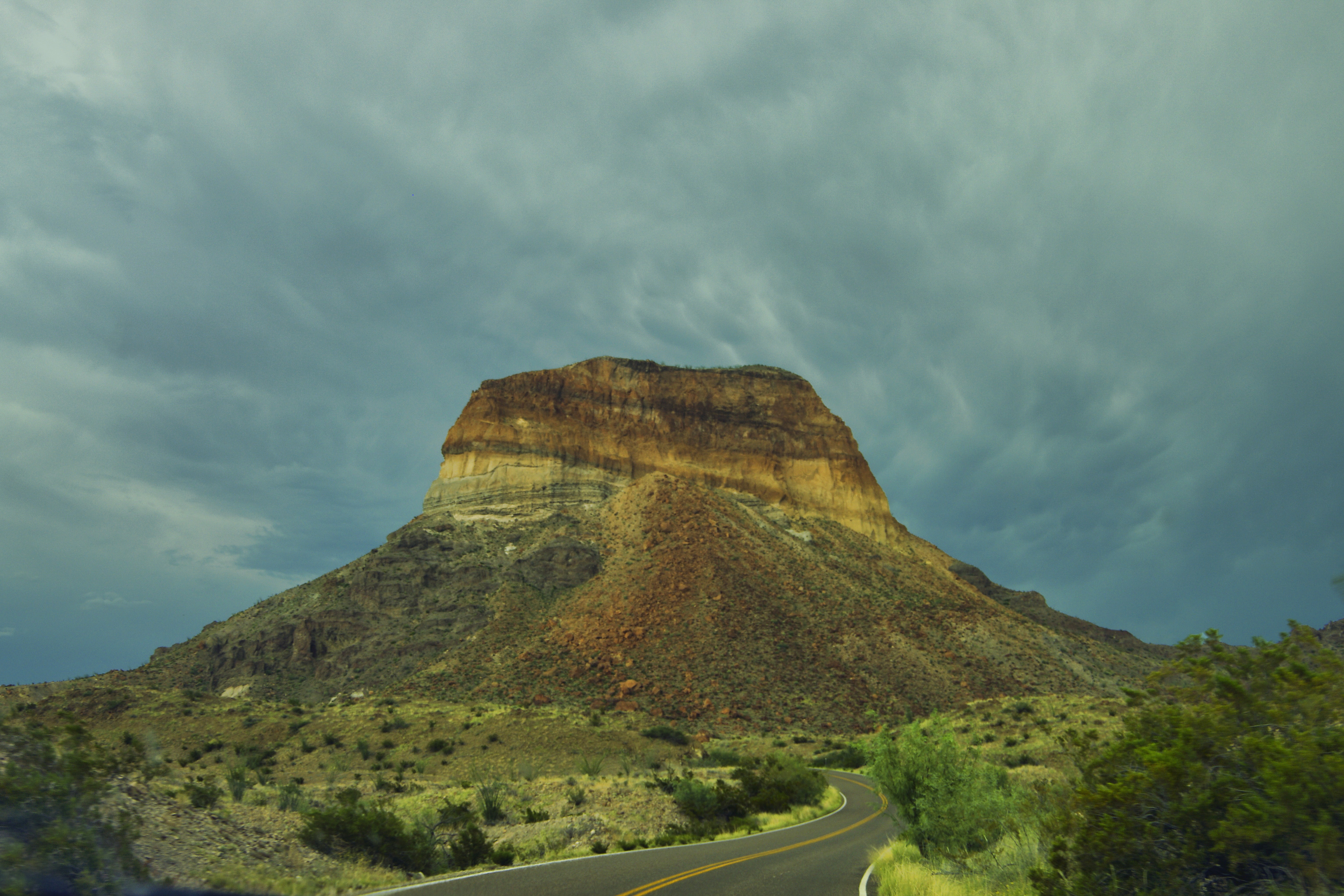
Le parc national de Big Bend.

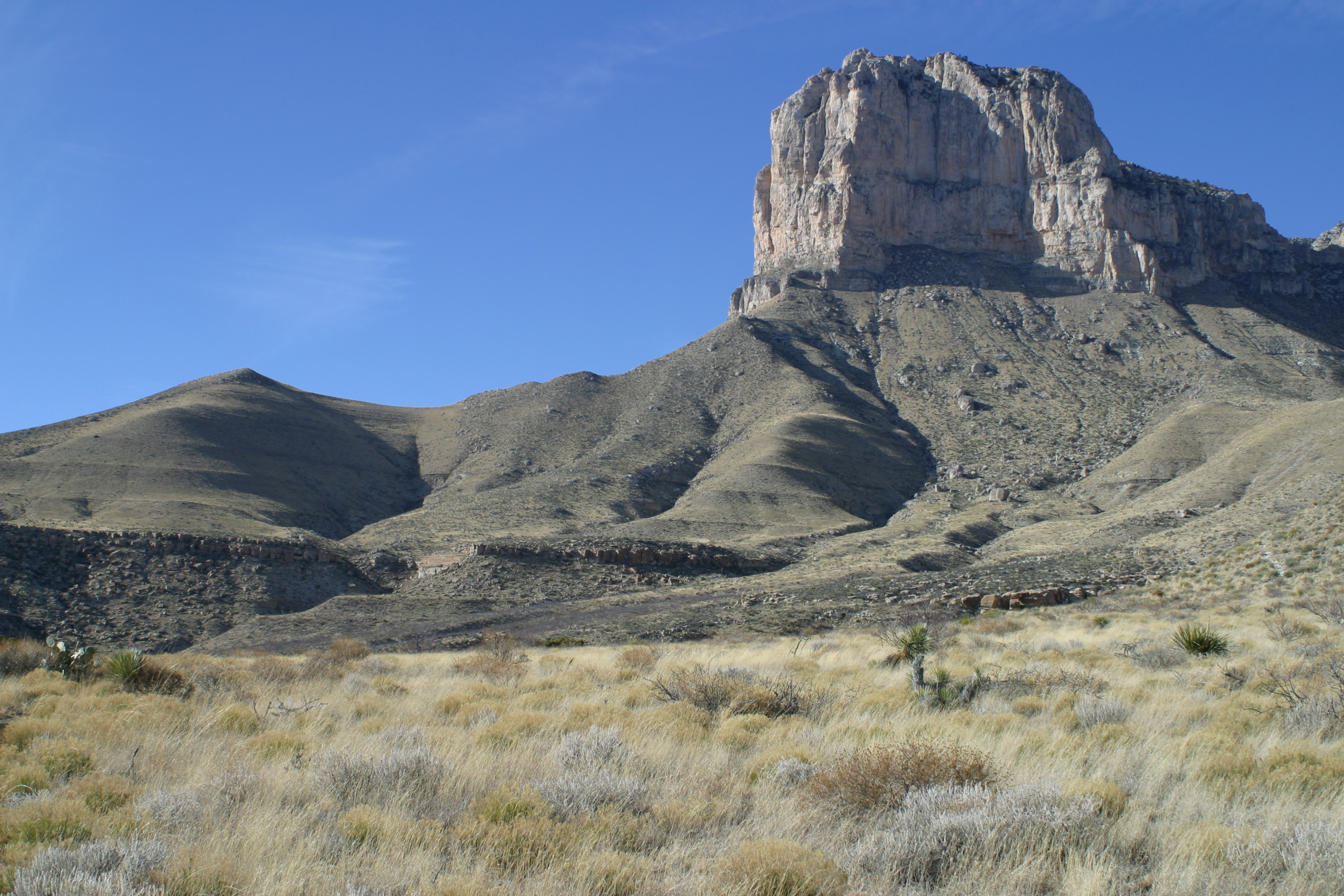
Vue d'El Capitan, dans le parc national des Guadalupe Mountains.

On compte seize parcs nationaux au Texas :
- l' Alibates Flint Quarries National Monument ;
- la zone récréative nationale de Amistad ;
- le parc national de Big Bend ;
- la réserve nationale de Big Thicket ;
- le Chamizal National Memorial ;
- le sentier historique national de El Camino Real de los Tejas National Historic Trail (en) ;
- le sentier historique national de El Camino Real de Tierra Adentro ;
- le site historique national de fort Davis ;
- le parc national des Guadalupe Mountains ;
- la zone Lake Meredith National Recreation Area ;
- le Lyndon B. Johnson National Historical Park ;
- le site de Padre Island National Seashore ;
- le Palo Alto Battlefield National Historical Park (en) ;
- la rivière sauvage et panoramique du Río Grande (fleuve) ;
- le San Antonio Missions National Historical Park ;
- le Waco Mammoth National Monument[89].

## Géologie
Le plus ancien affleurement du Texas est le soulèvement de Llano (Llano Uplift) situé au centre du Texas Hill Country : ces roches granitiques du Précambrien datent d’environ 1,1 milliard d’années et sont les restes d’une ancienne chaîne de montagne érodée. Le site le plus connu des Texans est l’Enchanted Rock. À la fin du Paléozoïque (-290 millions d’années), la collision de l’Amérique du Nord et de l’Amérique du Sud donna naissance à une chaîne de montagnes (orogénie de Ouachita pendant le Pennsylvanien) dont les restes sont encore visibles dans les Marathon Mountains, situées entre les chaînes de l’ouest et le plateau d'Edwards. C’est également pendant cette période que s’est formé l’escarpement de Balcones. Au Permien, il y a environ 280 millions d’années, les montagnes Ouachita étaient bordées par des mers intérieures à l’ouest au fond desquelles se sont déposés des micro organismes, des minéraux et des sédiments issus de l’érosion. Ces dépôts ont été par la suite recouverts par des couches sédimentaires et se sont lentement transformés en pétrole (bassin permien dans la région de Midland et Odessa). Les roches sédimentaires du Permien sont notamment visibles dans le canyon de Palo Duro au nord du Texas mais aussi dans le parc national des Guadalupe Mountains. L’ouverture du golfe du Mexique au Mésozoïque à partir d’un rift au sud des montagnes Ouachita eut des conséquences sur la géomorphologie du Texas. D’importantes quantités de sel et de calcaire se déposèrent sous l’actuelle plaine côtière au Jurassique, lorsque les premières mers peu profondes se formèrent. L’accumulation de couches sédimentaires au Crétacé est à l’origine du plateau d’Edwards.
À partir de la fin du Cénozoïque, le soulèvement général de l’Ouest américain provoqua la formation des montagnes Rocheuses, des chaînes de montagnes et de bassins d’effondrement dans le Trans-Pecos. L’Éocène et l’Oligocène furent marqués par une intense activité volcanique dans cette région. Du milieu du tertiaire au quaternaire, les hautes plaines furent progressivement recouvertes de sédiments arrachés par les cours d’eau aux montagnes Rocheuses situées plus à l’ouest. Le soulèvement des Rocheuses, l’encaissement des cours d’eau et l’érosion engendrèrent également des canyons comme celui de Palo Duro et des escarpements (Caprock, Mascalero). La plupart des vallées se creusèrent à partir du Pléistocène, donnant à la géologie de l’intérieur du Texas son état actuel. C’est également au tertiaire que s’est formée la plaine côtière par accumulation de boues, d’alluvions et de sables. Lorsque la mer se retira au début du Cénozoïque, le littoral actuel de Texas commença à se dessiner et la plaine côtière, composée de couches sédimentaires très épaisses, apparut progressivement. L’évolution géologique du Texas continue et l’actuelle transgression marine provoquée par le réchauffement climatique risque de modifier le tracé du littoral.
Le Texas n’a jamais été affecté par des tremblements de terre violents : celui de Valentine le 16 août 1931 fut l’un des plus importants, mais ne provoqua que des dégâts matériels. Les régions les plus exposées au risque sismique sont le Trans-Pecos et, dans une moindre mesure, le Nord de l’État.

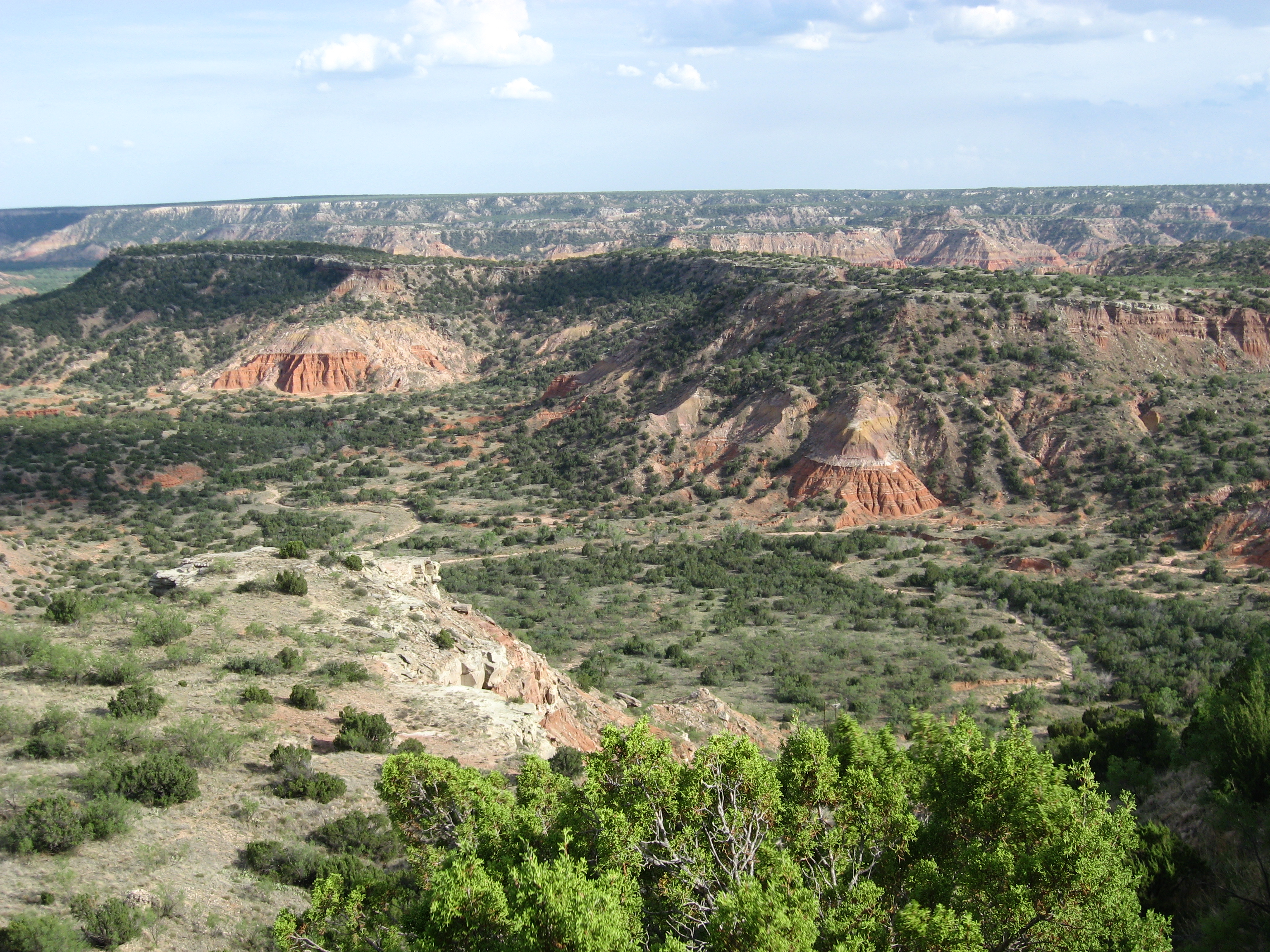
Canyon de Palo Duro.
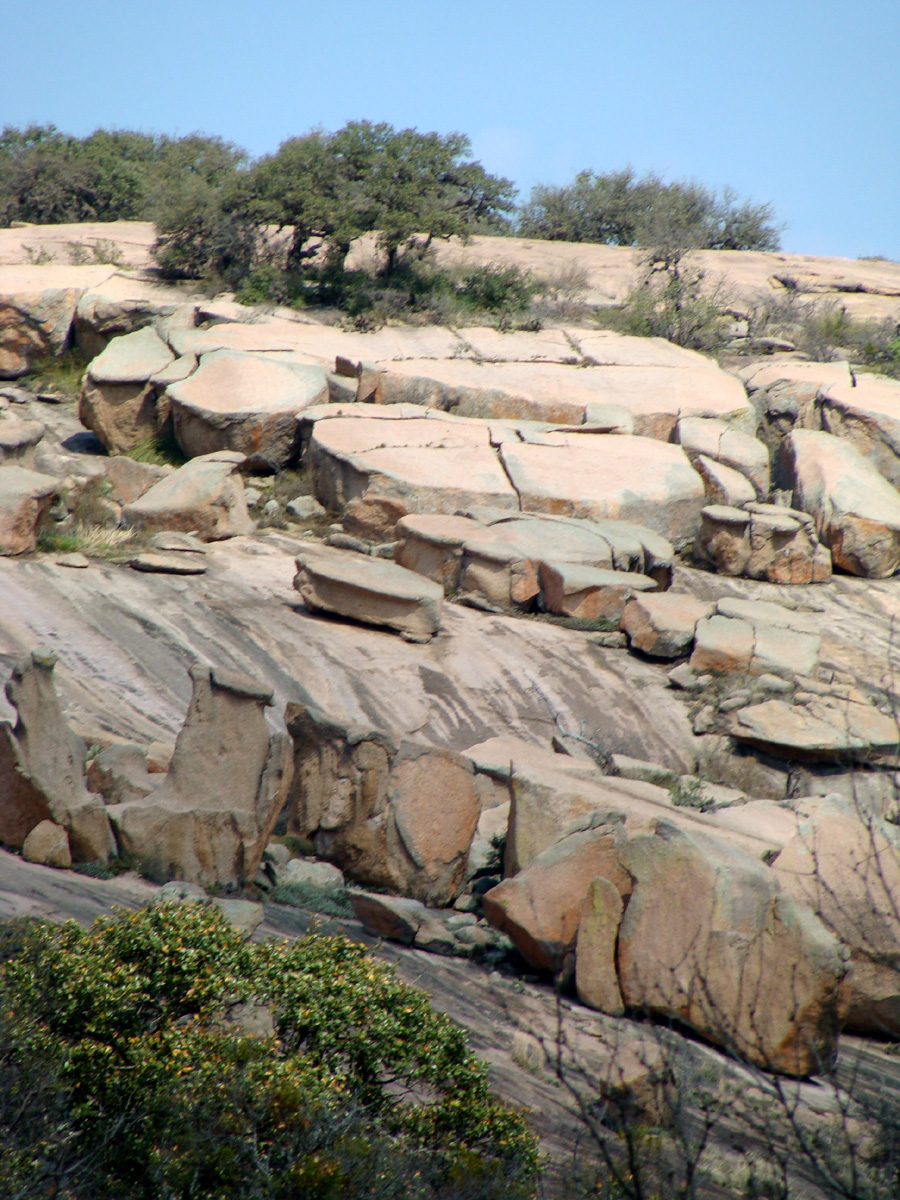
Enchanted Rock.

## Démographie

Évolution de la population.

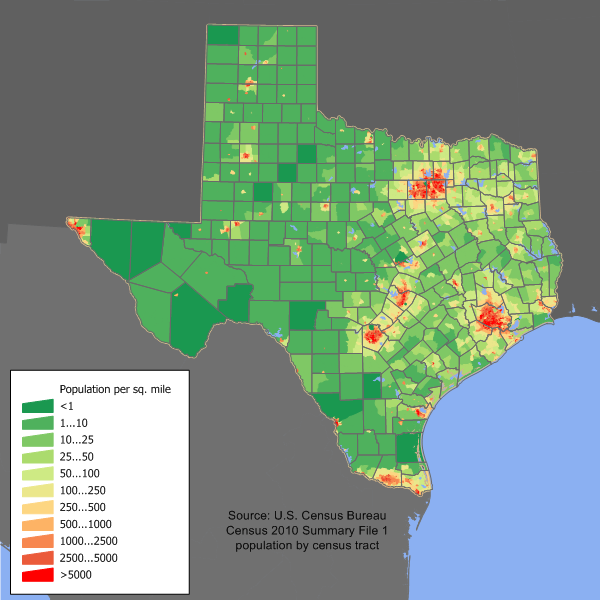
Carte des densités de population du Texas. On remarque le « Triangle texan » formé par les villes de Dallas, Houston et San Antonio.

Les habitants du Texas, historiquement souvent connus sous le nom de Texians, sont désignés maintenant généralement sous le nom de Texans. Les Amérindiens les appelaient Tejans, ce qui a été retransformé en Texans. Le territoire actuel du Texas a été peuplé dès la Préhistoire par les Amérindiens. À partir du XVIe siècle, des Espagnols puis des Français et des Anglo-Américains ont colonisé la région. Le peuplement européen s’est ensuite diversifié après les révolutions de 1848 : des Allemands se sont installés à Fredericksburg et New Braunfels, des Tchèques dans le comté de Lavaca, des Hollandais à Nederland. À l'époque moderne et dans la première moitié du XIXe siècle, des esclaves noirs travaillaient dans les plantations de coton de l’est et représentaient une part importante de la population (180 022 esclaves selon le recensement de 1860 ; 394 000 Afro-Américains en 1890).
Dans le recensement officiel de 2020, la population du Texas était de 29,1 millions d'habitants, soit 7,8 % de la population américaine. Le Texas est le deuxième État le plus peuplé aux États-Unis depuis les années 1990, derrière la Californie et devant la Floride. Entre 2000 et 2006, la population texane a augmenté de 12,7 %, une croissance deux fois plus rapide que celle du pays. Le Texas fait partie des États de la Sun Belt qui attire les Américains en raison du climat et du dynamisme économique. Il est aussi un important foyer d’immigration, notamment de Mexicains en raison d'une frontière commune et de la différence de développement.
La densité moyenne du Texas s'élevait en 2006 à 33,7 hab/km2. Ce chiffre relativement faible comparé à d’autres États de l'Union, cache d’importantes disparités. Les régions les plus peuplées se trouvent à l'est. Une grande partie des Texans se concentrent dans les métropoles et la population est majoritairement urbaine. Le taux de mortalité du Texas (6,8 pour mille habitants en 2005) est inférieur à la moyenne nationale (8,2 pour mille habitants). Le taux de fécondité (17,1 pour mille habitants en 2004) est nettement supérieur à la moyenne nationale (14 pour mille habitants), une tendance qui se retrouve dans tout le Sud des États-Unis où les militants anti-avortements sont très actifs. Les protestants évangéliques condamnent également l'avortement, même s’il reste légal dans l'État. Les Hispaniques ont un taux de fécondité supérieur au reste de la population du Texas. Enfin, la population du Texas est assez jeune par rapport à celle des États-Unis puisque l'âge moyen est 33,1 ans contre 36,4 ans pour le pays.
| Groupe      | Texas  | États-Unis |
| ----------- | ------ | ---------- |
| Blancs      | 70,4 % | 72,4 %     |
| Noirs       | 11,8 % | 12,6 %     |
| Asiatiques  | 3,8 %  | 4,8 %      |
| Métis       | 2,7 %  | 2,9 %      |
| Amérindiens | 0,7 %  | 0,9 %      |
| Autres      | 10,6 % | 6,7 %      |
| Total       | 100 %  | 100 %      |
| Hispaniques | 37,6 % | 16,3 %     |

3 450 500 résidents sont nés à l'étranger (15,6 % de la population totale), 1,2 million environ sont des étrangers illégaux, qui représentent plus d'un tiers de la population née à l'étranger dans le Texas et 5,4 % de toute la population de l'État. 31,2 % de la population parlent une autre langue que l'anglais à la maison.
Le Texas compte la deuxième minorité hispanique des États-Unis dont la présence s'explique par l’histoire et par la proximité du Mexique. En 2000, 6,7 millions de Texans soit près d’un tiers de la population se déclaraient hispaniques, dont 5 millions d’origine mexicaine. Les plus fortes concentrations d'Hispaniques se retrouvent dans les villes de Houston, Dallas, San Antonio et El Paso et dans les comtés du Sud et de l'Ouest, le long du Rio Grande. Ces Hispaniques s’intègrent lentement, certains militent pour imposer le bilinguisme, d'autres parlent anglais ou spanglish et beaucoup se tournent vers le protestantisme. Parmi les autres minorités ethniques, les Asiatiques voient leur nombre augmenter depuis les années 1960 : Coréens et Vietnamiens résident dans les grandes villes comme Dallas, Houston ou Austin, mais aussi le long du littoral où ils occupent le secteur de la pêche à la crevette. Plus de 40 % des Afro-Américains de l'État se concentrent dans les aires métropolitaines de Dallas et de Houston. Enfin, environ 50 000 Amérindiens vivent actuellement sur le territoire texan. Il existe trois réserves : Alabama-Coushatta Reservation (à l'est), Ysleta del Sur Pueblo (à l'ouest) et Kickapoo Reservation dans le comté de Maverick.

### Langues
| Langue            | 1980    | 1990    | 2000    | 2010    | 2016    |
| ----------------- | ------- | ------- | ------- | ------- | ------- |
| Anglais           | 86,82 % | 74,56 % | 68,77 % | 65,80 % | 64,81 % |
| Espagnol          | 8,56 %  | 22,06 % | 27,00 % | 29,21 % | 29,51 % |
| Français          | 0,78 %  | 0,37 %  | 0,31 %  | 0,25 %  | 0,28 %  |
| Allemand          | 0,74 %  | 0,58 %  | 0,43 %  | 0,33 %  | 0,25 %  |
| Italien           | 0,65 %  | 0,07 %  | 0,06 %  | 0,05 %  | 0,05 %  |
| Vietnamien        | 0,06 %  | 0,37 %  | 0,64 %  | 0,75 %  | 0,82 %  |
| Langues chinoises |         | 0,03 %  | 0,38 %  | 0,42 %  | 0,64 %  |
| Autres            | 2,39 %  | 1,96 %  | 2,41 %  | 3,19 %  | 3,64 %  |

### Statistiques
En 2021, le revenu moyen des foyers texans était de 66 963 $, soit 2 754 $ de moins que la moyenne nationale. Le taux de personnes vivant sous le seuil de pauvreté au Texas était de 14,22 % en 2021, soit 2,6 points de plus que le taux américain, ce qui en fait le quatorzième État des États-Unis en fonction du taux de pauvreté.
En 2021, 84,8 % des Texans de plus de 25 ans possèdent au moins leur baccalauréat, contre 88,9 % des Américains : le Texas se place à l’avant-dernière place des États américains devant la Californie.
Le Texas a le plus fort taux, aux États-Unis, d'habitants sans couverture maladie (25 %).
Le taux de divorce du Texas est sensiblement le même que la moyenne nationale (3,5 pour mille habitants) et a tendance à diminuer depuis les années 1990.
Le Texas est l'un des États des États-Unis parmi les plus touchés par les mariages d'enfants. Entre 2000 et 2010, environ 35 000 enfants ont été mariés au Texas.

### Violence et criminalité
La violence et la criminalité ont toujours fait partie de l'histoire du Texas, particulièrement des villes : les casinos illégaux des frères Maceo dans le Galveston des années 1950, l'assassinat de Kennedy dans les rues de Dallas en 1963 et le massacre de l'université du Texas à Austin en 1966 en sont quelques exemples. Cependant, en 2021, avec 8,2 meurtres pour 100 000 habitants, le Texas n'est que légèrement au-dessus de la moyenne nationale (7,8), ce qui en fait le 21e État avec le plus de meurtres pour 100 000 habitants. Dallas (16,4 pour 100 000 habitants) et Houston (16,3 pour 100 000 habitants) sont les deux villes les plus touchées par les meurtres au Texas, mais elles arrivent respectivement au 45e et au 46e rang des villes américaines.
En 2021, le Texas était classé au 27e rang sur 50 pour le taux de mortalité par arme à feu (15,6 %).

### Religions
| Religion                    | Texas | États-Unis |
| --------------------------- | ----- | ---------- |
| Protestantisme évangélique  | 31    | 25,4       |
| Catholicisme                | 23    | 20,8       |
| Protestantisme traditionnel | 13    | 14,7       |
| Non affiliés                | 13    | 15,8       |
| Églises historiques noires  | 6     | 6,5        |
| Agnosticisme                | 3     | 4,0        |
| Athéisme                    | 2     | 3,1        |
| Judaïsme                    | 1     | 1,9        |
| Mormonisme                  | 1     | 1,6        |
| Bouddhisme                  | 1     | 0,7        |
| Témoins de Jéhovah          | 1     | 0,8        |
| Autres                      | 5     | 4,7        |

La Constitution du Texas reconnaît la séparation des Églises et de l'État, ainsi que la liberté de religion. Le Texas fait partie de la Bible Belt (ceinture de la Bible) et représente un bastion du protestantisme évangélique. Il possède le plus fort taux de pratiquants du pays. L’agglomération de Dallas-Fort Worth abrite trois séminaires évangéliques et d'immenses églises. À Houston se trouve la Lakewood Church.
En valeur absolue, la confession la plus importante est celle des catholiques (4,3 millions), ce qui traduit l'importance numérique de la communauté hispanique. Elle est suivie par la Convention baptiste du Sud (3,5 millions) et l’Église méthodiste unie (1 million). Quelque 400 000 musulmans sont recensés au Texas, pour l'essentiel des Afro-Américains.
Selon l'institut de sondage The Gallup Organization, en 2015, 47 % des habitants du Texas se considèrent comme « très religieux » (40 % au niveau national), 31 % comme « modérément religieux » (29 % au niveau national) et 22 % comme « non religieux » (31 % au niveau national).

#### Mégaéglises ou Megachurches

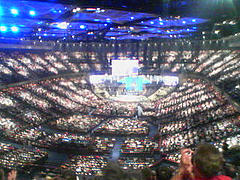
L’intérieur de l’église de Lakewood.

Une mégaéglise ou megachurch est définie comme une église ayant plus de 2 000 membres. Au Texas, il existe environ 200 congrégations de ce genre. Le Texas abrite d'ailleurs la plus grande église des États-Unis, l'église Lakewood.
Les mégaéglises les plus importantes du Texas sont au nombre de 10 :
- la New Light Christian Center à Houston réunit 13 500 personnes ;
- l'église de la Bible communautaire à San Antonio 14 031 personnes ;
- l'église baptiste Prestonwood à Plano, 15 815 ;
- l'église The Potter's House à Dallas réunit 16 140 personnes ;
- l'église Cornerstone à San Antonio regroupe 17 000 personnes ;
- la Woodlands Church in The Woodlands, 18 385 ;
- la Second Baptist à Houston, 20 656 ;
- la Fellowship Church in Grapevine réunit 24 162 personnes ;
- la Gateway Church à Southlake, 28 000 ;
- enfin, la plus grande au pays, l'église Lakewood à Houston réunit 43 500 personnes.

## Politique et gouvernement

### Organisation des pouvoirs

#### Gouverneur

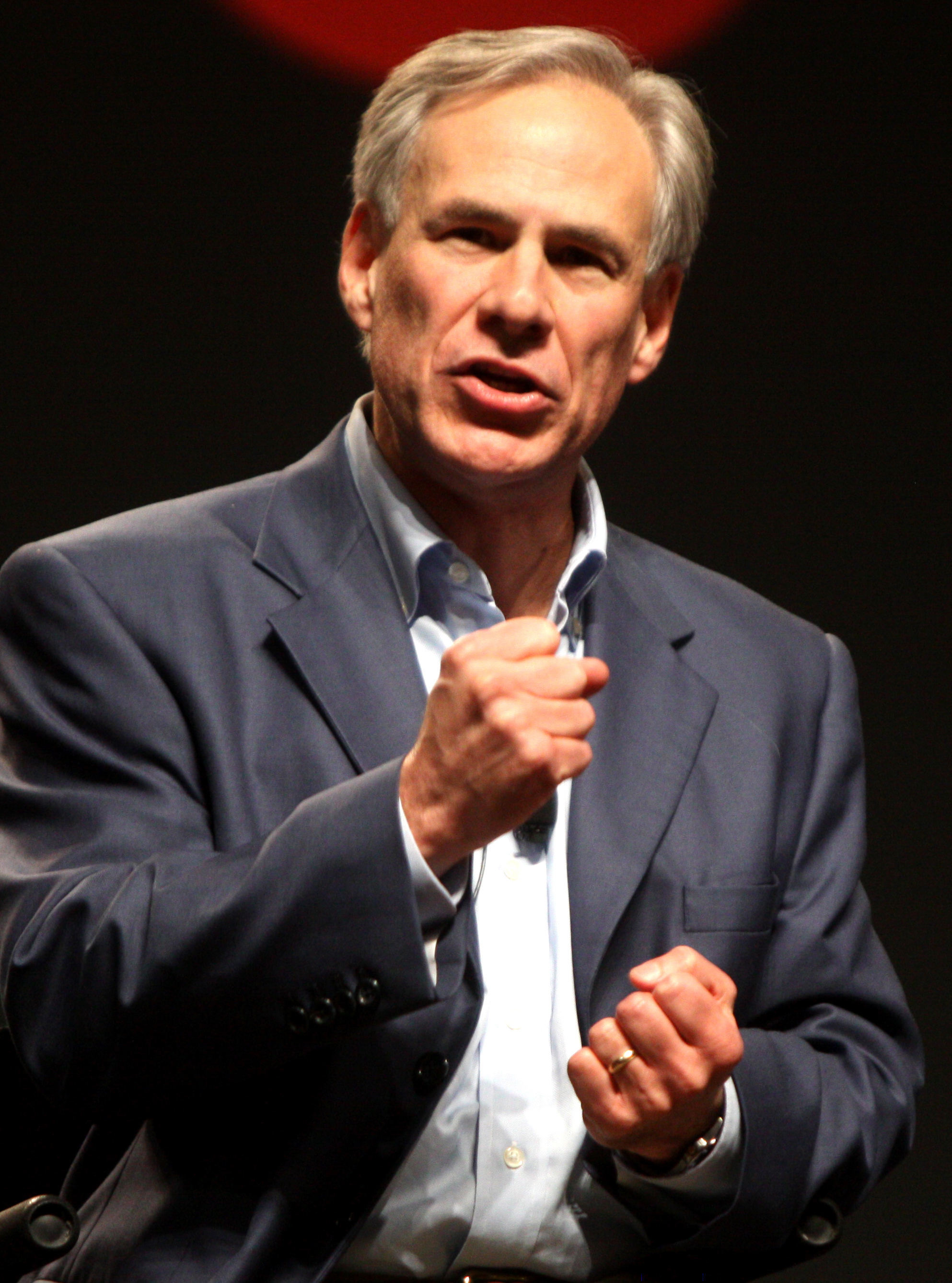
Le gouverneur du Texas, Greg Abbott.

Le premier gouverneur du Texas fut James Pinckney Henderson qui fut gouverneur de 1846 à 1847.
La Constitution du Texas (1876) organise les institutions et définit les droits des citoyens de l'État. Comme à l'échelon national, les pouvoirs exécutif, législatif et judiciaire sont séparés. Le pouvoir exécutif revient au gouverneur, qui a le droit de veto sur les propositions de loi et dispose des forces de l’ordre. Les autres branches de l’exécutif sont partagées entre un lieutenant-gouverneur, un secrétaire d'État, un contrôleur des comptes publics, un procureur général, un Land Commissioner, un Agriculture Commissioner, trois membres de la Texas Railroad Commission, le conseil d'État de l'éducation (State Board of Education).
Le gouverneur actuel est Greg Abbott depuis 2015.

#### Législature
Le corps législatif est bicaméral : il se compose d'un sénat (chambre haute) de 31 membres élus pour quatre ans et d'une chambre des représentants (chambre basse) de 150 membres élus pour deux ans,. Il détient le pouvoir de voter les lois, les taxes et les impôts. Lors de la législature 2011-2013, la chambre basse est contrôlée par 101 républicains face à 49 démocrates et la chambre haute par 19 républicains face à 12 démocrates. Les deux assemblées se réunissent dans le Capitole de l'État du Texas à Austin. Le Speaker of the House dirige les débats de la chambre des représentants, alors que le lieutenant-gouverneur s’occupe du Sénat.

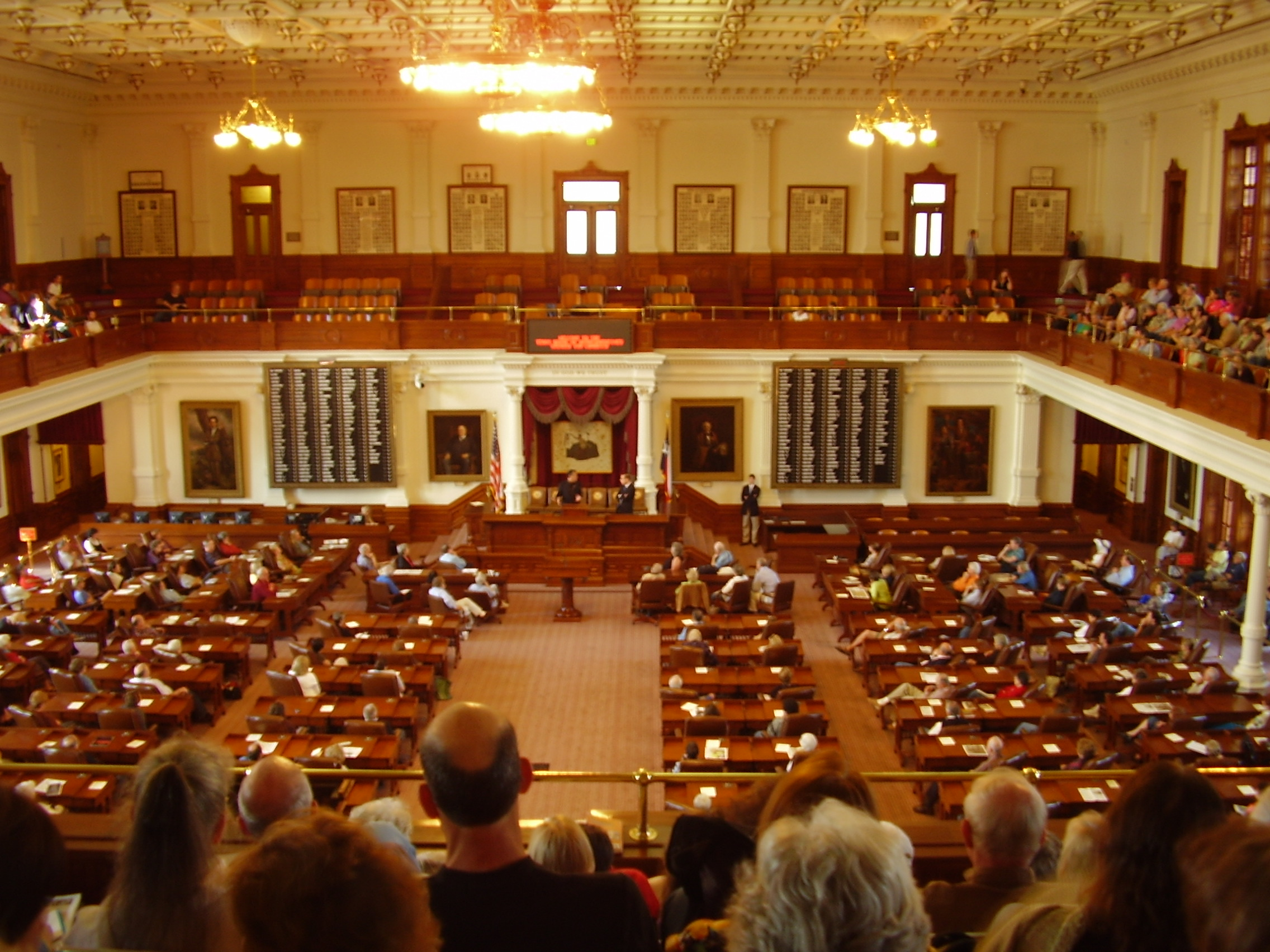
L'intérieur de la Chambre des représentants du Texas.

Le corps législatif se réunit en session ordinaire tous les deux ans, mais le gouverneur peut convoquer des sessions extraordinaires aussi souvent qu’il le souhaite. Le système judiciaire du Texas est l’un des plus complexes des États-Unis à cause de la superposition des juridictions. Le Texas possède deux cours d’appel : la cour suprême du Texas pour les affaires civiles et la cour d’appels criminels du Texas (Texas Court of Criminal Appeals) pour les crimes et les délits. Les plupart des postes sont électifs. Fondée au XIXe siècle, la Texas Ranger Division du Texas Department of Public Safety continue d’assurer l’ordre et la sécurité dans l’État.
Du fait de son histoire le Texas s'affirme volontiers comme un État particulariste vis-à-vis de Washington. C'est ainsi qu'il a longtemps gardé un système monétaire original et qu'en 2016 encore on parle de rétablir la circulation de pièces d'or et d'argent frappées par l'État texan concurremment au dollar-papier fédéral. De même sa Garde nationale dispose d'un armement, avions et spécialistes de très haut niveau.

### Vie politique
Le Texas fut d'abord un État dominé par le Parti démocrate entre les années 1870 et les années 1970-1980. À cette époque en effet, les démocrates conservateurs soutenaient les Blancs du Sud des États-Unis. Entre l'élection présidentielle de 1848 et la victoire de Richard Nixon en 1972, le Texas a toujours choisi le candidat démocrate sauf à trois reprises : en 1928 (élection du républicain Herbert Hoover), en 1952 et en 1956 (Dwight D. Eisenhower). L'élection de Jimmy Carter en 1976 marque la dernière victoire d'un candidat démocrate dans cet État. Cependant, plusieurs Texans démocrates ont assuré d'importantes fonctions politiques au niveau national : le président Lyndon B. Johnson (1964-1969), le vice-président de Franklin Delano Roosevelt John Nance Garner (1933-1941), le speaker de la chambre des représentants des États-Unis Sam Rayburn (années 1940-1961) et le sénateur Ralph Yarborough (1957-1971).
Dans les années 1950-1960, l'influence du Parti républicain grandit au Texas : devenu plus conservateur, il attira notamment des démocrates du Sud, appelés Dixiecrat, déçus par l'évolution de leur parti. Depuis les années 1980, le Texas est devenu un bastion du Parti républicain. Dans le cadre de la révolution conservatrice de Ronald Reagan, les candidats républicains ont toujours pu compter sur le Texas. Le président George W. Bush est l'artisan de cette conquête républicaine, effectuée alors qu'il était gouverneur du Texas entre 1994 et 2001. En 2000, le candidat démocrate n'y tint aucun meeting alors que beaucoup de démocrates locaux soutenaient le candidat républicain, le gouverneur du Texas, George W. Bush. Lors de l'élection présidentielle de 2004, ce dernier y a obtenu 61,09 % des voix contre 38,22 % au candidat démocrate John Kerry. Depuis décembre 2000, le gouverneur du Texas est le républicain Rick Perry. Il a succédé en cours de mandat à George W. Bush, alors élu président des États-Unis. Rick Perry est le troisième gouverneur républicain du Texas en un peu plus d'une centaine d'années mais aussi depuis 1979. Tous les autres postes élus de l'exécutif sont détenus par des républicains lors de la session 2005-2006. Au cours de l'élection présidentielle américaine de 2008, les Texans ont majoritairement voté pour le candidat républicain John McCain, qui a recueilli 55 % des voix contre 44 % pour Barack Obama. En 2016 les texans ont majoritairement voté pour Donald Trump (52,2 %) lors de l'élection présidentielle des États-Unis. Mais avec la population hispanique plus nombreuse, les démocrates espèrent refaire basculer le Texas dans leur camp ce qui assure un gain considérable pour les grands électeurs ou les représentants,.
Les républicains dominent aujourd'hui l'ensemble du Texas : aussi bien les territoires ruraux que les villes moyennes et les banlieues. Les rares bastions démocrates de l'État sont les comtés hispaniques proches de la frontière mexicaine et les grandes villes (Austin, Dallas, El Paso et dans une moindre mesure Houston et San Antonio). Les électeurs texans se préoccupent généralement avant tout des questions sociétales : « Dans cet État conservateur, les sujets comme l’avortement, les armes et les migrants sont décisifs auprès de l’électorat », souligne Rogelio Sáenz, sociologue et démographe à l’université du Texas de San Antonio.

### Politique environnementale

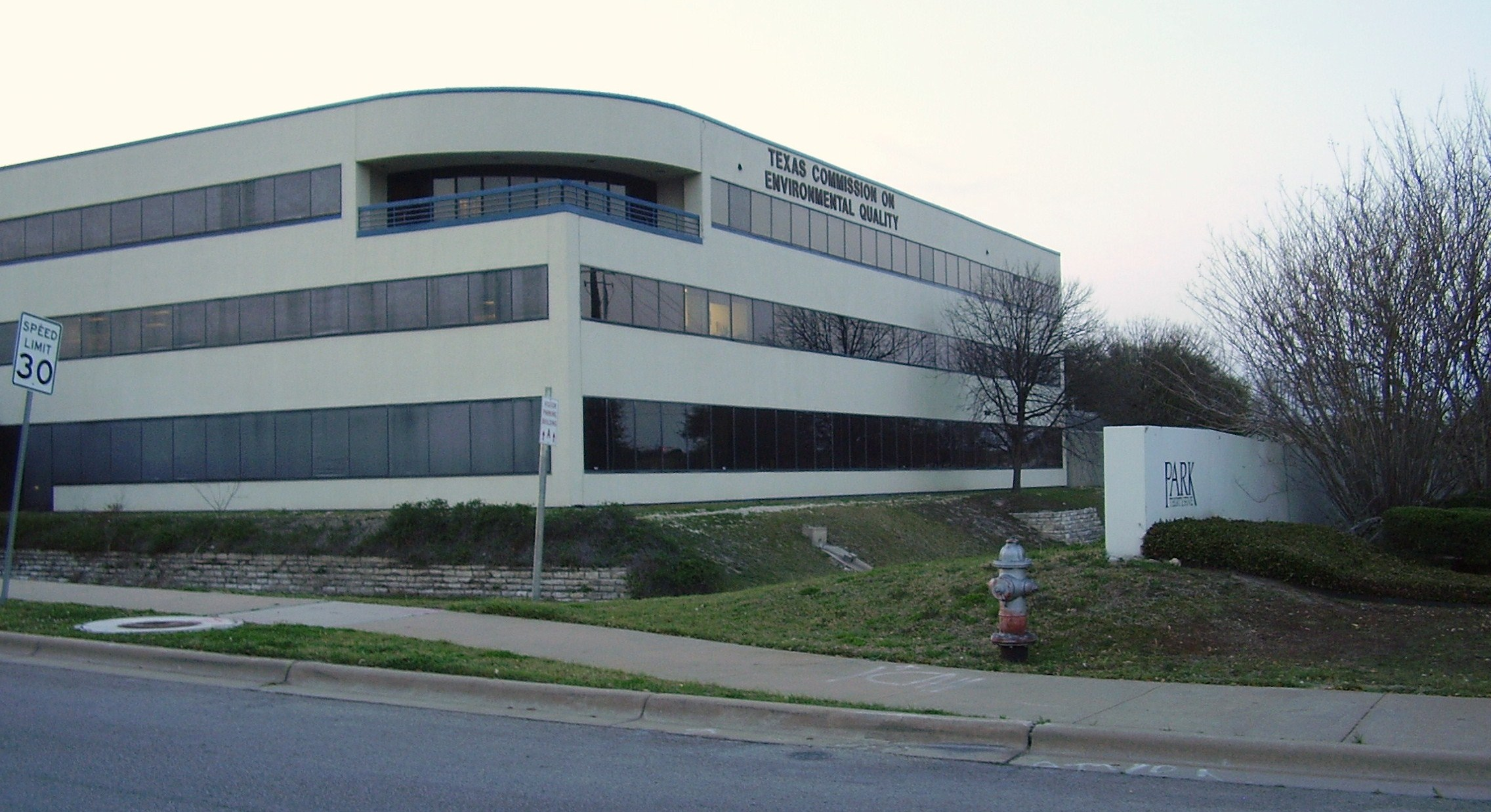
Le siège social de la Texas Commission on Environmental Quality.

La Texas Commission on Environmental Quality est l'organisme environnemental de l'État du Texas.
Il a pour mission de protéger la santé publique et les ressources naturelles du Texas en accord avec les principes d'économie durable.
Ses objectifs sont l'air pur, l'eau propre et la gestion sûre des déchets.
L'organisme compte 2 780 employés, 16 bureaux régionaux et un budget de 453,3 millions de dollars pour 2017,.

### Un État conservateur
Le gouverneur du Texas Greg Abbott, et les deux chambres de la législature du Texas sont toutes à majorité républicaine. Les juges du Texas sont élus lors d'élections partisanes, ceux de la cour suprême et de la cour des appels criminels sont tous républicains.
Le 8 novembre 2005, les électeurs du Texas ont massivement approuvé la création d'une loi interdisant le mariage homosexuel (76,25 % des suffrages). Le Texas est le dix-neuvième État de l'Union à adopter une telle loi constitutionnelle. Le Texas est l’un des 34 États des États-Unis à pratiquer la peine de mort, c'est même l'État où il y a le plus d'exécutions dans tout le pays.
En 2011, le gouverneur a signé une loi qui oblige à une femme souhaitant avorter de visionner préalablement l'échographie. Depuis 2021, l'avortement est interdit au-delà de la sixième semaine de grossesse (un stade où beaucoup de femmes ignorent encore qu’elles sont enceintes). La loi permet également à des citoyens de dénoncer, contre une récompense d'au moins 10 000 dollars, ceux qui aident les femmes à avorter.
En 2019, le Texas assouplit plus encore sa législation sur les armes à feu, autorisant celles-ci dans les églises et les cours d'école. Depuis juin 2021 le port d'arme à feu en public et sans permis est autorisé.
Courant 2022 les autorités texanes établissent une liste d'entreprises qui selon elles se détournent des énergies fossiles et annoncent des mesures de rétorsion.
Le procureur général de l'État, Ken Paxton, annonce en 2022 qu'il allait désormais s’attaquer à la loi « scélérate » autorisant la sodomie et, par là même, les relations sexuelles entre deux personnes du même sexe.

### Gouvernement local et découpage administratif

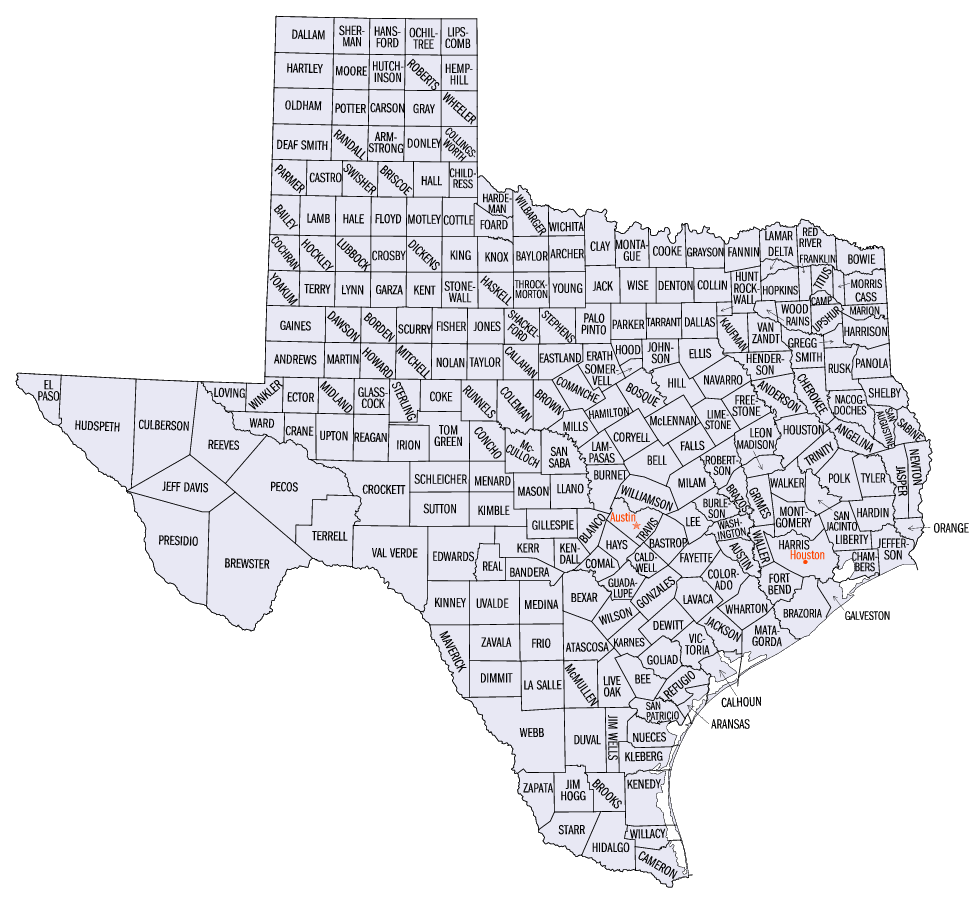
Comtés du Texas.

Le Texas est découpé en 32 districts électoraux dans lesquels sont élus les députés à la chambre des représentants des États-Unis. Le nombre de représentants étant proportionnel au poids démographique de l’État, le Texas possède la deuxième représentation nationale derrière la Californie. Le territoire texan est par ailleurs découpé en 254 comtés, le plus grand nombre du pays. Les plus vastes se trouvent près de la frontière mexicaine. Le comté de Brewster est le plus étendu, celui de comté de Rockwall est le plus petit.
Les comtés fonctionnent comme des divisions administratives et n'ont aucune juridiction souveraine propre. Ils représentent un élément décentralisé de l'autorité et ont pour rôle d'appliquer au niveau local la loi de l'État, contrairement à d'autres États ou les comtés sont souvent autonomes. Les comtés sont chargés de la police locale, des services publics, des bibliothèques, de collecter des statistiques essentielles et de préparer ou procéder aux certificats de naissance, de décès et de mariage. Ils n'ont pas le droit de planifier et de zoner leur territoire. Ils sont administrés par une commission (Commissioners' Court) de cinq membres qui prennent des décisions diverses (taxes, budget, salaires des fonctionnaires du comté, etc.) à la majorité absolue. Les autres fonctionnaires du comté sont le shérif chargé de la police et le clerc du comté.
Le découpage électoral est organisé de façon à favoriser le Parti républicain.

### Représentation fédérale
| - John Cornyn, sénateur depuis 2002. - Ted Cruz, sénateur depuis 2013. |

Le Texas est l’un des 50 États fédérés des États-Unis depuis 1845 ; il est soumis aux mêmes règles que les autres États et doit respecter la Constitution des États-Unis. La politique étrangère, la défense, la politique monétaire sont de la compétence exclusive de Washington, D.C. Le Texas est en revanche souverain pour d’autres domaines tels que l’organisation des services de police, l’éducation, la culture, la religion et les impôts.
Au niveau fédéral, lors de la législature 2019-2021, au Congrès des États-Unis le Texas est représenté par les deux sénateurs républicains Ted Cruz et John Cornyn alors que 13 démocrates et 23 républicains représentent l'État à la chambre des représentants.

### Jumelages
Le Texas est jumelé avec le Queensland, en Australie, depuis le 14 mars 2014, ainsi qu'avec l'État mexicain du Nuevo León depuis le 28 mai 2010.

## Économie

### Généralités

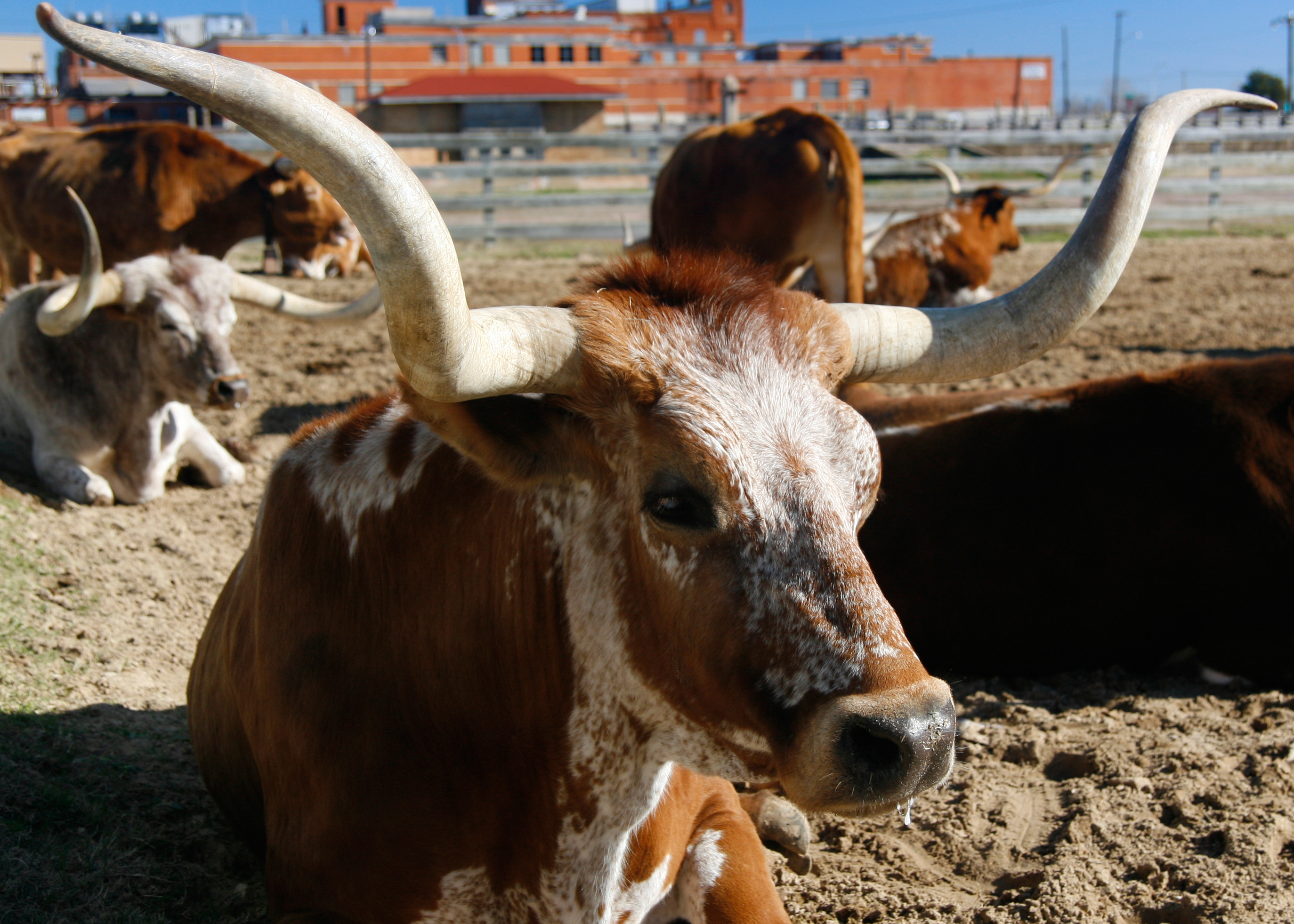
Longhorn texan.

Jusqu’au milieu du XXe siècle, l’économie du Texas reposait essentiellement sur l’élevage et le pétrole. L’État a ensuite connu une importante urbanisation et une diversification de ses activités. À la fin de l’année 2006, le produit intérieur brut s’élevait à 1 090 milliards de dollars, soit le deuxième des États-Unis,,. Le produit par habitant était de 42 975 dollars en 2005.
Les atouts du Texas sont nombreux, comme sa position géographique centrale, son climat attractif et l’abondance des ressources. Le système texan, fortement capitaliste et conservateur, repose sur une faible fiscalité (absence d’impôt sur le revenu), peu de réglementations, la flexibilité du travail, ou encore l'exploitation intensive des ressources naturelles. Enfin, le marché texan bénéficie de loyers relativement faibles, d’une main d’œuvre abondante, de nombreux consommateurs, d’un réseau dense de transport et d’un enseignement supérieur de qualité. Il existe néanmoins des inégalités économiques importantes entre les régions et entre les groupes sociaux. La croissance économique profite essentiellement aux métropoles de l’État.
Le Texas est l'État américain présentant le plus grand nombre de citoyens non couverts par une assurance-maladie.

### Agriculture

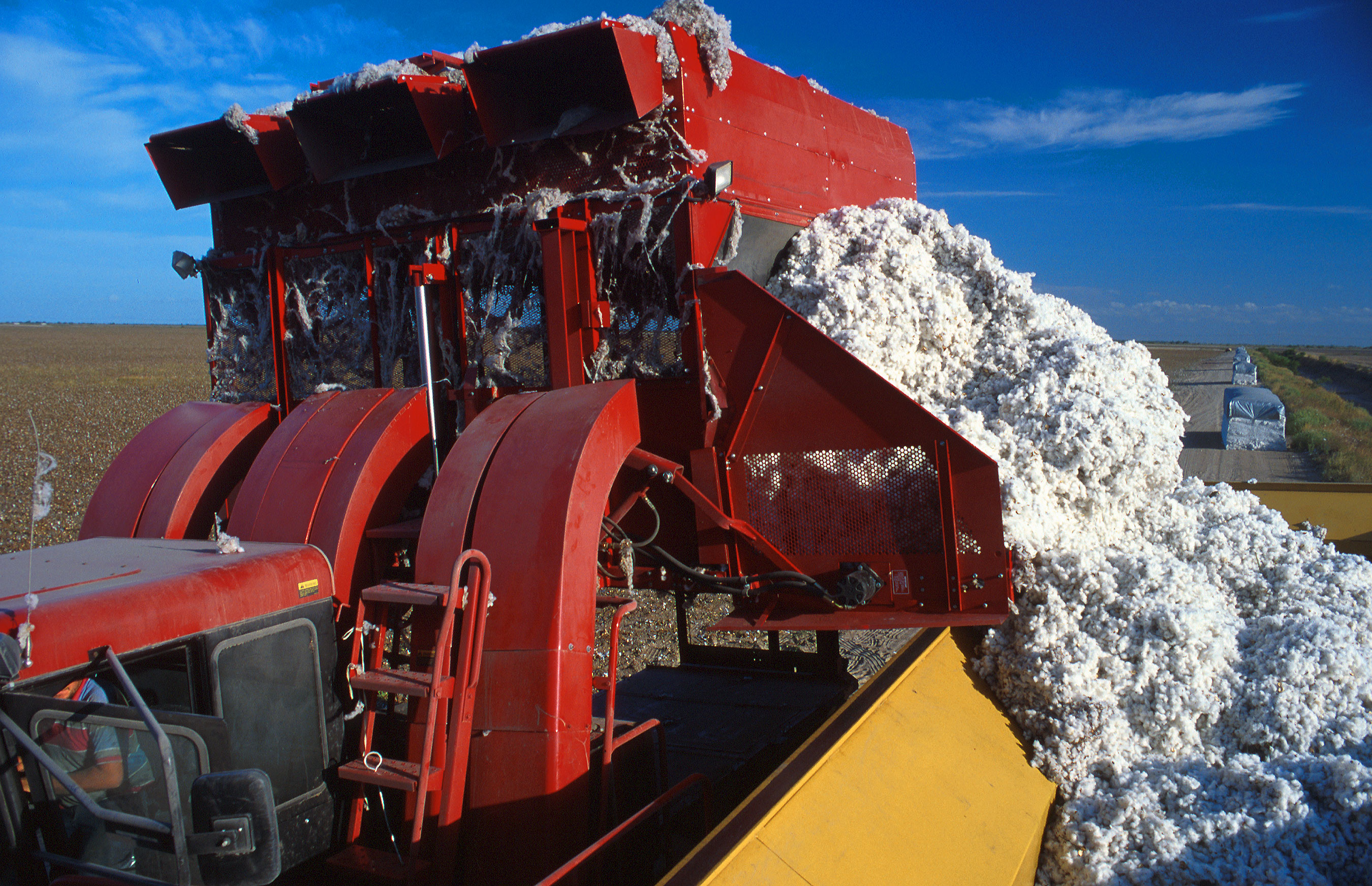
Récolte du coton au Texas.

Le Texas est au premier rang national pour le nombre et la taille des exploitations agricoles. L’État occupe la première place aux États-Unis pour la culture et la production de coton,. La diversité des climats et la domination des plaines ou des plateaux permettent de cultiver différentes plantes : le blé dans les Grandes Plaines, le coton dans l’Est, les cultures subtropicales sur le littoral (riz, canne à sucre), fruits et légumes dans la vallée du Río Grande, le ranching dans l’Ouest et le panhandle. L’élevage ovin est quant à lui pratiqué sur le Plateau d'Edwards. Le bois est exploité dans les forêts de l’Est.

### Mines, hydrocarbures et énergies

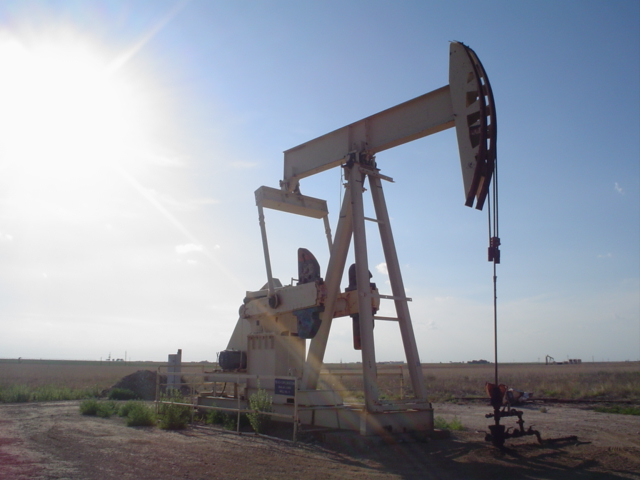
Puits de pétrole au Texas.

La production de pondéreux et de matériaux de construction est également un secteur important (ciment, pierre, sel, sable, gravier). Le Texas est à la première place américaine pour le gypse, le magnésium et le soufre. On trouve des dépôts de lignite dans la plaine côtière et du charbon bitumeux dans le Centre-Nord et le Sud-Ouest de l’État. Mais l’État doit en importer d’autres régions américaines comme le Wyoming. Malgré une diversification récente, l’économie du Texas est encore soumise aux aléas des cours du pétrole : la production de pétrole représentait 1 241 000 de barils par jour en 2002, 26 % du PNB en 1981 et 10 % en 2000. Le Texas possède environ 1/4 des réserves connues aux États-Unis,. Les principales régions productrices sont le littoral du golfe du Mexique (extra-côtier) et le Bassin permien. Avec la hausse des cours, beaucoup de petits puits sont devenus rentables et ont été mis récemment en exploitation. Le pétrole texan (West Texas Intermediate) est considéré comme l’un des meilleurs d’Amérique.
Le Texas occupe le premier rang national pour le gaz naturel principalement produit dans le panhandle du Texas et le Nord-Est. Alors que la production de pétrole a tendance à décliner, celle du gaz représente un quart de la production américaine et connaît une augmentation depuis 2002. L’État cherche à diversifier ses sources d’énergie : il est aujourd’hui le premier des États-Unis pour la production d’énergie renouvelable. Le Texas peut compter sur son potentiel éolien, solaire et hydroélectrique. Le Texas est devenu en 2006 le premier État producteur d’énergie éolienne du pays, devant la Californie. À la fin 2007, les éoliennes installées au Texas développaient une puissance totale de 4 356 mégawatts. Des projets éoliens sont en cours d’étude : Shell et TXU Corporation prévoient de construire la plus grande ferme éolienne du monde d’une puissance de 3 000 mégawatts. L’énergie éolienne fournit 3 % de l’énergie consommée par l’État, soit l’équivalent d’un million de foyers. Le centre de contrôle de General Electric à Sweetwater, dans l’Ouest du Texas commande plus de 800 turbines. En 2008, le milliardaire texan T. Boone Pickens, magnat du pétrole, a commandé auprès de General Electric 667 turbines éoliennes pour deux milliards de dollars.
La vétusté du réseau électrique texan le rend vulnérable en période de crise climatique, comme lors des vagues de froid de 2011 et de 2021 qui ont entrainé des coupures massives de courant. Les experts ont pointé un important manque d’entretien du réseau et d’investissements pour lui permettre de supporter ce genre de températures,.

### Industries

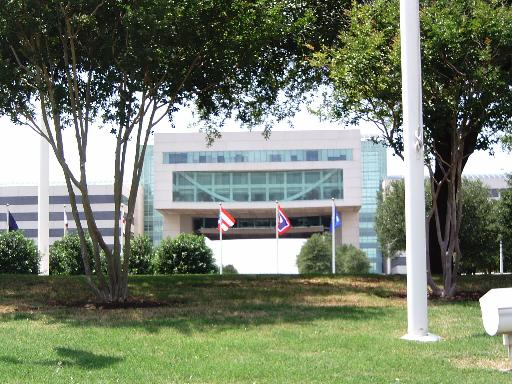
Siège social d’Electronic Data Systems à Plano.

L'industrie lourde est dominée par la transformation des hydrocarbures : le Texas compte 26 raffineries représentant un quart de la capacité de raffinage du pays. Elles se concentrent dans les zones industrialo-portuaires de la côte. La capacité totale de raffinage de pétrole est de 4,6 millions de barils par jour. Les produits raffinés sont ensuite expédiés par conduites dans tout le pays, ou bien exportés par bateau depuis Port Arthur, Texas City, Galveston, Freeport, Port Lavaca ou Corpus Christi. Plusieurs compagnies pétrolières ont leur siège au Texas comme ConocoPhillips, Halliburton et Marathon Oil à Houston, ExxonMobil à Irving, Valero Energy à San Antonio. Depuis quelques années, les usines de fabrication de biocarburants se multiplient, approvisionnées par la riche agriculture de l’État.
Dans la deuxième moitié du XXe siècle, les industries de haute technologie se sont développées au Texas qui est devenu l'un des principaux pôles de la Sun Belt et des États-Unis. Les industries de pointe et les technopoles se concentrent dans les métropoles : les Silicon Hills se trouvent à Austin. Les entreprises travaillent avec l’université d’État. La « Silicon Prairie », appelée également Telecom corridor, regroupe quelque 600 entreprises spécialisées dans les technologies de l'information et de la communication, le long de l'autoroute qui traverse le Nord de l’aire métropolitaine de Dallas-Fort Worth. Plusieurs compagnies de haute technologie ont leur siège social au Texas : Dell (ordinateurs, Round Rock, dans la banlieue d’Austin), Texas Instruments (composants électroniques, semi-conducteurs, Dallas), Perot Systems (services informatiques, Plano), AT&T (services téléphoniques, Dallas) ou encore Electronic Data Systems (technologies de l’information, Plano).
Houston est l’un des premiers pôles de biotechnologie et d'aérospatiale américains avec le Centre spatial Lyndon B. Johnson et la NASA. Fort Worth accueille la division aéronautique de Lockheed Martin et le constructeur d’hélicoptères Bell Helicopter Textron,. Le complexe militaro-industriel est représenté à la base militaire aérienne de San Antonio.

### Secteur tertiaire

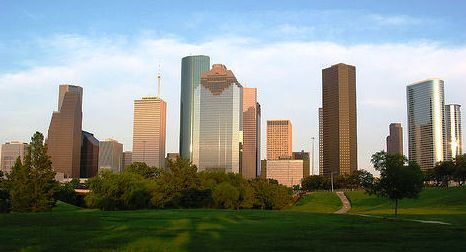
Quartier des affaires de Houston.

Le secteur tertiaire est diversifié et s'est développé depuis 1945 : il est représenté par des entreprises d'habillement (Men's Wearhouse à Houston), de restauration (Landry's Restaurant), de la santé (Tenet Healthcare), de la grande distribution (Whole Foods Market à Austin). L'aire métropolitaine de Dallas-Fort Worth abrite le deuxième centre commercial des États-Unis, Highland Park Village et possède la plus forte concentration de centres commerciaux par habitant. Les hôtels Hilton sont nés au Texas : c’est en 1919 que Conrad Hilton senior a acheté son premier établissement à Cisco. Le premier hôtel de la chaîne a été construit à Dallas en 1925 et aujourd’hui, Hilton est présent dans le monde entier.
Le tourisme est également un secteur dynamique : la culture hispanique à San Antonio et El Paso, le folklore western à Fort Worth, les stations balnéaires de Galveston, de Corpus Christi et l'île Padre, les centres de conférences de Houston et Dallas attirent de nombreux visiteurs. Le Texas est également un lieu de tournage important, notamment dans la région d'Austin. La série télévisée Dallas a été filmée dans le Southfork Ranch, près de Plano. La deuxième et la troisième saison de la série américaine Prison Break a été tournée au Texas, car l'État permet d'avoir des paysages à la fois ruraux et urbains. La Commission du film du Texas a été fondée pour faciliter les tournages. Plusieurs studios de Hollywood ont délocalisé leurs divisions de production dans les régions d'Austin et de Dallas. Le groupe de média Clear Channel Communications est basé à San Antonio. Pi Studios et TimeGate Studios se trouvent dans la région de Houston. Enfin, Blockbuster Video et Cinemark Theatres sont présents dans l'agglomération de Dallas-Fort Worth.
Les deux centres financiers les plus importants du Texas se trouvent à Dallas et Houston où les sociétés pétrolières sont particulièrement bien représentées. Les bureaux des grandes firmes et des banques se trouvent dans les CBD, mais aussi dans les edge cities des banlieues.
Dans le domaine de la santé, les deux principaux pôles sont l'University of Texas Health Science Center à Dallas et le Texas Medical Center à Houston, dont la réputation est internationale.

### L'industrie spatiale

La NASA a choisi le Texas pour établir un centre spatial.

Le Texas a été choisi par la NASA comme le lieu établissement d'un centre de contrôle des vols habités en 1962.
Ainsi, le Centre spatial de Houston devient le lieu d'entraînement des astronautes et de commande des vols spatiaux de la NASA.
En 2011, le retrait des navettes spatiales après 30 ans de service laisse en suspens l'avenir du centre.

## Culture
La culture texane reflète la diversité de la population et l’histoire de l'État. Elle est le fruit du mélange des traditions du Dixie (Sud des États-Unis), du Mexique et de l'Europe. Elle révèle également les différences régionales au sein de ce vaste État de la Sun Belt.

### Arts du spectacle et cinéma
Le Houston Theater District qui s’étend sur 17 blocs dans le centre de Houston, est le deuxième quartier des spectacles des États-Unis en nombre de places derrière Broadway à New York : il compte (12 948 sièges pour des spectacles d’opéra, de ballets, de musique et de théâtre) et attire plus de deux millions de spectateurs chaque année. La ville possède des institutions culturelles de premier plan comme le Houston Grand Opera, le Houston Ballet et le Alley Theatre.
Le Ballet d'Austin est la quatrième troupe des États-Unis. L'agglomération de Dallas-Fort Worth compte de nombreux théâtres. À Odessa, un bâtiment dont l'architecture s'inspire du théâtre du Globe de Londres voit chaque été la représentation de pièces de William Shakespeare.
De nombreux films américains prennent pour cadre le Texas : le siège de Fort Alamo a inspiré de nombreux réalisateurs dont John Wayne (Alamo, 1960). L'Étoile du destin (Vincent Sherman, 1952) évoque le Texas au XIXe siècle. L'assassinat de John F. Kennedy à Dallas est le thème de Flashpoint (William Tannen, 1984), JFK (Oliver Stone, 1991) et Dans la ligne de mire (Wolfgang Petersen, 1998). Duel au soleil, La Rivière rouge, La Prisonnière du désert et Rio Bravo marquent l'apogée du genre western dans les années 1940-1950. La Fièvre du pétrole (Jack Conway, 1940) et Géant (George Stevens, 1956) rappellent que le pétrole a fait la fortune du Texas. D'autres films traitent des questions sociales au Texas : la peine de mort (La Vie de David Gale d'Alan Parker, 2003) ou l'immigration hispanique (Trois enterrements de Tommy Lee Jones, 2005). Sugarland Express (Steven Spielberg, 1974) et Un monde parfait (Clint Eastwood, 1993) se basent sur le thème de la cavale à travers le Texas de prisonniers échappés. Dans le registre de l'horreur, Massacre à la tronçonneuse, dont le titre en anglais est The Texas Chain Saw Massacre, a été réalisé par Tobe Hooper en 1974. D'autres films évoquent des régions ou des villes du Texas (No Country for Old Men de Joel Coen ; Paris, Texas de Wim Wenders ; Mémoires du Texas de Peter Masterson). Enfin, l'univers du sport au Texas sert de trame à Friday Night Lights (Peter Berg, 2004) ou à Les Chemins du triomphe (James Gartner, 2006). Le Secret de Brokeback Mountain (Ang Lee, 2005) rappelle la vocation agricole de l'État et la tradition du rodéo. Les principaux acteurs nés au Texas sont Cyd Charisse (1921-2008), Larry Hagman (1931-2012), Steve Martin (1945), Tommy Lee Jones (1946), Patrick Swayze (1952), Dennis Quaid (1954), Matthew McConaughey (1969), Renée Zellweger (1969), Ethan Hawke (1970), Eva Longoria (1975), Jensen Ackles (1978), Beyoncé (1981), Jared Padalecki (1982), Chace Crawford (1985), Selena Gomez (1992), Demi Lovato (1992)

### Arts visuels

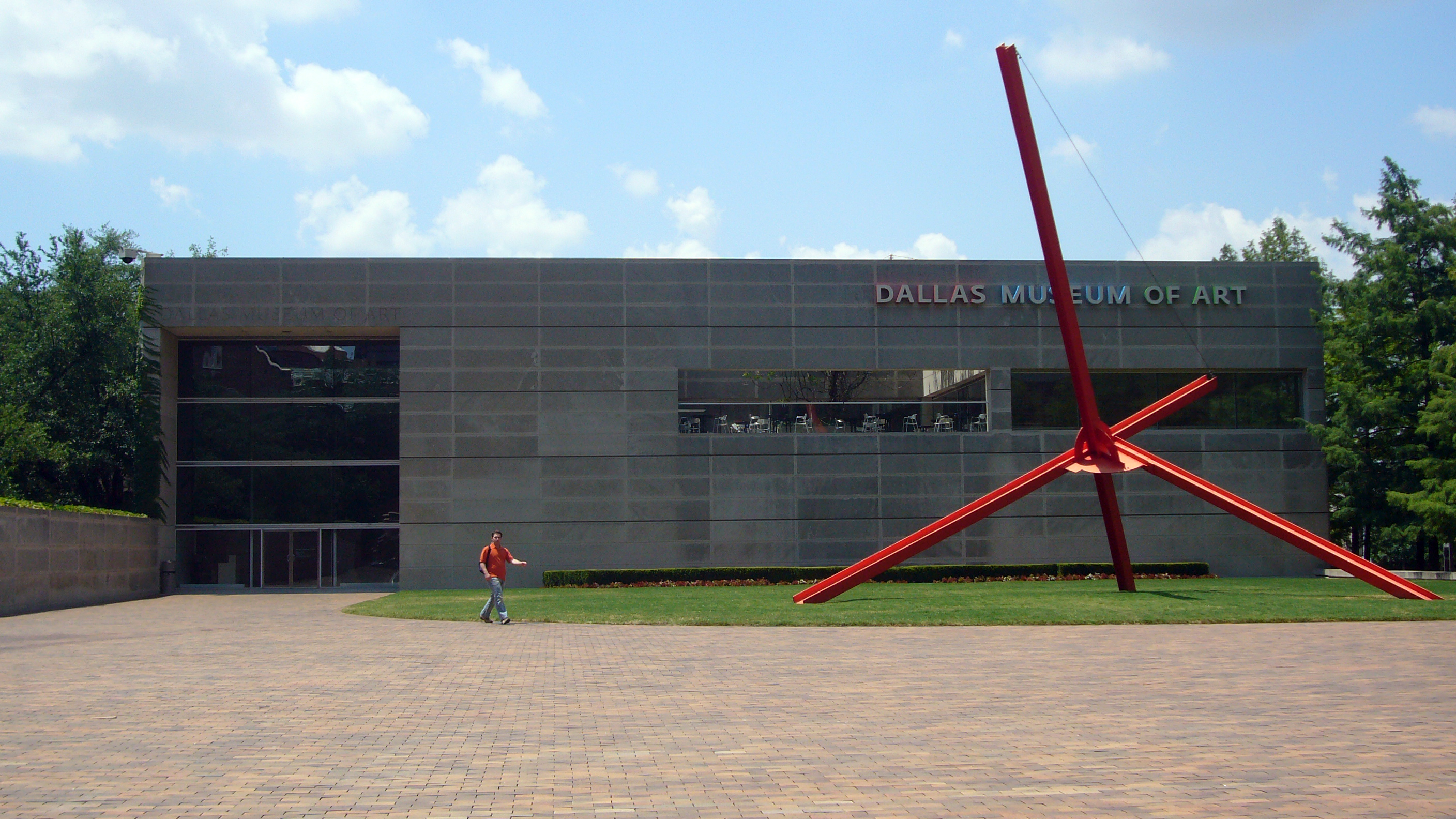
Dallas Museum of Art Sculpture Garden.

Les premières formes d'art du Texas furent celles laissées par les Amérindiens. Il existe des milliers de pétroglyphes (des dessins gravés ou peints sur des parois rocheuses) datant de l'époque précolombienne : 2 000 de ces dessins sont recensés à Hueco Tanks près d'El Paso. Les Espagnols ont produit des œuvres d'art religieux pour décorer les missions texanes à partir du XVIIe siècle. L'art pictural s'est enrichi des dessins des aventuriers tels que George Catlin au XIXe siècle. Au XXe siècle, Harold Dow Bugbee (1900-1963) réalisa des peintures ayant pour sujet la vie des cow-boys. Il exécuta également de nombreuses peintures murales conservées dans la Panhandle-Plains Historic Society. Charles Franklin Reaugh (1860-1945) s'intéressa à la nature et aux animaux du Texas ; il créa une école d'art à Dallas. L'art moderne fut représenté par Charles Umlauf et par Seymour Fogel (1911-1984) qui peignit des fresques abstraites sur plusieurs bâtiments publics de l'État dans les années 1950-1960. Robert Rauschenberg est l'artiste texan le plus connu du XXe siècle, alors que Cadillac Ranch (1974) est l'œuvre d'art la plus célèbre : cette sculpture monumentale exposée en plein air à Amarillo, sur la route 66 a été conçue par Chip Lord, Hudson Marquez et Doug Michels. Elle consiste en un alignement de dix épaves d'automobiles de marque Cadillac, installées de manière à donner l'impression qu'elles sont plantées dans le sol. Les véhicules sont implantés suivant un alignement est-ouest, et sont supposées former avec le sol le même angle que les faces de la pyramide égyptienne de Khéops. Le Nasher Sculpture Center est un musée consacré à la sculpture contemporaine situé dans le quartier des arts de Downtown à Dallas depuis 2003. Le jardin abrite une installation de la série Sky Space de James Turrell. Il complète le jardin de sculpture du musée d'art de Dallas. Enfin, le sculpteur David Adickes a réalisé plusieurs œuvres au Texas, dont une statue monumentale de Samuel Houston (1991, Huntsville) qui mesure 20 mètres.

### Cuisine et gastronomie

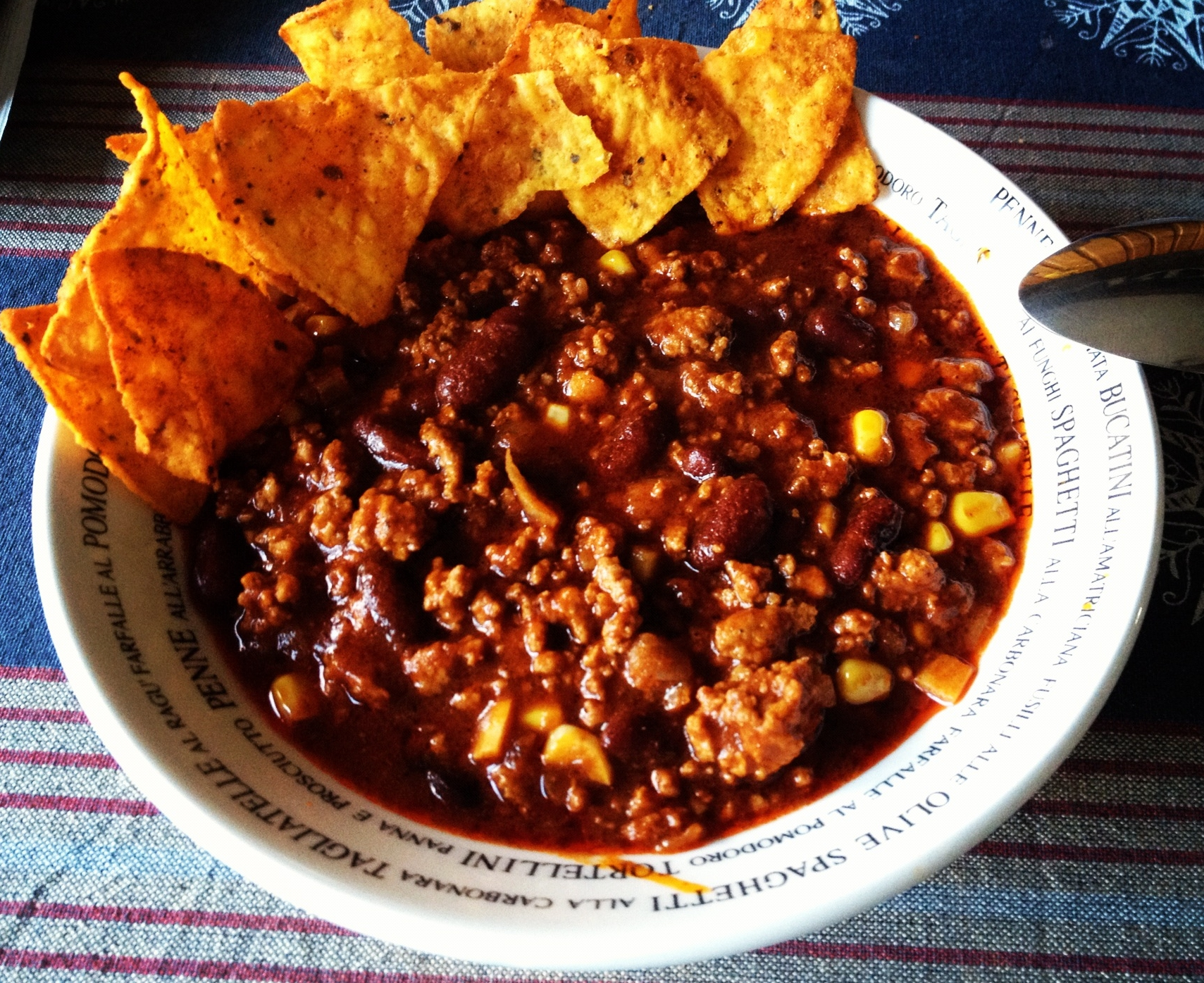
Le chili con carne est le plat officiel du Texas.

La cuisine texane s’apparente à celle du Sud des États-Unis qui mélange diverses traditions : la soul food est une spécialité de la communauté afro-américaine à base de friture accompagnée de riz et de sauce piquante. La cuisine cadienne n’est pratiquée qu’à l’est du Texas.
Ainsi on peut dire que la variété gastronomique au Texas passe par le Tex Mex, la soul food, les ingrédients officiels de l'État et le chili con carne.
La place importante de l’élevage se retrouve dans la tradition du barbecue qui reste fortement attachée à la culture du Texas. Il existe plusieurs types régionaux de barbecue, cuits sur différents bois : celui de l’Est privilégie la viande de porc, accompagnée de sauce tomate. Le barbecue a été modifié par les goûts des immigrants, allemands et tchèques dans le Centre, mexicains dans le Sud, où la tête de bœuf est une spécialité. On trouve enfin le barbecue cowboy dans l’Ouest qui utilise de la viande de mouton.
Les influences hispaniques se retrouvent dans la cuisine tex-mex. Le chili con carne est une sorte de ragoût épicé à base de bœuf, de piments et de haricots rouges d’origine texane.
Le terroir texan est diversifié, ce qui explique la variété des produits utilisés dans la gastronomie : produits de la mer, de l’élevage, mais aussi vigne. Celle-ci fut introduite par les Espagnols au XVIIe siècle et compte de nombreux cépages. Le Texas est le cinquième producteur de vin des États-Unis. Il est le deuxième État producteur de noix de pécan du pays derrière la Géorgie. En 1906, le gouverneur du Texas, James Stephen Hogg, a fait du pacanier l'arbre symbole du Texas. On trouve la noix de pecan dans les cookies, les glaces, les gâteaux ou les tartes. L’agro-alimentaire est un secteur économique important : le soda Dr Pepper créé en 1885 à Waco par un pharmacien.
- le pan de campo est le pain officiel ;
- le chili con carne est le plat officiel ;
- le pamplemousse est le fruit officiel ;
- la noix de pécan est la noix officielle ;
- la sopaipilla la pâtisserie officielle ;
- le jalapeño est le piment officiel ;
- le chiltepin est le piment texan officiel ;
- les tortillas et leur « salsa » est le snack officiel :
- enfin l’oignon doux est le légume officiel.

Pour les breuvages, les boissons les plus typiques au Texas sont le thé glacé, la bière et la margarita glacée.

### Éducation

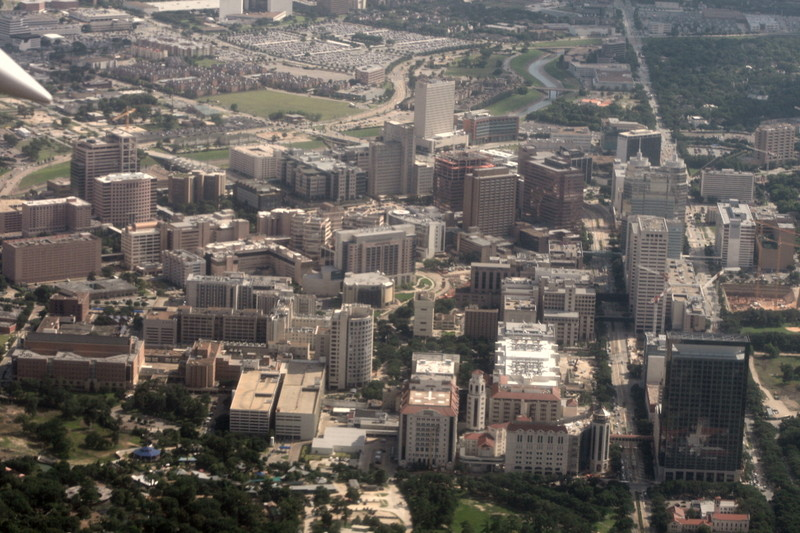
Vue aérienne du Texas Medical Center de Houston, le plus grand quartier médical du monde.

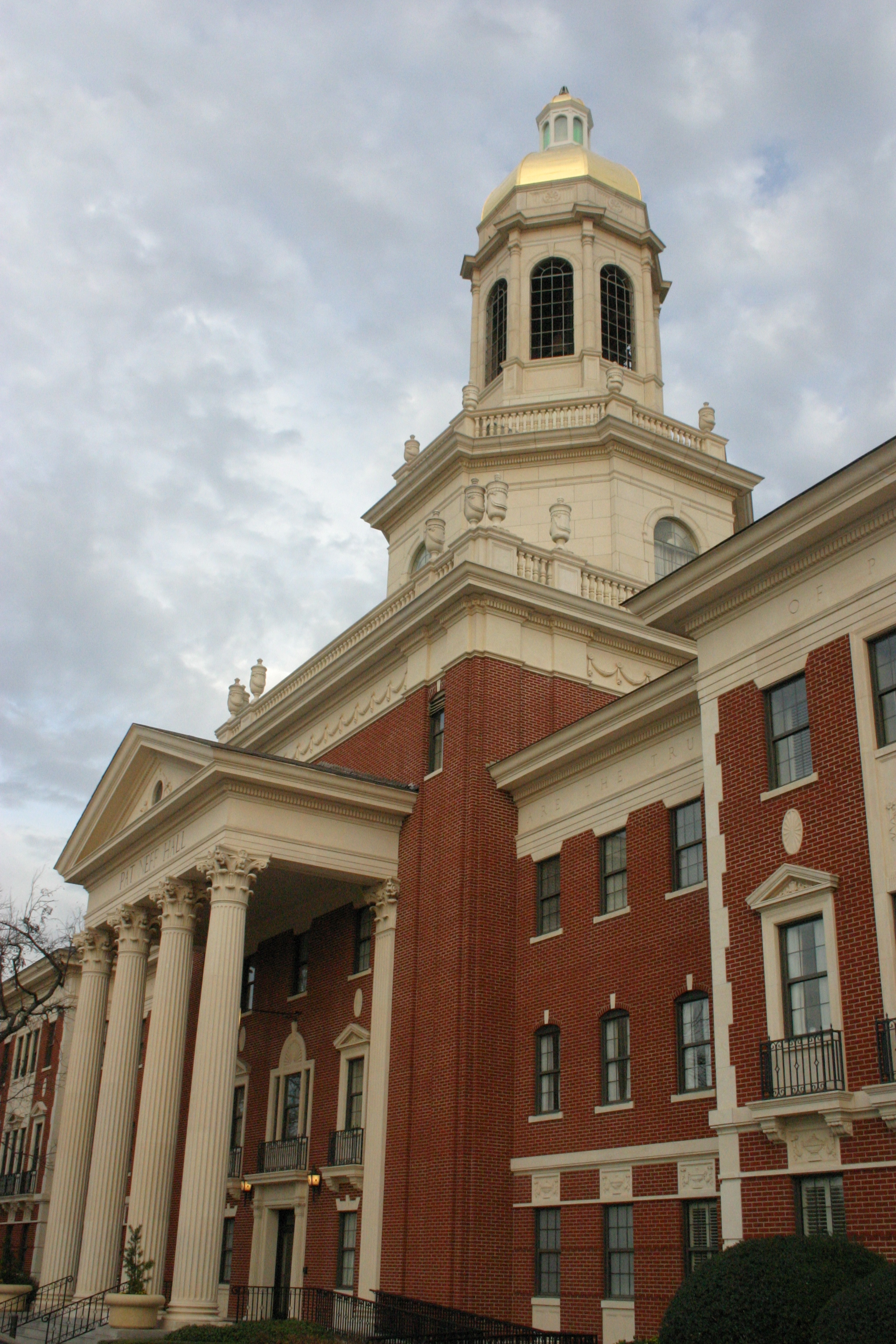
Université Baylor, Waco, Texas.

Les écoles publiques de l'État sont administrées par l'Agence d'éducation pour le Texas et réglementées par le Texas Education Code. Le territoire est divisé en plus de 1 000 districts scolaires. À côté du système scolaire public existent des écoles privées de toutes sortes qui ne dépendent pas de l'Agence d'éducation pour le Texas. Enfin, l'enseignement à domicile est relativement développé en raison des faibles restrictions qui lui sont imposées par l’État du Texas. Depuis 1997, chaque lycée, qu'il soit riche ou pauvre, peut envoyer à l'université les 10 % d'élèves les mieux notés et favoriser ainsi la promotion scolaire des plus défavorisés.
Il existe 181 colleges et universités, ainsi que des dizaines d'institutions de recherche et de développement au Texas. La majorité des universités publiques appartiennent à l’un des six réseaux universitaires de Houston, North Texas, Texas, Texas A&M, État du Texas et Texas Tech. L’université du Texas à Austin est, avec un effectif étudiant de 50 170, la plus importante de l’État. Elle est suivie par la Texas A&M University (College Station), l'université de Houston et l’université de North Texas (Denton) qui comptent chacune plus de 30 000 étudiants,,.
L’université du Texas à Austin était la troisième université du pays par le nombre d'étudiants en 2003. Elle détient le record des dépenses dans la recherche et le développement (446,7 millions de dollars en 2006).
Le Texas compte également de nombreuses universités privées : parmi elles, l'université Rice (5 195 étudiants) est l'une des meilleures des États-Unis et l'une des plus riches avec 4,7 milliards de dollars de dotation. L'université Baylor (plus de 14 000 étudiants) se distingue par son ancienneté (elle fut fondée en 1845 par la république du Texas) et par la taille de son campus (2,97 km2 au sud du centre-ville de Waco).
Les universités texanes participent largement à la vie culturelle de l’État par leurs presses (University of Texas Press, Texas A&M University Press), leurs équipes de sport, leurs musées, leurs associations, etc. Leur renommée attire les étudiants des États voisins et de l’étranger. Enfin, le Texas est réputé pour ses institutions de recherche médicale, parmi les plus performantes au monde avec huit écoles de médecine, trois écoles de dentistes, une d'optométrie et deux Laboratoires P4. Le Texas Medical Center de Houston représente la plus grande concentration mondiale d'institutions de recherche et de santé avec 45 établissements. Il détient le record mondial pour le nombre de transplantations cardiaques.
Le Texas est le deuxième État du pays par le nombre d’élèves inscrits dans les écoles, mais n’est classé qu’au 44e rang pour les sommes dépensées par élève. Le Parti républicain et le Tea Party s'opposent fermement à toute velléité d’amélioration du système éducatif public par le ministre de l’éducation. Pour Debbie Riddle, représentant duTexas à la Chambre des représentants du Texas, au sujet de l'idée selon laquelle les États-Unis devrait garantir l’accès de tous à l’école publique : « Cette idée vient de Moscou, de Russie. Elle provient des fournaises de l’enfer. C’est pour nous manipuler qu’on la présente comme une idée généreuse. »

### Événements culturels

Le rodéo est une composante de l'identité au Texas.

Le dynamisme de la culture texane se manifeste par de nombreux événements et festivals tout au long de l’année. En marge du festival de rodéo de Houston (février-mars) se tiennent des concerts réunissant des dizaines de milliers de spectateurs. La foire de Dallas (State Fair of Texas) a attiré trois millions de visiteurs en 2002. Elle se tient chaque année de fin septembre à mi-octobre dans le Fair Park depuis 1886 et donne lieu à de multiples manifestations (matchs, exposition de voitures, etc.).

### Médias
Les principaux journaux sont édités dans les métropoles du Texas. Le Houston Chronicle est le plus important avec une diffusion de 500 à 630 000 exemplaires: ce quotidien généraliste fondé en 1901 fut racheté par la Hearst Corporation. L’hebdomadaire Houston Press est indépendant et lu par environ 300 000 personnes. Créé en 1885, The Dallas Morning News est le seul quotidien généraliste de Dallas. Il est concurrencé par le Fort Worth Star-Telegram sur l’aire urbaine de Dallas-Fort Worth. Les autres grandes villes ont chacune leur quotidien : San Antonio Express-News, Austin American-Statesman, El Paso Times, etc. Il existe par ailleurs une presse dynamique dans les petites villes, sur les campus universitaires et une presse en langue espagnole (El Diario de El Paso, par exemple).

### Musées, bibliothèques et patrimoine

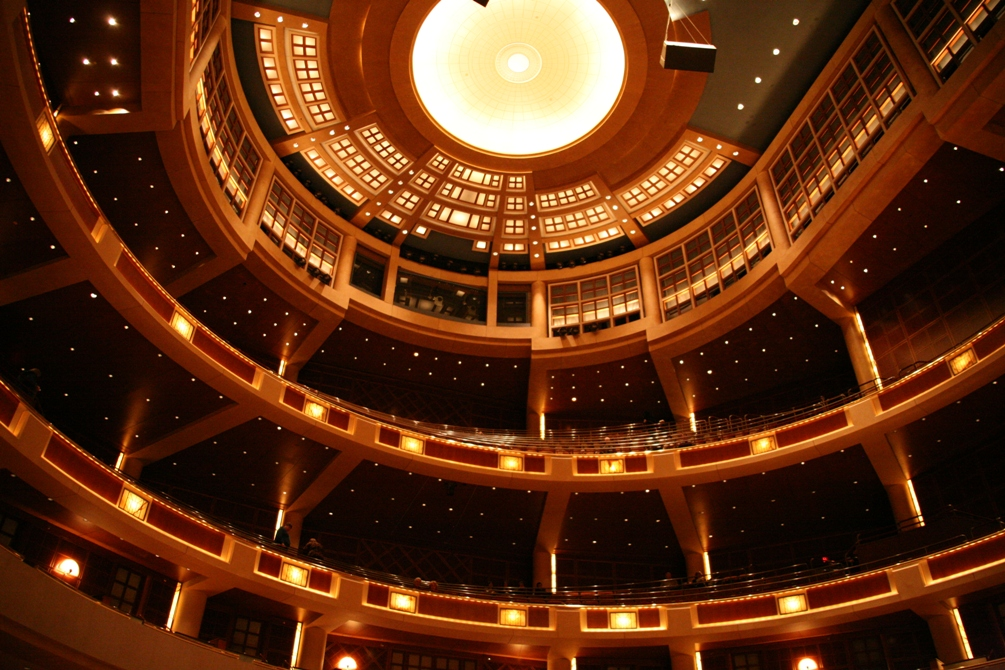
Morton H. Meyerson Symphony Center, Dallas.

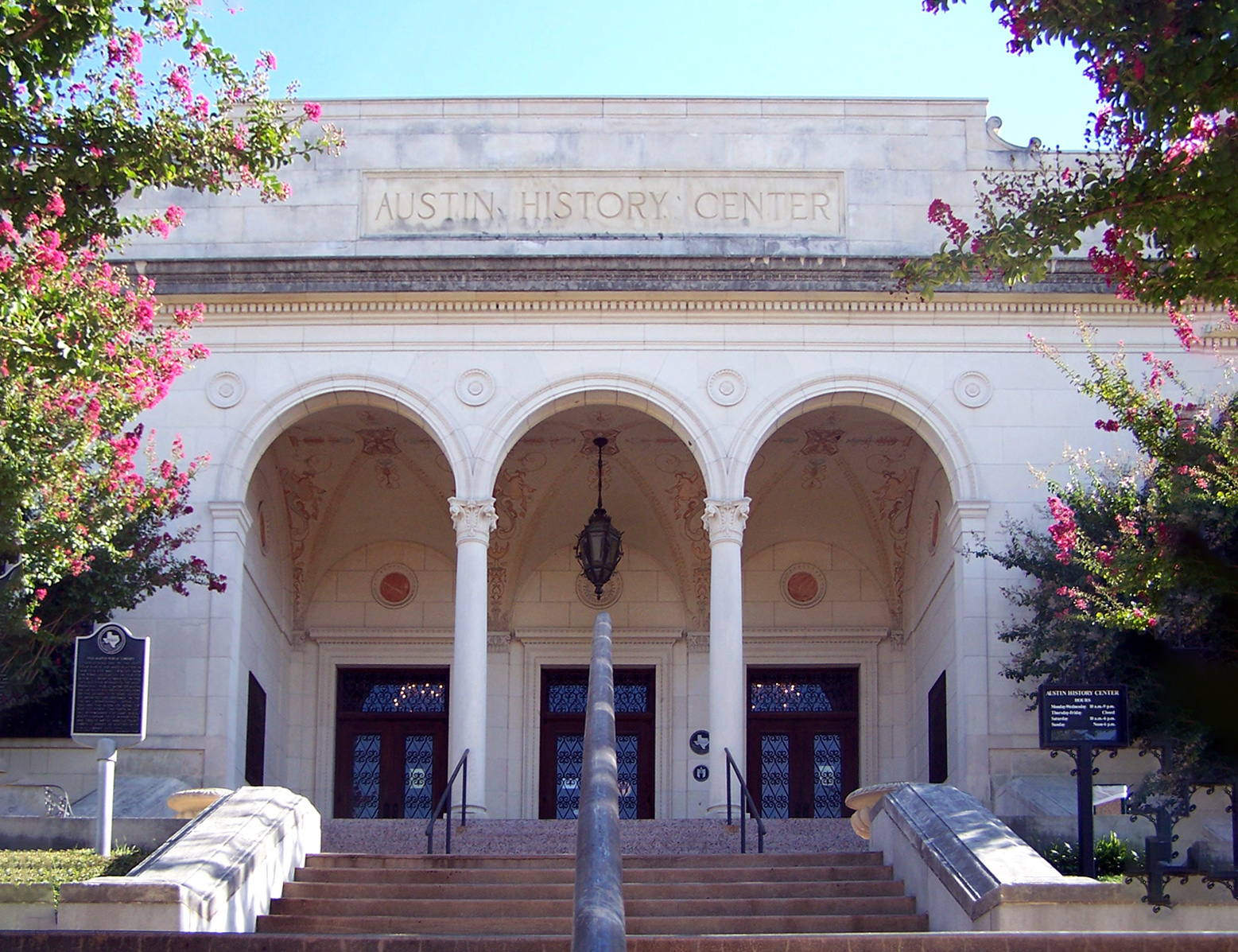
Austin History Center.

Les grands musées de Houston se concentrent dans le Museum District. Ce dernier a été fondé officiellement en 1997 et a accueilli 5,9 millions de visiteurs en 2001. Parmi les nombreuses institutions culturelles, le musée des Beaux-Arts de Houston est le plus grand musée d’art du Sud des États-Unis et attire quelque 2,5 millions de visiteurs par an. Le musée des sciences naturelles de Houston est quant à lui fréquenté par environ deux millions de visiteurs par an, et abrite un million d’objets ou de specimens. Il offre des collections variées (minéraux, paléontologie, peuples précolombiens et égyptiens, astronautique, faune africaine et texane) ainsi qu'un cinéma IMAX et un planétarium.
Le musée d'Art moderne de Fort Worth, fondé en 1892, est le plus ancien musée du Texas. Dans le centre de Dallas, un Arts district comprend notamment le musée d'Art de Dallas et le Nasher Sculpture Center. Le musée d'Art de San Antonio présente des œuvres de l'Antiquité, des arts précolombiens, des arts premiers, de l'art contemporain, asiatique, européen (XVIIe au XXe siècles) et américain.
Le Texas possède environ 11 500 sites et monuments historiques, plus de 700 musées d'histoire locale, 40 000 sites archéologiques (dont le Alibates Flint Quarries National Monument), 46 National Historic Landmarks et 2 000 lieux inscrits sur le Registre national des lieux historiques,. Les principales bibliothèques de l'État sont situées dans les métropoles : le réseau des bibliothèques de Houston possède plus de 5,9 millions de volumes. La bibliothèque Perry-Castañeda est la bibliothèque centrale de l'université du Texas à Austin depuis 1972 : elle abrite quelque huit millions de volumes, ce qui en fait la onzième des États-Unis et la cinquième bibliothèque universitaire du pays. Les campus universitaires abritent des bibliothèques spécialisées. Deux bibliothèques présidentielles, qui font également figure de musées, rassemblent des milliers de documents sur l'exécutif américain : le Lyndon Baines Johnson Library and Museum et la George Bush Presidential Library and Museum.

### Littérature
Les premiers éléments de littérature au Texas furent écrits en espagnol : il s’agit des récits d’exploration de conquistadors. La colonisation anglo-américaine inspira la littérature texane de la première moitié du XIXe siècle : Texas de Mary Austin Holley (1833) est le premier ouvrage en langue anglaise qui ne traite que du Texas. D’autres récits évoquent les épisodes de la révolution texane ou de leurs héros, comme Davy Crockett : des années 1830 à la guerre de Sécession, les almanachs mettent en scène ce personnage dans des contes humoristiques et grotesques. David Crockett symbolise le pionnier tout puissant qui vient à bout des animaux sauvages et des Amérindiens. Les auteurs mexicains ont également beaucoup écrit sur la révolution texane comme Juan Nepomuceno Almonte (Noticia Estadistica Sobre Tejas, 1835) ou encore José Enrique de la Peña. Par la suite, le siège de Fort Alamo donna lieu à de nombreux romans : Augusta Evans Wilson, Inez: A Tale of the Alamo (1855), Amelia E. Barr, Remember Alamo (1888), William Stoddard, The Lost Gold of the Montezumas: A Story of the Alamo (1900), etc.
John Crittenden Duval, que J. Frank Dobie a surnommé le Père de la littérature texane, raconta comment il réussit à réchapper du massacre de Goliad dans son Early Times in Texas. Les récits d’aventures ou de voyage marquent encore la littérature de l’après indépendance avec les ouvrages de George W. Kendall (Narrative of the Texan Santa Fe Expedition, 1844) ou encore de Frederick Law Olmsted (A Journey Through Texas, 1857) qui évoque la condition des esclaves dans l’Est du Texas.
Après la guerre de Sécession, le poète Sidney Lanier s’installa au Texas et composa un recueil intitulé Retrospects and Prospects (1899). Les poèmes du XIXe siècle honorent la mémoire des héros du Texas, mais aussi les paysages et la nature de cette région américaine. La figure du cow-boy prit une part importante dans la littérature américaine au XIXe siècle, comme en témoignent les œuvres de John Armoy Knox, Charlie Siringo, de O. Henry ou les vers de William Lawrence Chittenden. Plusieurs écrivains européens s’intéressèrent aussi au Texas tels que l’Anglais Frederick Marryat (The Travels and Adventures of Monsieur Violet, 1843), l’Autrichien Carl Anton Postl (The Cabin Book, 1844) ou le Français Gustave Aimard (The Freebooters, a Story of the Texas War, vers 1860).
Le début du XXe siècle est marqué par un intérêt croissant pour le folklore texan. The Log of a Cowboy (1903) fut écrit par Andy Adams en réponse à l'immense succès du roman d'Owen Wister, The Virginian. Il s'agit d'un récit imaginaire relatant un voyage de cinq mois à conduire 3 000 vaches de Brownsville eu Texas au Montana en 1882. Mais il est solidement basé sur la propre expérience d’Adams sur la piste et il est considéré comme le meilleur récit de la vie des cow-boys en littérature. La Texas Folklore Society est fondée en 1909. J. Frank Dobie et Dorothy Scarborough publient des récits de chercheurs d’or, de chasseurs, d’éleveurs, de cow-boys, de planteurs, etc. En 1941, John W. Thomason publie Lone Star Preacher qui évoque l’histoire d’un prêcheur dans l’Est du Texas pendant la guerre de Sécession.
La littérature texane après 1945 fut marquée par quatre auteurs majeurs : Katherine Anne Porter, William Goyen, William Humphrey et William A. Owens. Katherine Anne Porter est considérée par beaucoup comme l’écrivain le plus important du Texas. Ses œuvres appartiennent à la tradition littéraire du Sud des États-Unis. Elle reçut le prix Pulitzer et le National Book Award en 1966 pour The Collected Stories. Elle fut nommée trois fois pour le prix Nobel de littérature.

### Musique

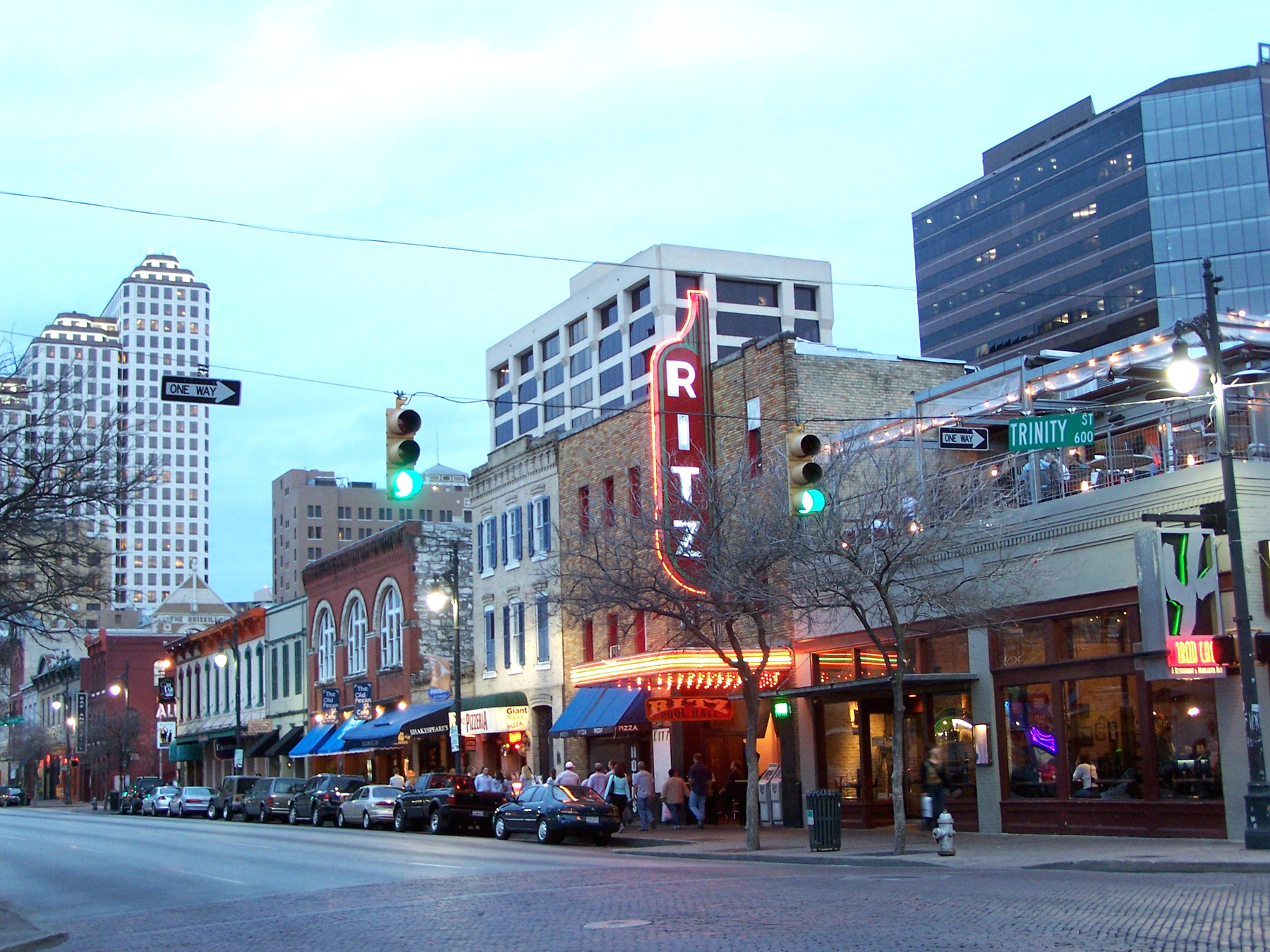
La 6e Rue d’Austin.

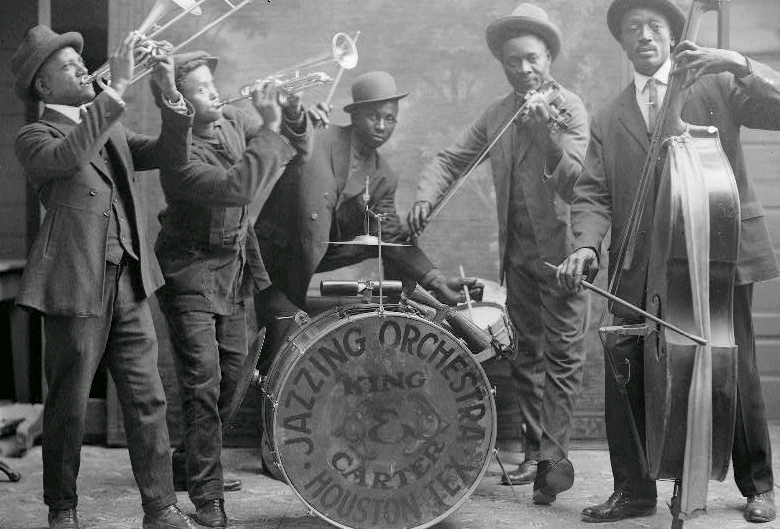
King & Carter Jazzing Orchestra (Houston, 1921).

De nombreux musiciens et chanteurs sont nés au Texas et se sont illustrés dans des genres variés : Scott Joplin (1867-1917) pour le ragtime, Selena (1971-1995), pour la musique Tex-Mex, T-Bone Walker (1910-1975) et Stevie Ray Vaughan (1954-1990) pour le blues, Janis Joplin (1943-1970), Roy Orbison (1936-1988), Meat Loaf (1947-2022) et Buddy Holly (1936-1959) pour le rock, Teddy Wilson (1912-1986) pour le jazz, Vanilla Ice (1967-) pour le rap. Parmi les groupes originaires du Texas, on peut citer Pantera (heavy metal), ZZ Top (blues rock, hard rock), Destiny's Child (RnB) ou encore Blue October (rock alternatif). Le mouvement musical le plus fécond est la country. Celle-ci utilise divers instruments de musique (violon, banjo, dobro, pedal-steel) et puise ses origines dans des musiques folkloriques celtes des immigrés anglo-saxons. Musique associée aux cow-boys dans les films de western, elle a également subi l'influence des églises baptistes présentes au Texas. Elle se décline en de nombreuses variantes locales telles que le Lubbock Sound, le mouvement outlaw né à Austin, le honky tonk ou la country pop. D'autres courants musicaux se sont développés comme le Texas blues, fondé au début du XXe siècle par des artistes comme Blind Lemon Jefferson (1893-1929) ou Big Mama Thornton (1926-1984), Demi Lovato ou encore Selena Gomez pour la pop rock.
Austin est surnommée « la capitale de la musique live du monde » (The Live Music Capital of the World). La ville compte plus de 200 salles de concerts, de bars musicaux et de nightclubs, dont beaucoup se concentrent sur la 6e Rue. La ville accueille chaque année un grand nombre de festivals de musique dont le plus connu est South by Southwest. À Dallas, le quartier de Deep Ellum est un haut-lieu des musiques alternatives ; il s'est développé dans l'entre-deux-guerres comme un centre de jazz et de blues, avant d'accueillir des groupes punks dans les années 1970-1980.
La musique classique s'épanouit essentiellement dans les grandes métropoles. Les premiers orchestres symphoniques du Texas sont nés à San Antonio (1904), Dallas (1911) et Houston (1913). L'Orchestre symphonique de Houston donne plus de 200 concerts chaque année à travers le monde entier. L'Orchestre symphonique de Dallas (Dallas Symphony Orchestra) est également réputé : il se produit dans le Morton H. Meyerson Symphony Center. Le Bass Performance Hall de Fort Worth s’inscrit dans la politique de revitalisation du centre-ville et accueille un orchestre symphonique, un ballet et un opéra.
De nombreuses chansons américaines évoquent le Texas : The Yellow Rose of Texas est l'une des plus anciennes. Elle a été créée au XIXe siècle et était chantée par les troupes confédérées pendant la guerre de Sécession. The Eyes of Texas a été composée par John Sinclair en 1903 et est devenue l'hymne de l'université du Texas à Austin : le public l'entonne à chaque match universitaire. D'autres chansons ont pour sujet des villes texanes : El Paso, Galveston, Streets of Laredo, Is This Way to Amarillo, etc.

## Transports

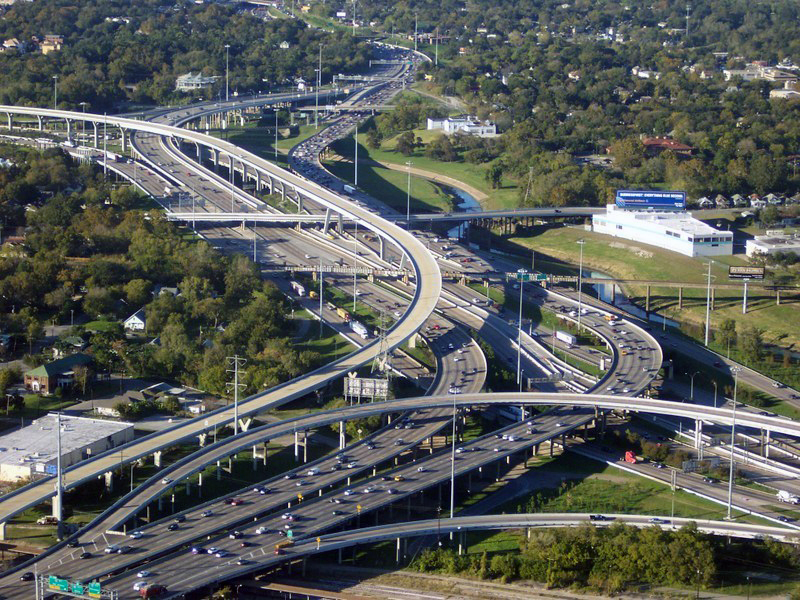
L’échangeur entre l’I-10 et l’I-45 à Houston.

La maîtrise du territoire texan par le réseau des transports est rendue difficile par la taille de l’État. En revanche, le relief ne pose pas de problème majeur, sauf dans les montagnes de l’ouest. Le Texas dispose du plus long réseau d’autoroutes et de voies ferrées des États-Unis, ainsi que du plus grand nombre d’aéroports. Les transports, y compris l’aviation, sont administrés par le département des Transports du Texas.

### Transport routier
Par sa situation entre les États de l'Est et la côte Pacifique, le Texas est un carrefour majeur de voies de communication. Le réseau routier relie les villes entre elles. La première autoroute fut inaugurée en 1948 à partir de Houston (Interstate 45). En 2005, le réseau d'autoroutes (highway) avait une longueur cumulée de 128 000 km. Il y a actuellement 17 routes à péage. Le Trans-Texas Corridor, également connu sous le nom d'« autoroute de l'ALENA », fait partie du supercorridor américain, un projet qui vise à relier les trois pays d'Amérique du Nord par un couloir de transport multimodal entre les villes de Mexico et de Winnipeg au Canada. En 1995, il existait plus de 14 millions de véhicules motorisés au Texas. L'insuffisance des transports publics, les distances importantes entre les métropoles et la dissociation spatiale entre quartiers d'habitation et lieu de travail expliquent que les Texans utilisent en priorité leur automobile, ce qui aggrave la pollution atmosphérique.

### Aéroports

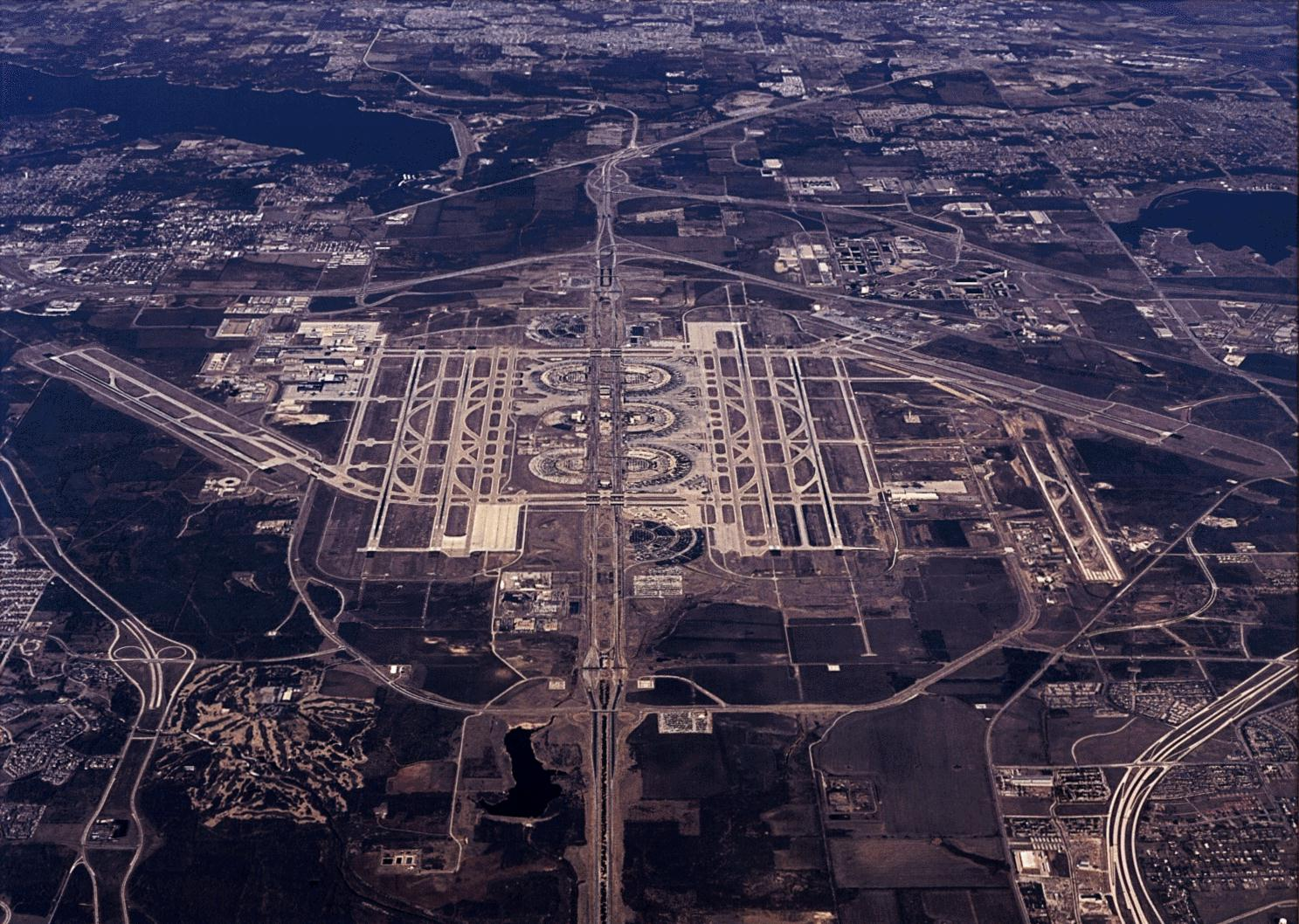
Aéroport international de Dallas-Fort Worth.

Le Texas détient le record du nombre d’aéroports aux États-Unis. L’aéroport international de Dallas-Fort Worth est le plus étendu du Texas, le deuxième du pays et le quatrième du monde. En termes de trafic de passagers, il arrive en quatrième place des États-Unis et en sixième position mondiale. Il dessert 135 destinations aux États-Unis et 40 vers l’étranger. L’aéroport de Dallas-Fort Worth sert de hub principal aux compagnies aériennes d’AMR Corporation American et American Eagle. Une autre société, Southwest Airlines, a son siège social à Dallas. L'aéroport intercontinental George-Bush de Houston est le deuxième aéroport de l’État et sert de hub à la compagnie United Airlines. Il est l’aéroport américain qui offre le plus de dessertes vers le Mexique,.

### Ports
Le littoral du golfe du Mexique accueille plus de mille ports maritimes ainsi que plus de 1 600 km de canaux. L’ensemble des ports texans représente 500 000 emplois et un transit de 317 millions de tonnes de marchandises. Ils sont reliés aux autres ports américains de l’Atlantique par le Gulf Intracoastal Waterway, une section de l’Intracoastal Waterway.
Jusqu’en 1900, le premier port du Texas était Galveston ; il fut détrôné par le port de Houston après la Première Guerre mondiale. Avec 201 millions de tonnes de marchandises échangées en 2006, le port de Houston-Galveston est le 14e du monde, et le deuxième des États-Unis. Le canal de Houston, inauguré en 1919, est une artère majeure de transport et une zone industrielle de 80 km de long qui relie la métropole à la baie de Galveston.

### Chemin de fer et métro

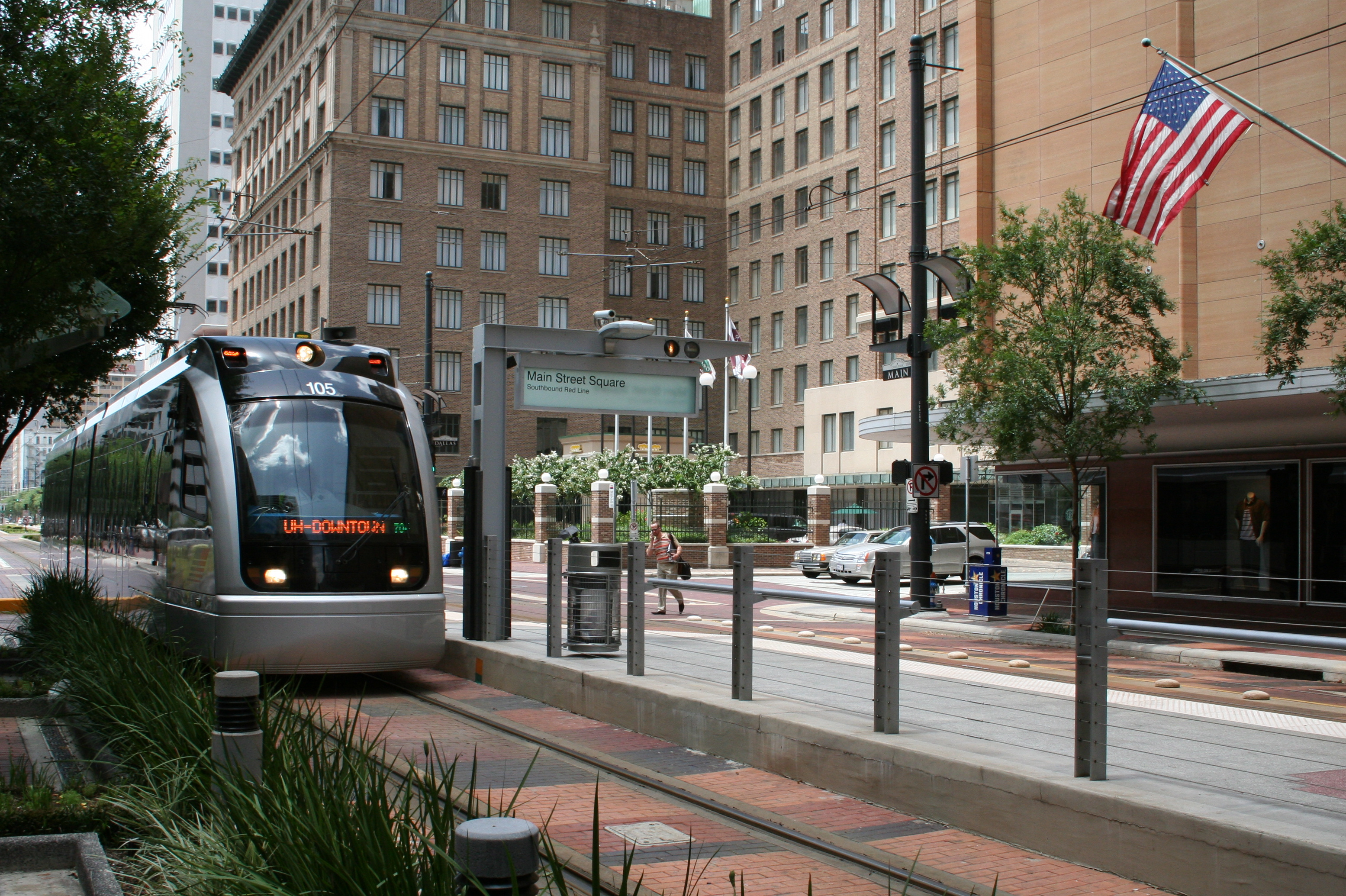
METRORail de Houston.

La première voie ferrée du Texas fut achevée en 1872 : le Missouri-Kansas-Texas Railroad sonna le glas des grandes transhumances du bétail dirigées par les cow-boys. Depuis 1911, le Texas possède le réseau de chemin de fer le plus long des États-Unis. Ce dernier a atteint son apogée en 1932 (27 484 km) ; aujourd’hui, il est d’environ 22 500 km. Il sert surtout au transport des marchandises et des pondéreux. La compagnie Amtrak propose plusieurs liaisons ferroviaires entre les grandes villes du Texas.
Dallas et Houston possèdent chacune leur réseau de tram-train. Celui de Dallas comporte deux lignes d’une longueur cumulée de 72 km, 35 stations et a transporté 17,9 millions de passagers en 2007. Un train de banlieue relie Fort Worth et Dallas. À Houston, le tram-train est entré en service au début de 2004 avec une ligne de 12 km de long entre l’université de Houston, dans le centre-ville, au Reliant Park ; il est appelé à se développer dans les prochaines années.

## Sport
Le football américain est depuis longtemps le sport le plus populaire dans l'État. De nombreux sportifs de haut niveau sont originaires du Texas ou ont commencé leur carrière dans cet État. Dallas est l'une des rares villes des États-Unis qui possède des équipes professionnelles dans toutes les principales organisations sportives : NBA, NFL, MLB et Ligue nationale de hockey. Le basket-ball est le deuxième sport le plus populaire, Chris Bosh et Grant Hill, par exemple, viennent du Texas.

### Sports d'équipe professionnels

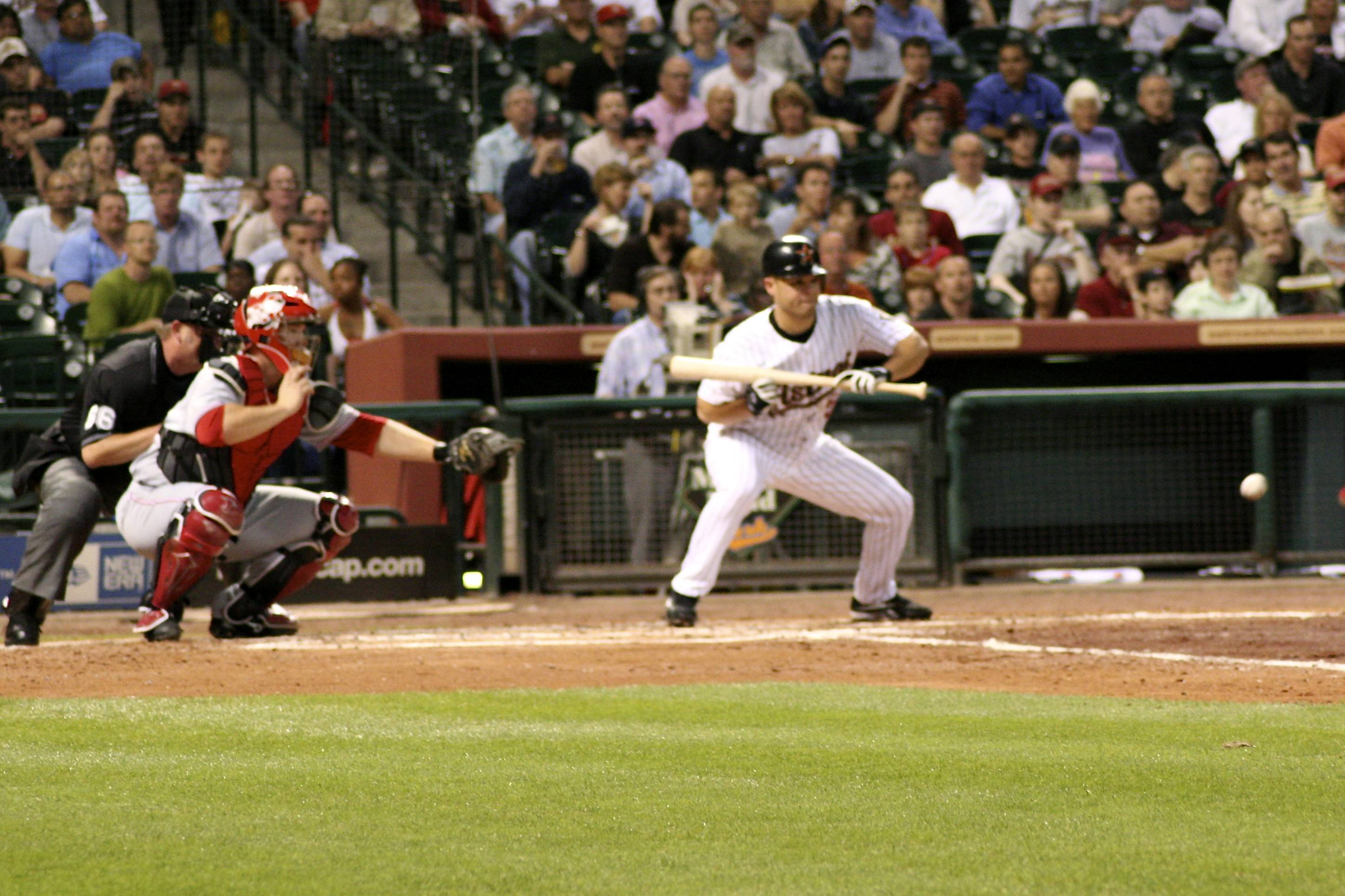
Astros de Houston.

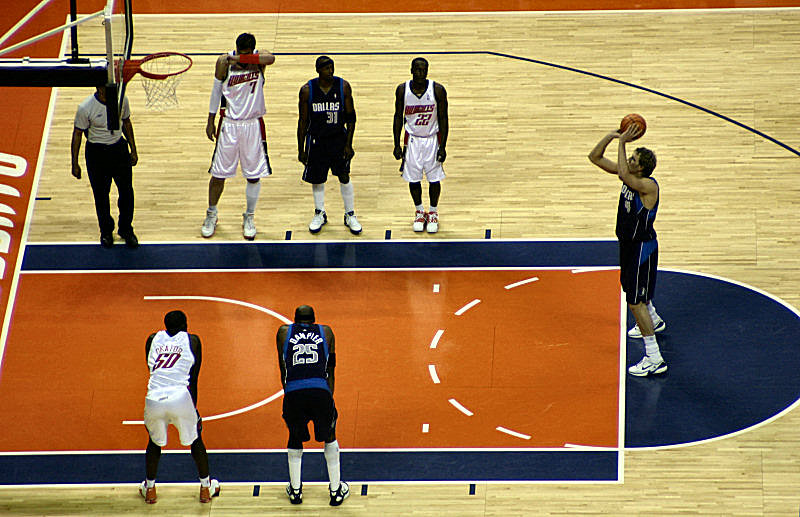
Dirk Nowitzki et les Mavericks de Dallas en 2005.

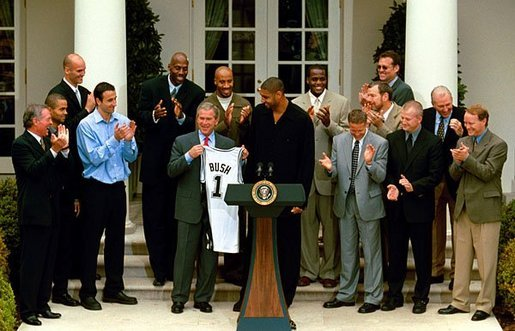
Les Spurs de San Antonio à la Maison-Blanche.

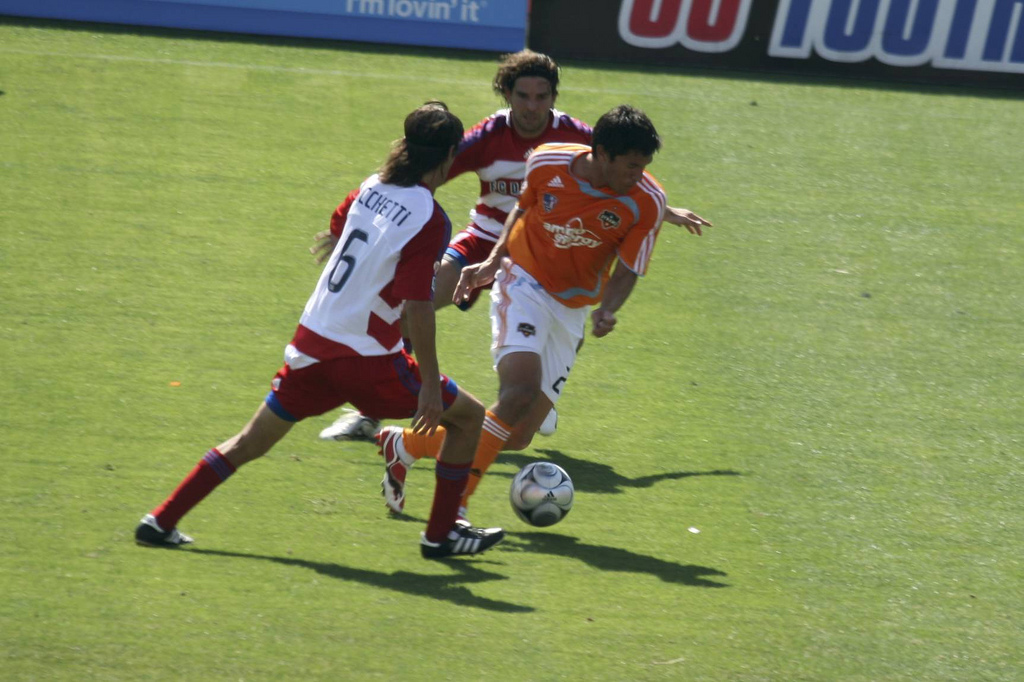
Match de football entre Houston et Dallas.

Beaucoup de Texans se passionnent pour le football américain comme supporters ou comme joueurs. Ils suivent avec attention les championnats universitaire et professionnel. Le Texas possède deux franchises dans la National Football League : les Texans de Houston et les Cowboys de Dallas, qui ont remporté cinq fois le Superbowl.
Deux équipes de baseball évoluent dans la Ligue majeure de baseball : les Rangers du Texas pour Dallas et les Astros de Houston. Les Cats de Fort Worth appartiennent à la Ligue mineure de baseball. Le baseball universitaire est également très suivi avec les équipes de l'université Rice, de l'université du Texas, et de l'université Baylor qui jouent dans les College World Series.
Le Texas abrite trois équipes de basket-ball de la NBA : les Rockets de Houston, les Spurs de San Antonio et les Mavericks de Dallas. Chacune des trois équipes a déjà remporté une finale de NBA, les Mavericks (une fois — 2011), les Rockets (deux fois — 1994 et 1995) et les Spurs (cinq fois — 1999, 2003, 2005, 2007 et 2014). En outre, il existe deux équipes féminines de la WNBA : les Comets de Houston et les Stars de San Antonio. Les Comets ont remporté le premier tour du championnat de la WNBA pour les saisons 1997 et 2000.
Le hockey sur glace est un sport qui compte dans l’agglomération de Dallas-Fort Worth depuis que l'équipe des North Stars du Minnesota est devenue celle des Stars de Dallas en 1993 (une fois vainqueurs de la Stanley Cup). En 1948, les Skippers de Houston USHL ont remporté la Coupe Louden grâce à leur entraîneur Hector Blake. Les Aeros de Houston ont quant à eux gagné quatre coupes. Les Rampage de San Antonio jouent également dans la LAH, et une troisième équipe, les Stars du Texas, devrait l'intégrer en 2009 ou 2010 à Cedar Park. Le Texas possède au total sept des 17 équipes de la Ligue centrale de hockey.
La crosse pratiquée par les Amérindiens avant l’arrivée des Blancs en Amérique, rencontre de plus en plus de succès. Le football (soccer) est pratiqué par les enfants, mais il est moins suivi que le football américain. Il existe pourtant deux équipes qui évoluent dans la Major League Soccer : les Dynamo de Houston et le FC Dallas.
| Club                 | Sport              | Ligue | Stade/enceinte           | Date de fondation |
| -------------------- | ------------------ | ----- | ------------------------ | ----------------- |
| Astros de Houston    | Baseball           | LMB   | Minute Maid Park         | 1963              |
| Rangers du Texas     | Baseball           | LMB   | Rangers Ballpark         | 1961              |
| Mavericks de Dallas  | Basket-ball        | NBA   | American Airlines Center | 1980              |
| Rockets de Houston   | Basket-ball        | NBA   | Toyota Center            | 1967              |
| Spurs de San Antonio | Basket-ball        | NBA   | AT&T Center              | 1967              |
| Texans de Houston    | Football américain | NFL   | Reliant Stadium          | 2002              |
| Cowboys de Dallas    | Football américain | NFL   | Texas Stadium            | 1960              |
| Stars de Dallas      | Hockey sur glace   | LNH   | American Airlines Center | 1967              |
| Dynamo de Houston    | Football           | MLS   | BBVA Stadium             | 2005              |
| FC Dallas            | Football           | MLS   | Pizza Hut Park           | 1996              |

### Sport universitaire

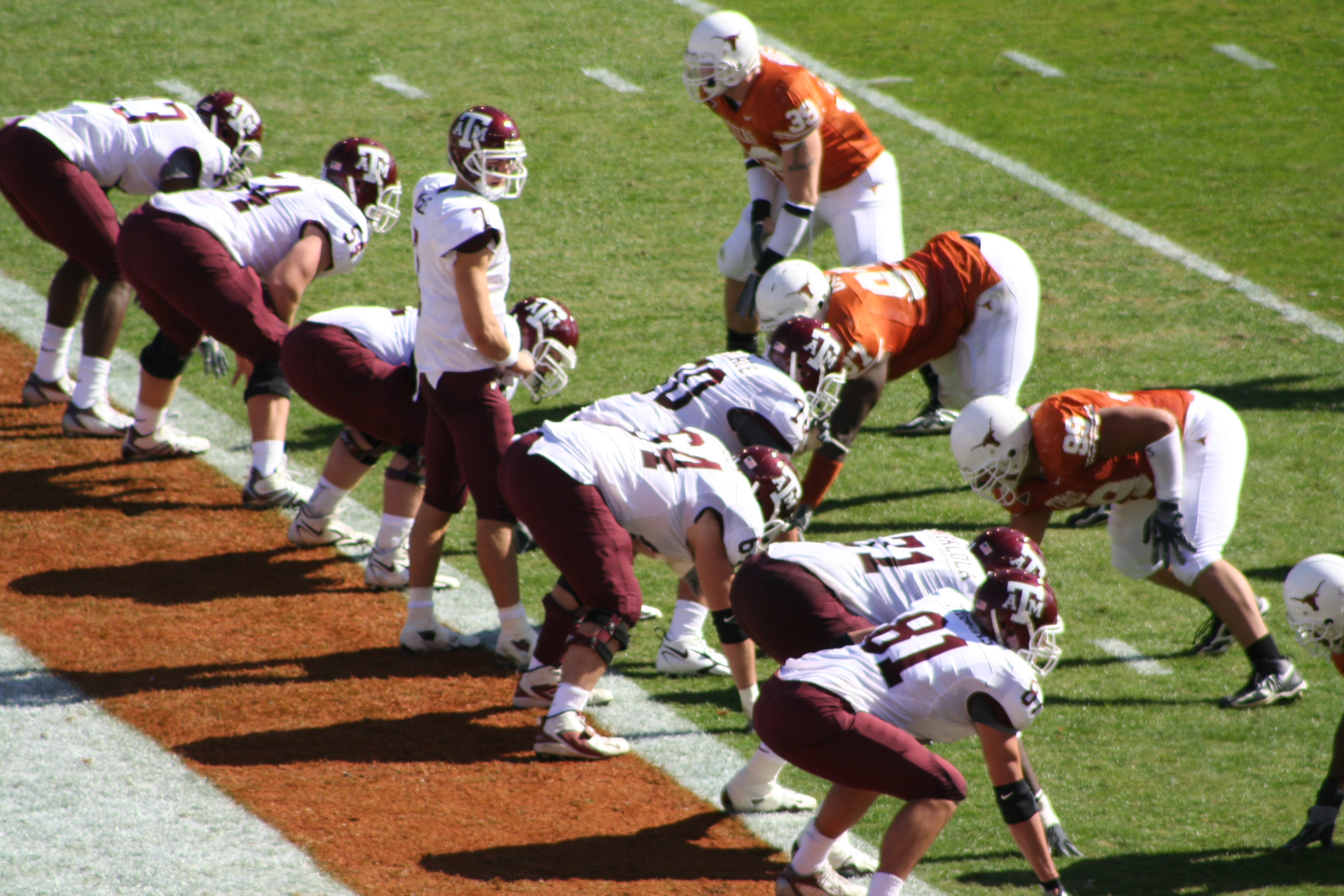
Un match de football américain universitaire au Darrell K Royal-Texas Memorial Stadium (2006).

La plupart des universités texanes ont une tradition sportive. De nombreuses équipes font partie de la Division I, le plus haut championnat de sport universitaire des États-Unis, dans la Big 12 Conference : les Bears de Baylor, les Aggies du Texas, les Longhorns du Texas et les Red Raiders de Texas Tech. Dans le club omnisports universitaire des Bears de Baylor (université Baylor), la plus fameuse équipe est celle d'athlétisme qui fut dirigée par l'entraîneur Clyde Hart pendant 42 ans. Les médaillés d'or olympiques Michael Johnson, Jeremy Wariner et Darold Williamson sont issus de cette équipe. En plus des quatre équipes de la Big 12 Conference, six autres équipes texanes jouent dans la Bowl Sub-Division : les Horned Frogs de TCU, les Mustangs de SMU, les Cougars de Houston, les Owls de Rice les Miners d'UTEP, et les Mean Green de North Texas.

### Autres sports
D’origine hispanique, le rodéo est devenu le sport officiel de l’État du Texas. La première compétition mondiale de rodéo eut lieu le 4 juillet 1883 à Pecos. L'une des associations de rodéo sur taureau est la Professional Bull Riders (PBR). Le plus grand rodéo d’Amérique se déroule chaque année au Reliant Park de Houston (Houston Livestock Show and Rodeo) entre la fin de février et le début de mars. Il s’accompagne de concerts et de festivités pendant une vingtaine de jours. D’autres villes organisent des événements similaires : State Fair of Texas (Dallas), Fort Worth Livestock Show and Rodeo, Mesquite Championship Rodeo, San Antonio Stock Show & Rodeo par exemple.
Le golf, la pêche et les courses automobiles sont les autres sports populaires au Texas. Le Texas Motor Speedway de Fort Worth est un circuit utilisé en NASCAR depuis 1997 et le Grand Prix automobile des États-Unis se dispute depuis 2012 à proximité d'Austin (Texas), sur le circuit des Amériques.

## Honneur
L'astéroïde (35352) Texas porte son nom.